# Glossario di Digimon
Questa è una lista dei termini specifici del media franchise di Digimon.

## Anticorpo X

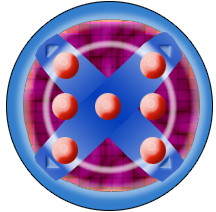
Rappresentazione grafica dell'Anticorpo X, presente nel gioco di carte.

L'Anticorpo X (X抗体?, X-Koutai) è l'elemento chiave del V-Pet Pendulum X, del manga Digimon Chronicle, del film in computer grafica 3D Digital Monster X-Evolution e delle relative carte del gioco di carte di Digimon. Si tratta di un fattore che rende i Digimon immuni al Programma X; inoltre, la maggior parte dei Digimon che vengono in contatto con esso diventano molto più potenti delle loro controparti normali. Alcuni Digimon (Dorumon, ad esempio) sono immuni all'Anticorpo X perché la loro forma normale lo possiede già naturalmente.
Quando Digiworld divenne sovrappopolato, il super computer che governa il mondo digitale, Yggdrasil, non era più in grado di gestire la situazione. La sua soluzione consisteva nello spazzare via la stragrande maggioranza dei Digimon grazie al Programma X e scegliere una percentuale molto piccola da trasferire in un nuovo Digiworld, distruggendo il vecchio. Coloro che non vennero scelti ma che furono comunque in grado di sopravvivere e di trasferirsi nel nuovo mondo digitale possedevano un dono molto raro conosciuto come l'Anticorpo X. Questo anticorpo, quando attivato, cambia l'aspetto fisico del Digimon e lo rende molto più potente.
Coloro che posseggono l'Anticorpo X vengono generalmente distinti grazie alla "X" presente alla fine del loro nome e qualche volta grazie ad una "X" o ad una gemma posizionata da qualche parte sul corpo (ad esempio sulla fronte di Dorumon o sulla parte frontale del corno anteriore di WarGreymon X). Sono molto pochi i Digimon con l'Anticorpo X non distinti da una "X" dopo il loro nome: questo poiché non esiste altra versione di loro in natura.
I Digimon X si recano quindi sul nuovo Digiworld, diviso in tre Terminali (i cui nomi provengono dalla denominazione delle tre norne della mitologia norrena): Urd, una piana rappresentante il Passato con un'area desolata vulcanica, abitata da Digisauri e Digidraghi; Verdandi (erroneamente chiamata Versandi), rappresentante il Presente, che è un mondo di verde lussureggiante dimora di Digimon animale, uccello, pianta e di altra natura; e Skuld, che rappresenta il Futuro, una città altamente tecnologica dove prosperano Digimon macchina ed insetto. Yggdrasil spedisce i suoi servi fedeli, i Cavalieri Reali ad eliminare i Digimon X.
Nonostante i Digimon X appaiano in D-Cyber, Yggdrasil e l'Anticorpo X non vengono mai menzionati poiché tutti i Digimon sono già Digimon X. In più, nonostante i Cavalieri Reali che appaiono in X-Evolution e in Chronicle siano personaggi principali, essi non sembrano avere nessuna missione atta allo sterminio dei Digimon X.
Inoltre, i Digimon con l'Anticorpo X sono considerevolmente rappresentati nella serie di carte Digimon: Operation X. Alcuni Digimon dispongono dell'Anticorpo X, altri sono vulnerabili a questi Digimon, altri ancora possono distruggerli facilmente. Le carte per la modifica permettono inoltre di aggiungere, distruggere, alterare o trarre potere dall'Anticorpo X.

### Programma X
Il Programma X (Xプログラム?, X-Puroguramu) è un programma di terminazione avviato da Yggdrasil nell'ottavo film dedicato ai Digimon, Digital Monster X-Evolution, per eliminare il 98% dei Digimon in seguito alla crescita esponenziale di questi ultimi, causando il raggiungimento del tetto di massima capacità di Digiworld. Quando il Programma X viene eseguito da Yggdrasil, il 98% della popolazione Digimon totale viene eliminato. Il 2% rimanente viene trasferito in un nuovo Digiworld, in cui il Programma X non può raggiungerli. Tuttavia, una minoranza di Digimon forti abbastanza da resistere agli effetti del Programma X riesce a sopravvivere modificando il proprio Digicuore (Digicore). I Digimon rinascono quindi in una forma in grado di sopportare il Programma X e, alla fine, arrivano ad un punto in cui nei loro Digicuori viene installato un programma in grado di opporsi al Programma X: l'Anticorpo X.

### Indicatore di Anticorpo X
L'Indicatore di Anticorpo X (X抗体インジケーター?, X-Koutai Indikeetaa), anche chiamato Sistema XAI (XAIシステム?, Sai Shisutemu) è un sistema che monitora lo stato degli Anticorpo X. Se il Sistema XAI è attivato tramite il Pendulum X ed esso rileva l'Anticorpo X, questo inizierà a mutare il Digimon stesso, trasformandolo in un Digimon con l'Anticorpo X.

## Digievoluzione

Guilmon digievolve in Growlmon: il processo di Digievoluzione è ormai quasi completo

La Digievoluzione è un processo che intraprendono i Digimon, attraverso il quale essi possono svilupparsi in un essere più potente. La versione originale giapponese dell'anime usa semplicemente il termine Shinka (進化?) in relazione a questo processo, che si può tradurre letteralmente come "evoluzione".
I Digimon risiedono nelle varie reti elettroniche della Terra e a Digiworld. Poiché sono essenzialmente dei dati, questi possono effettuare il download di dati addizionali per loro stessi, cosa che li rende più forti. Il download di un numero sufficiente di dati può innescare la Digievoluzione. Durante la Digievoluzione, l'aspetto e gli attributi del Digimon cambiano e quest'ultimo diventa significativamente più forte di prima. La forma risultante del Digimon ha quasi sempre un nome differente da quella precedente. Tuttavia, la coscienza del Digimon rimane immutata. Se un Digimon non assorbe un numero sufficiente di dati necessari per mantenere la forma, non sarà in grado di rimanere nella nuova forma e regredirà nuovamente in poco tempo. Se la Digievoluzione è provocata senza dati sufficienti, viene a crearsi il potenziale per la Digievoluzione del Male, trasformando il Digimon in una creatura instabile con un controllo di sé minimo o nullo ed un irresistibile impulso distruttivo, permanente fino alla sua regressione.
La Digievoluzione è suddivisa in molteplici livelli, costituiti da una forma di Digiuovo (デジタマ?, Digitama, Digi-Egg) e da sei gradini evoluzionistici principali.
Principali stadi della Digievoluzione (Adattamenti italiani dei termini, con termini inglesi e giapponesi tra parentesi):
- Primario (Fresh/Baby o In-training I) (幼年期 I?, Younenki I, traducibile come "Neonato 1");
- Primo stadio (In-Training o In-training II) (幼年期 II?, Younenki II, traducibile come "Neonato 2");
- Intermedio (Rookie) (成長期?, Seichouki, traducibile come "Bambino");
- Campione (Champion) (成熟期?, Seijukuki, traducibile come "Adulto");
- Evoluto (Perfect) (完全体?, Kanzentai, traducibile come "Perfetto");
- Mega (Ultimate) (究極体?, Kyuukyokutai, traducibile come "Definitivo").

Se lasciati in totale autonomia, i Digimon invecchieranno naturalmente e, nel corso del tempo, possono digievolvere a livelli più alti usando dati dall'ambiente. Digievolvere dallo stadio iniziale primario di solito è un avvenimento comune, ma ogni livello successivo richiede un tempo maggiore (nel manga V-Tamer 01, il livello primo stadio non esiste e i Digimon progrediscono direttamente al livello intermedio quando assorbono abbastanza dati, come accade ad Arkadimon). A causa di ciò, solo uno sparuto numero di Digimon raggiungono naturalmente le loro forme finali. La rabbia e/o la necessità di sopravvivere in una grande battaglia possono spesso innescare la Digievoluzione. Quando i Digimon vengono cancellati (uccisi), questi o regrediscono completamente al livello di Digiuovo o si distruggono in innumerevoli bit di dati erranti che possono facilmente essere acquisiti o "caricati" da altri Digimon.
Tuttavia, quando un Digimon forma un legame con un essere umano, questo può digievolvere molto più rapidamente. Usando un Digivice, gli umani possono permettere ad un Digimon di digievolvere istantaneamente ad un livello più alto condividendo la loro energia. Questo necessita di una grande quantità di energia e non può avvenire se il Digimon è debole, ferito o affamato. I Digimon che digievolvono tramite i Digivice regrediranno o "dedigievolveranno" ad una forma inferiore dopo un certo tempo o se troppo feriti in battaglia. Solitamente, lo stadio abituale di un Digimon partner è quello intermedio; Gatomon costituisce un'eccezione degna di nota, poiché il Digimon era riuscito a digievolvere al livello campione prima di incontrare la sua partner umana Kari Kamiya. Tuttavia, ferite gravi o grandi perdite di energia possono causare ad un Digimon di regredire ad un livello ancora inferiore dopo essere digievoluti. Nella continuity di Digimon Adventure i Digimon tendono a dedigievolvere ad un livello inferiore a quello delle loro forme solite se feriti gravemente dopo essere digievoluti al livello campione (o a quello armor). Oppure, dopo aver raggiunto il livello evoluto i Digimon possono regredire all'ultima forma raggiunta naturalmente, caso spesso avvenuto prima che Agumon e Gabumon imparassero a regredire al livello intermedio dopo ripetute battaglie, anche se molti altri casi si susseguirono a questo. Per la maggior parte delle volte, la Digievoluzione al livello mega o la DNAdigievoluzione al livello evoluto porterà il Digimon a regredire a forme inferiori anche dopo aver raggiunto naturalmente le loro forme di base. Questo, tuttavia, diventa un punto controverso dopo la condivisione da parte di Azulongmon di uno dei suoi dodici Digicuori Iridescenti, permettendo ai Digimon con una carica di energia maggiore di regredire alla loro forma di base a prescindere dallo stadio in cui avevano combattuto precedentemente.
Un Digimon di livello evoluto è considerato "pienamente evoluto", fattore suggerito dal fatto che i Digimon di livello mega, molto rari, sono Digimon che in qualche modo hanno superato il loro livello naturale più alto nella loro linea digievolutiva. Ciò rende il livello mega la classificazione adatta per qualsiasi Digimon che è digievoluto oltre il livello evoluto. Questo è il motivo per cui i Digimon che digievolvono ancora quando si trovano nelle loro forme di livello mega (WarGreymon e MetalGarurumon in Omnimon ad esempio) sono ancora considerati di livello mega e non di livello o classe diversa, anche se alcune rare forme assumono la classificazione di super evoluto o super mega. Tuttavia, queste sono viste molto di rado e spesso vengono considerate comunque di livello mega.
Oltre ai normali stadi digievolutivi, esistono delle forme speciali che possono essere ottenute solo tramite dei metodi speciali:
Stadi speciali
- Armor Digievoluzione (Armor) (アーマー体?, Āmātai, traducibile come "Forma Armor"), un'antica forma di Digievoluzione alla quale solo pochi Digimon sono in grado di accedere. Per guadagnare questa forma, i Digimon hanno bisogno di assorbire energia da una delle speciali Digiuova (デジメンタル?, Digimental). Se un Digimon dispone di diverse Digiuova, le sue forme digievolute diventano progressivamente più potenti. La potenza di un Digimon di livello armor è simile a quella di un Digimon al livello campione o di poco inferiore e viene spesso paragonata a questa nel gioco di carte di Digimon. Versioni successive del gioco affermano che il livello di potenza dei due livelli è lo stesso. Tuttavia, i Digimon di livello armor vengono considerati di potenza pari a quelli di livello evoluto in Digimon Story ed in Digimon Story: Sunburst e Moonlight. Le due Digiuova d'Oro esistenti (dei Miracoli e del Destino) conferiscono ad un Digimon un potere molto simile a quello di un Digimon al livello mega.
- Digievoluzione Spirit (Hybrid) (ハイブリッド?), una forma di Digievoluzione usata solamente in Digimon Frontier in cui un essere umano usa uno dei Digispirit dei dieci Leggendari Guerrieri. Il loro livello è diverso a seconda del tipo e dal numero di Digispirit posseduto. Questo termine comprende diversi tipi di Digievoluzione Spirit, ma nel doppiaggio italiano indica anche la Digievoluzione Spirit regolare, che implica un solo tipo di Digispirit, a prescindere che questo sia di tipo Umano o Animale. Nei doppiaggi giapponese ed inglese, la regolare Digievoluzione Spirit assume denominazioni diverse.

- Hybrid-H (ハイブリッド体-H?); la H indica il termine "Human", "Umano". Mostrata solo in Frontier, è una forma che trasforma un essere umano in un Digimon di tipo Umano, il cui potere è simile a quello di un Digimon di livello campione. Affinché la Digievoluzione sia possibile, un essere umano deve possedere il Digispirit di tipo Umano di uno dei Leggendari Guerrieri.
- Hybrid-B (ハイブリッド体-B?); la B indica il termine "Beast", "Bestia" o "Animale". Mostrata solo in Frontier, è una forma che trasforma un essere umano in un Digimon di tipo Animale, contraddistinto da alcune caratteristiche bestiali, il cui potere è simile a quello di un Digimon di livello evoluto. Affinché la Digievoluzione sia possibile, un essere umano deve possedere il Digispirit di tipo Animale di uno dei Leggendari Guerrieri. La maggior parte degli esseri umani che raggiungono questo stadio, tuttavia, sembra avere problemi a controllarsi dopo l'evoluzione.

- Doppia Digievoluzione Spirit (Hybrid-A) (ハイブリッド体-A?); la A indica il termine "Advanced", "Avanzato". Mostrata solo in Frontier, questa è una forma potente, raggiunta grazie all'ausilio dei Digispirit di tipo Umano e Animale di uno dei Leggendari Guerrieri. In questa forma, Takuya Kanbara riesce a sconfiggere Mercurymon, trasformato in BlackSeraphimon grazie ai dati di Seraphimon, benché non riesca a contrastare altri Digimon di livello mega come Kerpymon o anche il suo clone, rendendo questa forma di quasi nessuna utilità contro la maggior parte dei Digimon di livello mega.
- Iperdigievoluzione Spirit (Hybrid-Z) (ハイブリッド体-Z?); la Z indica il termine "Zeta", per specificare la forma finale raggiunta con questa Digievoluzione. Mostrata solo in Frontier, questa forma utilizza i Digispirit di tipo Umano e Animale di cinque Leggendari Guerrieri combinati per conferire ad un essere umano una forma incredibilmente avanzata e potente. Il suo potere è simile a quello di un Digimon di livello mega.
- Leggendaria Digievoluzione Spirit (Hybrid-U) (究極体?); la U indica il termine "Ultimate", "Definitivo". Mostrata solo in Frontier, il potere di questa forma è impareggiabile. Esiste un solo Digimon conosciuto di questa forma, Susanoomon. È formato dalla combinazione dei Digispirit di tipo Umano e Animale di tutti i dieci Leggendari Guerrieri.

- Super Definitivo (Super Ultimate) (超究極体?, ChouKyuukyokutai, traducibile appunto come "Super Definitivo"), un livello ancora più alto di quello mega. Mostrato nel manga V-Tamer 01 ed in alcuni giochi per Nintendo DS, è apparso nelle serie anime solo in alcune occasioni. Solo pochissimi Digimon sono a questo livello e spesso vengono comunque classificati come mega per comodità. Tuttavia, in Digimon Story, ci si riferisce al livello super evoluto di Demon come ad un livello super mega, mentre Chronomon è classificato come Digimon di livello Ultra.
- Cambio di Assetto (Mode Change/Burst Mode): Introdotto inizialmente in Digimon Adventure 02 quando Imperialdramon si trasforma in un "assetto da combattimento". Da allora i cambi di assetto sono frequenti sia in Digimon Tamers che in Digimon Savers. In Savers viene mostrato un cambio di assetto unico che ogni Digimon può ottenere (il Burst Mode, di cui sotto), mentre gli esempi delle stagioni precedenti sembravano suggerire che ogni Digimon ne avesse uno esclusivo (Gallantmon Crimson Mode, Beelzemon Blast Mode). Quasi tutti i Digimon principali della quinta stagione raggiungono ed utilizzano questo particolare cambio di assetto.
- Modalità Prorompente (Burst Mode): Mostrata finora solo in Digimon Savers, il Burst è "il potere che oltrepassa il mega", anche se questo può essere visto come simile ad un Cambio di Assetto. Un Digimon in Burst Mode rimane molto simile alla sua forma originale, ma possiede nuovi attacchi ed un evidente incremento di potere.

In tutte le serie anime di Digimon, un Digimon solitamente griderà il tipo di Digievoluzione immediatamente prima di digevolvere e poi il suo nuovo nome immediatamente dopo. Alcuni esempi:
- "Agumon digievolve... Greymon!" ("Agumon digivolve to... Greymon") ("Agumon shinka! Greymon!");
- "Imperialdramon! Assetto da Combattimento!" ("Imperialdramon Mode Change to... Fighter Mode!") ("Imperialdramon Mode Change! Fighter Mode!").

Anche se la Digievoluzione prende il nome dalla teoria dell'evoluzione, è più simile alla metamorfosi, anche se esiste un elemento di invecchiamento all'interno di essa (come visto nei termini giapponesi dei vari stadi).
Quando un Digimon raggiunge il livello successivo della sua catena digievolutiva, il suo aspetto può assomigliare a quello della forma precedente oppure non avere nulla a che fare con esso (ad esempio Gatomon, simile ad un gatto, digievolve in Angewomon, un angelo dalle sembianze di donna). Solitamente la Digievoluzione dal livello intermedio a quello campione comporta un aumento delle dimensioni, ma spesso quella dal livello campione a quello evoluto porta ad un perfezionamento della forza e ad una contemporanea diminuzione della dimensione (ad esempio in quella da Togemon a Lillymon). La stessa cosa può accadere anche con la Megadigievoluzione (ad esempio da MetalGreymon a WarGreymon). Tuttavia, queste condizioni non si verificano in ciascun caso (ad esempio, quando Greymon superdigievolve in MetalGreymon o Myotismon megadigievolve in VenomMyotismon divengono entrambi molto più grandi).
Ogni nuova forma conferisce al Digimon una maggiore forza, potenza, velocità e agilità e anche nuovi attacchi.

### Digievoluzione
La Digievoluzione (Digivolve) (進化?, Shinka, lett. "Evoluzione") è una delle abilità speciali di un Digimon. Con l'acquisizione di dati e abilità o tramite l'effetto di un Digivice, il Digimon passa da un livello all'altro della sua catena digievolutiva, diventando notevolmente più forte della sua forma precedente. Nel passaggio da una forma all'altra il Digimon può anche guadagnare capi di abbigliamento, corazze o armamenti. La mancata acquisizione di nuovi dati o una perdita di energia da parte del Digimon porteranno quest'ultimo a tornare alla sua forma precedente. Nell'universo di Adventure/02/tri. con questo termine si indicano i passaggi tra livelli che vanno da quello primario a quello campione.
In Tamers è più difficile per i Domatori innescare la Digievoluzione nei loro Digimon partner. In questo universo, la fonte definitiva della Digievoluzione per ogni Digimon è Calumon, un Digimon al livello primo stadio creato dalle divinità di Digiworld, i Digimon Supremi, per confinare il potere della Digievoluzione in uno spazio così piccolo da non poter essere individuato dal maligno programma per computer D-Reaper. Il Domatore di un Digimon deve strisciare una carta della Digievoluzione nel suo Digivice D-Arc per attivare il potere di Calumon e permettergli di conferire l'energia per la Digievoluzione. Infatti, anche se Calumon è un essere senziente, l'energia per la Digievoluzione si attiva automaticamente; tuttavia, il Digimon innesca la Digievoluzione per i Domatori di sua volontà in diverse occasioni. Per digievolvere al livello evoluto, ad un Digimon partner viene conferita l'energia di una Carta Blu tramite il D-Arc in aggiunta all'energia di Calumon.
In Savers un partner umano evoca una Digisoul (o D.N.A., Digimon Natural Ability, nel doppiaggio americano) all'interno di sé stesso. La Digisoul è la manifestazione delle emozioni del partner umano, che questo può inviare al suo Digimon per scatenare l'evoluzione. Alcuni Digimon senza partner si nutrono invece dei pensieri negativi della gente per evolvere durante la serie. Il comando per innescare la Digievoluzione è "Digisoul, Charge!" ("D.N.A., Charge!").
In ogni serie è possibile per uno sciame di Digimon di livello primario o primo stadio combinarsi in un solo Digimon di livello superiore. Poiché questo metodo di evoluzione produce un Digimon con una sola coscienza, non può essere considerato un tipo di DNAdigievoluzione.

### Super Digievoluzione/Digievoluzione Matrix
La Super Digievoluzione (Super Evolve/Matrix Evolution/Perfect Evolution/Warp Digivolution) (超進化?, Chō Shinka, lett. "Super Evoluzione") è il termine italiano e giapponese per la Digievoluzione di un Digimon dal livello campione a quello evoluto. Tuttavia, nel doppiaggio inglese delle prime due stagioni, questo processo non ha una vera e propria nomenclatura e continua semplicemente ad essere chiamato Digievoluzione. Il termine viene ripreso in Fusion Battles per descrivere una Digievoluzione temporanea o volontaria, come la Digievoluzione di Shoutmon in OmegaShoutmon o quella di MetalGreymon in ZekeGreymon.
In Adventure, per innescare il potere della Super digievoluzione è necessario l'ausilio di una Digipietra. Inizialmente, questo tipo di Digievoluzione richiedeva che il Digiprescelto desse una dimostrazione di possedere il "valore fondante" della sua Digipietra (ad esempio Tai Kamiya doveva dimostrarsi coraggioso, Sora Takenouchi amorevole) per poter accedere al livello evoluto. Successivamente diventa più semplice digievolvere al livello evoluto, ma l'attivazione principale richiede un'enorme dimostrazione del valore fondante in questione. La dimostrazione in maniera non corretta del valore fondante risulta invece in una Digievoluzione del Male. Tuttavia, verso la fine di Adventure 02, gli otto Digimon originali riescono a digievolvere nelle loro forme di livello evoluto usando il potere di uno dei dodici Digicuori Iridescenti di Azulongmon. Tuttavia, questo potere è temporaneo e si esaurisce completamente per aiutare Imperialdramon nella lotta contro SkullSatamon e, nel solo caso di Agumon, per combattere contro BlackWarGreymon. Nei due film che seguono Adventure 02, Agumon, Gabumon, Patamon e Gatomon dimostrano la capacità di oltrepassare il livello evoluto. Ne consegue che tutti i Digimon dei Digiprescelti di Adventure divengono in grado di digievolvere al livello evoluto senza più necessitare delle Digipietre.
In Tamers questo processo assume diverse connotazioni nei vari doppiaggi. Nella versione giapponese, le evoluzioni da campione ad evoluto e da evoluto a mega sono chiamate Digievoluzione Matrix. Tuttavia, solo nel secondo caso il partner umano pronuncia la formula di Digievoluzione. Nell'adattamento inglese, solo l'evoluzione da campione ad evoluto è chiamata così; nel secondo caso si parla di Bio Digievoluzione. Infine, nel doppiaggio italiano, entrambi i processi sono chiamati Digievoluzione Matrix; tuttavia, mentre nel primo caso il partner umano non pronuncia nessuna formula ed il Digimon "matrixdigievolve", nel secondo il partner umano pronuncia la parola "Bio digievoluzione" ed il Digimon "biodigievolve", quasi come se la Bio digievoluzione fosse un sottotipo della Digievoluzione Matrix. Come detto, la Digievoluzione Matrix è innescata dal potere delle Carte Blu e dall'energia di Calumon.
In Savers, la "Perfect Evolution" è un metodo usato dai membri della DATS per evocare una versione più forte della Digisoul e far digievolvere i propri Digimon partner al livello evoluto ("perfect" nel doppiaggio inglese). Può essere usata per far digievolvere un Digimon di livello campione, oppure un Digimon di livello intermedio direttamente al livello evoluto. La formula per la "Perfect Evolution" è "Digisoul, Full Charge!" ("D.N.A., Full Charge!"). Non c'è un prefisso ad indicare il diverso tipo di Digievoluzione usato per questo processo. L'unica eccezione si ha nel doppiaggio inglese, in cui per l'evoluzione dal livello intermedio a quello evoluto si usa il termine "warp digivolve" (ad esempio "Gaomon warp digivolve to... MachGaogamon!"). Insolitamente, nonostante ci si riferisca al processo semplicemente come "Digievoluzione", quando la "Perfect Evolution" viene mostrata per la prima volta nell'episodio "Il nuovo potere di Masaru - Digievolvi! RiseGreymon", il doppiaggio non elimina lo schermo del Digivice sul quale c'è scritto appunto "Perfect Evolution", lasciandolo inedito.

### Mega Digievoluzione
La Mega Digievoluzione (Mega Digivolution) (究極進化?, Kyuukyoku Shinka, lett. "Evoluzione Definitiva") è usata solamente da tre Digimon con partner umano nelle serie: da Agumon e Gabumon in Adventure per digievolvere rispettivamente in WarGreymon e MetalGarurumon e da Paildramon in Adventure 02 per digievolvere in Imperialdramon. Da notare il fatto che anche Angemon e Angewomon digievolvono nelle loro forme di livello mega, Seraphimon e Magnadramon, nel terzo film dedicato alla serie di Digimon, ma gridano solamente "Angemon digievolve... Seraphimon!" ("Angemon Shinka... Seraphimon!") e "Angewomon digievolve... Magnadramon!" ("Angewomon Shinka... Magnadramon!").
Come in Tamers, anche in questa serie ci sono i Digimon Supremi, anche se in questa solo Azulongmon fa la sua comparsa. Azulongmon conferisce ai Digimon partner di Adventure 02 l'energia di uno dei suoi dodici Digicuori Iridescenti, una sfera di potente energia che catalizza la Digievoluzione in maniera simile ai poteri di Calumon in Tamers. Combinando il potere dei loro Digivice con quello di Azulongmon, gli altri Digimon che si trovano in quel momento al livello primo stadio digievolvono a quello intermedio (non dedigievolvendo più nemmeno dopo battaglie terribili), mentre i Digimon partner di Adventure riguadagnano la loro abilità di digievolvere nuovamente alle loro forme di livello evoluto e mega. Infine, Paildramon, che stava per perdere una battaglia contro Mummymon e un Triceramon in quel momento, guadagna l'abilità di megadigievolvere, trasformandosi in Imperialdramon.
In Digimon Adventure tri. la Mega Digievoluzione consente la digievoluzione dal livello evoluto al livello mega, e viene raggiunta dai restanti digiprescelti che nella prima e seconda serie non raggiunsero questo stadio.

### Digievoluzione del Male
La Digievoluzione del Male (Dark (or Corrupt) Digivolution) (暗黒進化?, Ankoku Shinka, lett. "Evoluzione Oscura"), anche detta "Digievoluzione Corrotta", è una forma per l'appunto corrotta della normale Digievoluzione, che solitamente trasforma il Digimon in uno malvagio di tipo virus. Un Digimon compie la Digievoluzione del Male quando il suo partner cerca di costringerlo a digievolvere con la forza o con la mente pervasa dalla rabbia. Un Digimon digievoluto con questo particolare tipo di Digievoluzione è malvagio e non percepisce null'altro che un bisogno incontrollabile di distruggere, rendendolo molto pericoloso. In Adventure, Tai mette sotto pressione il suo Digimon partner Greymon affinché questo digievolva al livello evoluto, scatenando la Digievoluzione del Male in SkullGreymon (opposto a MetalGreymon, il suo vero livello evoluto). In Adventure 02, Greymon digievolve nuovamente in SkullGreymon e successivamente in una versione di tipo virus di MetalGreymon a causa della Spirale del Male dell'Imperatore Digimon. In Tamers, Takato Matsuki, furioso per la morte di Leomon, sprona WarGrowlmon a digievolvere ancora, innescando la Digievoluzione del Male in Megidramon, un Digimon così brutalmente potente da riuscire quasi a distruggere l'intero Digiworld, liberando il potere del simbolo del Digital Hazard posto sul suo petto. In Savers, la rabbia di Masaru Daimon nei confronti di Touma H. Norstein per il suo tradimento causa la trasformazione di ShineGreymon in ShineGreymon Ruin Mode. Ciò viene descritto da BanchoLeomon come un "uso scorretto del potere che va al di là del livello mega", definendola una Digievoluzione Burst del Male.
In Digimon Next, l'infusione di energia oscura da parte di Barbamon, unita ai pensieri negativi di MagnaAngemon portano ad una Digievoluzione del Male in Murmuxmon, mentre quando i Comandamenti di Barbamon assassinano Trailmon un furioso Yuu porta Gaomon a digievolvere in BlackGaogamon. Anche l'utilizzo di Shou Kahara dell'Area Oscura e della Digisoul Oscura per far digievolvere Peckmon in Yatagaramon è una forma di Digievoluzione del Male.

### Armor Digievoluzione
L'Armor Digievoluzione (Armor Digivolution) (アーマー進化?, Āmā Shinka, lett. "Evoluzione Armor") è la fusione di un Digimon con una delle Digiuova (conosciute come Digimental in Giappone, questo tipo di Digiuova è usato esclusivamente per l'Armor digievoluzione). Questo tipo di Digievoluzione avviene in Adventure 02. Si tratta di un'antica forma di Digievoluzione che si sviluppò quando Digiworld era ancora giovane ed era praticamente impossibile evolvere anche solo al livello campione senza assistenza. Viene usata successivamente in Adventure 02, quando il Black Digivice e la presenza degli Obelischi di Controllo impediscono ai Digimon la Digievoluzione oltre il livello di base. Esistono diverse Digiuova nell'universo di Digimon.
Nove Digiuova principali sono usate dai Digiprescelti di Adventure 02: quelle del Coraggio, dell'Amicizia, dell'Amore, della Sincerità, della Conoscenza, dell'Affidabilità, della Speranza, della Luce e della Bontà. Due Digiuova d'Oro vengono usate in circostanze speciali: quello dei Miracoli e quello del Destino. Quasi tutte le Armordigievoluzioni sono rifacimenti dei livelli campione dei protagonisti della prima serie. Esistono, inoltre, il Digiuovo dell'Oscurità, che appare nei videogiochi e nei giochi di carte, e quelli dei Desideri, dell'Orgoglio e della Tenacia, che sono propri solamente di alcuni videogiochi.
Un Digiprescelto attiva l'Armor digievoluzione gridando la frase "Potere Supremo delle Digiuova!" ("Digi-Armor Energize!" in inglese, "Digimental Up!" in giapponese). Nel terzo film di Digimon, le Digiuova d'Oro si attivano gridando la frase "Iperenergia Aurea!" ("Golden Armor Energize!" in inglese).

### DNA Digievoluzione
La DNA Digievoluzione (DNA Digivolution) (ジョグレス進化?, Joguresu Shinka, lett. "Evoluzione Jogress") è un metodo di Digievoluzione usato in Adventure 02 e, prima ancora, scoperto nel secondo film di Digimon per introdurre Omnimon. Con la DNA digievoluzione, due Digimon si combinano in un solo Digimon di livello più alto (tuttavia, in Digimon World 2, per fare in modo di equilibrare la giocabilità, i due regrediscono ad un livello inferiore, detenendo tuttavia statistiche più elevate). Il nuovo Digimon avrà le due coscienze separate dei suoi Digimon componenti unite in una sola. Quando un Digimon DNAdigievoluto parla, la sua voce consiste delle voci dei Digimon originali verbalizzate simultaneamente. La DNA digievoluzione non combina solo il potere dei due Digimon, ma lo amplifica. Ad esempio, Omnimon è molto più potente della semplice cooperazione tra WarGreymon e MetalGarurumon. È stato anche affermato da Izzy che un Digimon formato da una DNA digievoluzione è considerevolmente più forte di normali Digimon di livello evoluto o mega, poiché il potere combinato dei due è incrementato da dati aggiuntivi. Tuttavia, l'unica evidenza affidabile di ciò è Omnimon. I tre Digimon DNAdigievoluti di livello evoluto non mostrano mai un grado di potere superiore a quello degli altri Digimon partner di livello evoluto eccetto Shakkoumon, la cui forza è stata spesso spiegata in virtù del fatto che il Digimon è una Digievoluzione di Angemon, le cui forme naturali sono tutte significativamente più potenti di quelle dei loro livelli. In Adventure 02 è il potere dell'Anello Sacro di Gatomon a conferire ai sei Digimon partner di quella serie il potere di DNAdigievolvere.
Nel doppiaggio americano di Diaboromon Strikes Back! esiste anche una sotto forma di DNAdigievoluzione, chiamata DNAdigievoluzione Warp. Utilizzandola, due Digimon di livello intermedio possono saltare la Digievoluzione allo stato richiesto per la fusione e procedere direttamente alla DNAdigievoluzione. Agumon e Gabumon sono gli unici ad utilizzare questa sotto forma, divenendo Omnimon senza prima megadigievolvere WarGreymon e MetalGarurumon. Tuttavia, questa sotto forma non esiste assolutamente nel doppiaggio italiano, dato che in Digimon - Il film Agumon e Gabumon rimangono in silenzio durante la Digievoluzione in Omnimon e nessuno assegna un nome specifico al processo.
Il termine giapponese che indica la DNA digievoluzione, Jogress Evolution, è un portmanteau delle parole "joint", "unione", e "progress", "progresso".
La DNA digievoluzione è trattata diversamente nei videogiochi. Ad eccezione di Digimon Tamers: Brave Tamer, in cui ci sono le carte di Calumon che provvedono alla normale funzione di DNAdigievoluzione per i Digimon apparsi nelle serie anime, Digimon World 2, Digimon Adventure 02: Tag Tamers, Digimon Adventure 02: D-1 Tamers e Digimon Story: Sunburst e Moonlight seguono un metodo differente. Far DNAdigievolvere due Digimon insieme creerà un nuovo Digimon con parametri migliorati, formandone a volte uno nuovo ed altre volte no.

### Digievoluzione Warp/Ultimate Evolution
La Digievoluzione Warp (Warp Digivolution) (ワープ進化?, Wāpu Shinka, lett. "Evoluzione distorta") è un processo di Digievoluzione che non ha una vera denominazione nel doppiaggio italiano. "Warp" in inglese vuol dire "deformazione" o "distorsione", quindi si può parlare in questo caso di "Digievoluzione distorta". Con questo processo si intende una Digievoluzione in cui un Digimon può raggiungere un livello più alto saltando una o più fasi intermedie della Digievoluzione. Digimon degni di nota a ricorrere questo processo sono (anche se solo implicitamente in certi casi) Agumon e Gabumon (infatti la loro Mega digievoluzione nel doppiaggio inglese è chiamata Digievoluzione Warp), Leomon, Angemon (nel terzo film), Keramon (che digievolve implicitamente al livello evoluto Infermon nel secondo film) ed Impmon. Tuttavia, è da notare che in alcuni casi i Digimon non saltano alcuna fase evolutiva, semplicemente la oltrepassano molto velocemente. Ciò è dimostrato dal fatto che nelle Megadigievoluzioni di Agumon e Gabumon appaiono brevemente anche le loro forme di livello campione ed evoluto, mentre in quella di Angemon, prima che il Digimon diventi Seraphimon, appare brevemente MagnaAngemon.
In Tamers, Impmon guadagna l'abilità di effettuare la Digievoluzione Warp e divenire Beelzemon, anche se nel corso della serie non ci si riferisce mai ad essa con questo nome.
In Savers, la Digievoluzione Warp è chiamata Ultimate Evolution; disponendo di abbastanza Digisoul, un Digimon può evolvere direttamente dal livello intermedio a quello mega, in maniera molto simile alla Digievoluzione Warp delle prime due stagioni. Tuttavia, durante la Digievoluzione il Digimon utilizza semplicemente il termine "Shinka" senza alcun prefisso. La formula è "Digisoul Charge! Overdrive!" ("D.N.A. Charge! Overdrive!"). Durante l'evoluzione nel doppiaggio inglese, il Digimon usa il termine "Double Warp Digivolve", traducibile con "Doppia Digievoluzione Warp" e, anche se questa è funzionalmente identica alla Digievoluzione Warp standard, c'è una sottile differenza: durante la Digievoluzione Warp, come detto, vengono mostrate prevemente anche le fasi intermedie della Digievoluzione (ad esempio, quando Agumon megadigievolve WarGreymon, vengono mostrate brevemente le forme di Greymon e MetalGreymon), ma durante la Doppia Digievoluzione Warp le forme intermedie vengono saltate e nemmeno mai mostrate (ad esempio, quando Agumon effettua la Doppia Digievoluzione Warp in ShineGreymon, le forme di GeoGreymon e RizeGreymon non vengono mai mostrate).
Un'altra forma di Digievoluzione Warp (chiamata DNAdigievoluzione Warp) è presente nel film dedicato ai Digimon Diaboromon Strikes Back!, quando Agumon e Gabumon la usano per diventare Omnimon.

### Cambio di Assetto
Un Cambio di Assetto (Mode Change) (モード・チェンジ?, Mōdo Chenji) avviene quando un Digimon diventa una versione differente della sua attuale specie. Il nuovo assetto è solitamente più potente del precedente (anche se il Cambio di Assetto potrebbe anche essere visto come una sorta di adattamento ad una forma più indicata a seconda della situazione).
Ci sono alcune specie di Digimon che dispongono di molteplici "assetti" (o "modalità") e sono quindi capaci di passare da uno all'altro. Spesso, questo comporta di passare dalla loro forma normale ad un assetto speciale che è in qualche modo più forte. Un esempio è costituito da Beelzemon e Beelzemon Blast Mode. I diversi assetti di un Digimon sono generalmente molto simili nell'aspetto: in questo caso, Beelzemon Blast Mode è semplicemente Beelzemon con un enorme fucile sul suo braccio destro, occhi verdi invece che rossi e due paia di ali (uno grande e uno piccolo). Un altro esempio si ha con Gallantmon e Gallantmon Crimson Mode, poiché Gallantmon Crimson Mode è Gallantmon con un'armatura rossa, una lancia ed una spada, mentre il suo mantello viene sostituito da ali angeliche.
I differenti assetti di un Digimon sono generalmente considerati appartenenti alla stessa specie. Questo succede perché un Digimon che cambia assetto rimane allo stesso livello di Digievoluzione (Imperialdramon, Imperialdramon Fighter Mode e Imperialdramon Paladin Mode sono tutti Digimon di livello mega nonostante vadano incontro a due cambi di assetto) e continuano ad avere lo stesso nome (tranne che per un suffisso che dà il nome al nuovo assetto).
Anche se il Cambio d'Assetto non risulta in un cambiamento di specie o livello per un Digimon, questo è considerato una forma di Digievoluzione. Esiste però un'eccezione a questo: Lucemon. In Frontier, i cambi di assetto a cui Lucemon va incontro negli episodi finali della stagione cambiano il suo aspetto ed il suo livello; il Digimon passa dal suo solito livello intermedio al livello evoluto di Lucemon Chaos Mode ai livelli mega di Lucemon Shadowlord Mode e Lucemon Larva. Ciò prova che un cambio di assetto è comunque in qualche modo un tipo di Digievoluzione.
In Digimon Savers, la transizione della Burst Mode è chiamata "Burst Evolution" (o "Digievoluzione Burst"), mostrando quello che in realtà è un cambio d'Assetto come una forma di digievoluzione.

### DNA Digievoluzione Warp
La DNA Digievoluzione Warp ("Warp DNA digivolution") viene usata nella versione inglese del secondo film di Adventure 02, Diaboromon Strikes Back!. Agumon e Gabumon digievolvono insieme direttamente in Omnimon. Si presume che anche Veemon e Wormmon possano compiere la stessa azione e DNAdigievolvere Warp in Imperialdramon, poiché ciò accade in uno degli adattamenti manga della serie. Tuttavia, nel secondo film di Adventure, Our War Game!, Agumon e Gabumon si fondono in Omnimon partendo dalle loro forme di livello mega, WarGreymon e MetalGarurumon, dando vita ad una normale DNAdigievoluzione.

### Bio Digievoluzione
La Bio Digievoluzione (Biomerge Digivolution o semplicemente Biomerge) (マトリックス・エボリューション?, Matorikkusu Eboryūshon, lett. "Evoluzione Matrice") è un processo proprio solamente di Tamers. Funziona come la Digievoluzione Warp, ma il Digimon partner per digievolvere si fonde con il proprio partner umano. Contrariamente alla DNA digievoluzione, il risultante Digimon di livello mega dispone di due coscienze. Il Digimon ed il Domatore rimangono separati e sono in grado di sentire i pensieri ed i sentimenti l'uno dell'altro. Il Domatore umano risiede all'interno del suo o della sua partner, circondato da una bolla di luce, prestando al Digimon partner la propria forza. Tuttavia, poiché la Bio digievoluzione è raggiunta dai Digimon caricando il proprio partner umano, ciò richiede che il Domatore sia fatto di dati (condizione facilmente ottenibile quando ci si trova a Digiworld). Quando i Domatori tornano nel mondo reale, questi non sono più fatti di dati e non possono più biodigievolvere con i loro Digimon partner. Tuttavia, questo problema viene risolto dal sacrificio di Dobermon, messaggero dei Digimon Supremi e portatore di un loro potere speciale mirato proprio a permettere ai Domatori la Bio digievoluzione anche nel mondo reale.
Mentre la Bio digievoluzione dovrebbe attivarsi solo quando sia il Domatore che il Digimon hanno uno scopo prioritario per raggiungere il quale devono combattere insieme, nella saga del D-Reaper di Tamers, una volta che Dobermon si sacrifica per permettere ai Domatori di Biodigievolvere, questi ultimi in qualche modo attivano automaticamente questo processo ogni volta che c'è bisogno di combattere, ad esempio nell'episodio "Verso la battaglia finale", al termine del quale Takato decide di tornare a Shinjuku per combattere contro il D-Reaper ed effettua la Bio digievoluzione con Guilmon.
Un Domatore attiva la Bio digievoluzione gridando "Bio digievoluzione!" nel doppiaggio italiano ("Biomerge Activate!" in quello inglese). Nella versione giapponese, il termine "Digievoluzione Matrix" viene infatti considerato solo per la Bio digievoluzione, mentre nei doppiaggi italiano ed inglese questa vale anche per la normale Digievoluzione dal livello campione a quello evoluto.

### Digievoluzione Luminescente
La Digievoluzione Luminescente (Shining Digivolution) è considerata l'attacco primario di Calumon. In Tamers, quando Calumon rilascia tutta l'energia della Digievoluzione, innesca la Digievoluzione di ogni Digimon presente a Digiworld (eccetto i Digimon dei Domatori, Impmon incluso) fino al livello mega, anche se questa forma di Digievoluzione necessita di una quantità enorme di energia per essere completata ed apparentemente priva i Digignomi di tutta la loro forza vitale.
Questa forma di evoluzione può essere usata anche in scala minore o per un Digimon alla volta, come quando Growlmon matrixdigievolve WarGrowlmon, ma in questa occasione, nel doppiaggio inglese, Calumon grida semplicemente (e apparentemente senza volerlo) la formula "Crystal Matrix Activate". Nel doppiaggio italiano il Digimon si limita ad attivare il suo potere per permettere la Digievoluzione di Growlmon.

### Pseudo Digievoluzione
La Pseudo Digievoluzione (Pseudo-Evolution o Giji Shinka) è il processo ideato in Savers da Akihiro Kurata per permettere al suo Digimon artificiale Gizmon di digievolvere prima in Gizmon: AT e poi in Gizmon: XT grazie all'utilizzo di una Digisoul artificiale. Nel doppiaggio inglese non esiste alcun termine specifico per definire questo tipo di Digievoluzione.

### Digievoluzione Bio Hybrid
La Digievoluzione Bio Hybrid (ハイパー・バイオ・エボリューション?, Haipā Baio Eboryūshon, lett. "Evoluzione iper biologica") è un tipo di Digievoluzione usato in Savers. Permette a Kouki, Nanami ed Ivan di trasformarsi nelle loro prime forme Digimon, tutte basate su Digimon di livello armor. Tuttavia, le forme risultanti sono molto più potenti rispetto ai normali Digimon di livello armor. Questo tipo di Digievoluzione è innescato iniettando dati sparsi di Gizmon nel corpo umano, così che i dati possano fondersi al DNA umano e, quando la Digisoul è attiva, la forma Digimon possa prevalere sul corpo umano e fondere le abilità dell'umano e del Digimon. Quando la Digievoluzione Bio è sconfitta o cancellata, i dati del Digimon tornano al livello di Digiuovo e lasciano il corpo dell'umano, che non può quindi biodigievolvere più fino ad un nuovo inserimento di dati. La formula per attivare questo tipo di Digievoluzione è "Bio Hybrid Digisoul! Charge!".
Un'altra forma di Digievoluzione Bio Hybrid (ハイパー・バイオ・エクストラ・エボリューション?, Haipā Baio Ekusutora Eboryūshon, lett. "Evoluzione iper biologica extra"), che nel doppiaggio inglese assume la stessa denominazione contrariamente a quello giapponese, è usata sempre in Savers. È causata da Akihiro Kurata tramite il reinserimento di più potenti dati Digimon in Kouki, Nanami e Ivan usando dati estratti da Gizmon: AT e Gizmon: XT. Questo potere è molto pericoloso perché se il corpo umano non è in grado di contenere i dati Digimon, più numerosi rispetto ai precedenti, il soggetto rimane ucciso. Tuttavia, i tre non vanno incontro a questo inconveniente e ricevono dai nuovi dati un potere simile a quello di un Digimon di livello mega. La formula per accedere a questa Digievoluzione è "Bio Hybrid Digisoul! Full Charge!". Tuttavia, Nanami è la sola ad utilizzare questa formula.

### Digievoluzione Burst
La Digievoluzione Burst (バースト・エボリューション?, Bāsuto Eboryūshon) è un tipo di Digievoluzione di Savers. Più una via di mezzo tra una Digievoluzione ed un Cambio di Assetto che una Digievoluzione vera e propria, permette ad un Digimon di livello mega di raggiungere il suo Burst Mode, una forma ancora più potente. La formula per evocare il Burst Mode è "Charge! Digisoul Burst!". ShineGreymon, MirageGaogamon, Rosemon, Ravemon e BanchoLeomon sono tutti riusciti a raggiungere il loro Burst Mode. Nell'episodio finale della serie, Agumon raggiunge una forma molto simile ad un Burst Mode, con dell'energia simile a quella propria del Burst Mode a circondare il suo corpo, dandogli la forma di una fenice e conferendogli l'abilità di volare, anche se questo non è mai stato esplicitamente definito un livello di Burst Mode.
In Digimon Next, la Digievoluzione Burst costituisce semplicemente un modo per digievolvere dal livello evoluto a quello mega in assenza di un Digivice; tuttavia, questo consuma velocementa tutta la forza vitale del Domatore ed è quindi molto pericoloso da usare. La formula per invocare la Digievoluzione Burst è "Burst Charge!".

### Digievoluzione Blast
La Digievoluzione Blast è esclusiva per il gioco Digimon World 2003. Quando la barra della Digievoluzione di un Digimon è piena dopo aver subito attacchi dai nemici, o usando un oggetto con la stessa funzione, il Digimon digievolverà automaticamente in una delle sue possibili Digievoluzioni, senza dare troppa importanza al livello, a seconda dei suoi valori (ad esempio Guilmon potrà digievolvere in WarGrowlmon, mentre Agumon potrà diventare SkullGreymon).
Una Digievoluzione possibilmente simile esiste anche nell'universo di Digimon Chronicle ed il Pendulum X la definisce Digievoluzione Blast, ma è ignoto se questo processo sia lo stesso di quello ufficiale.
Un effetto simile può inoltre essere ottenuto con il "Digivolve Disk" in Digimon Story.

### Digievoluzione X
La Digievoluzione X è un tipo unico di Digievoluzione che avviene quando un Digimon entra in contatto con l'Anticorpo X e diventa una versione aggiornata di sé stesso, la maggior parte delle volte con attacchi nuovi e più forti ed un aspetto fisico differente. Tuttavia, la Digievoluzione X è piuttosto anomala, poiché il Digimon non cambia livello quando va incontro a questo tipo di Digievoluzione: è quindi una Digievoluzione solo nel suo concetto, ma non negli effetti.

### Digievoluzione Death-X
La Digievoluzione Death X, spesso abbreviata in Dex, è un tipo di Digievoluzione particolare che avviene attraverso la morte, in cui DexDorugamon, DexDoruGreymon e DexDorugoramon digievolvono in forme più potenti e di livello più alto quando muoiono.

### Digievoluzione Spirit
I Digispirit sono oggetti speciali che appaiono solamente in Frontier. I Digiprescelti di questa serie possono compiere un particolare tipo di Digievoluzione, noto come Digievoluzione Spirit, poiché ognuno di loro ha come "partner" il Digispirit di uno dei dieci defunti Leggendari Guerrieri.
Tuttavia, il termine "Digievoluzione Spirit" si riferisce esclusivamente alla condizione eccezionale che si verifica quando un essere umano si trasforma in un Digimon. I comuni Digimon possono digievolvere anch'essi grazie ai Digispirit, ma questo tipo di Digievoluzione non è classificato come Digievoluzione Spirit.
La Digievoluzione Spirit (Spirit Evolution) (スピリット・エボリューション?, Supiritto Eboryūshon, lett. "Evoluzione Spirit") categorizza l'uso di un Digispirit di uno dei dieci antichi Leggendari Guerrieri, da parte di un essere umano, per riuscire a digievolvere. La Digievoluzione Spirit dà vita ad un Digimon di tipo umano, ovvero dalla forma umanoide, o di un Digimon di tipo animale, che è più simile ad un animale ma presenta comunque alcune caratteristiche tipiche degli umanoidi. I Digiprescelti devono rilasciare un anello del loro stesso Digicodice, tenere il Digivice e scannerizzarlo. Le versioni giapponese ed italiana di Frontier si riferiscono ad entrambi questi tipi di Digievoluzione con il termine Digievoluzione Spirit, mentre il doppiaggio inglese vi si riferisce solo per la Digievoluzione in Digimon di tipo umano; per quella in Digimon di tipo animale si parla di Digievoluzione Spirit Animale. La formula per evocare questo tipo di Digievoluzione è "Digievoluzione... Spirit!" (in inglese "Execute! Spirit Evolution!" per i Digispirit di tipo umano e "Execute! Beast Spirit Evolution!" per i Digispirit di tipo animale).

### Digievoluzione Slide
La Digievoluzione Slide (Slide Evolution) (スライド・エボリューション?, Suraido Eboryūshon, lett. "Evoluzione Scambio") non è propriamente un tipo di Digievoluzione. Come il Cambio di Assetto, questo è un modo per un essere umano o per un Digimon di cambiare la forma prescelta tra quella di tipo Umano e quella di tipo Animale; tuttavia, spesso si sottintende che i Digispirit di tipo animale siano più forti di quello di tipo umano e quindi i Digimon di tipo umano abbiano un potere simile a quello di uno di livello campione, mentre i Digimon di tipo animale dispongano di un potere paragonabile a quello di uno di livello evoluto.
Al di fuori dell'universo di Frontier, alcuni Digimon comuni possono adoperare una sorta di Digievoluzione Slide. In Savers, un Drimogemon, Digimon di livello campione, si trasforma in un Digmon, un Digimon che in Adventure 02 era di livello armor, ma che in Savers è stato riclassificato di livello campione.

### Doppia Digievoluzione Spirit
La Doppia Digievoluzione Spirit (Fusion Evolution) (ダブル・スピリット・エボリューション?, Daburu Supiritto Eboryūshon, lett. "Doppia Evoluzione Spirit") è la fusione di un Digispirit di tipo Umano e di uno di tipo Animale dello stesso elemento per formare un Digimon che dispone di potenza doppia rispetto all'uso singolo di un Digispirit Umano o Animale. Solo due dei Digiprescelti, Takuya Kanbara (custode dei Digispirit del Fuoco) e Koji Minamoto (custode dei Digispirit della Luce), sono in grado di usare la Doppia Digievoluzione Spirit in Frontier. L'aspetto di questa fusione può cambiare, ma nei casi di Aldamon, l'evoluzione di Takuya, e di Beowulfmon, quella di Koji, questi sono letteralmente un assortimento delle caratteristiche delle loro controparti umane e animali. La formula per invocare questa Digievoluzione è "Doppia Digievoluzione... Spirit!" (in inglese "Execute, Now! Fusion Evolution!" per Takuya e "Execute! Fusion Evolution!" per Koji).

### Iper Digievoluzione Spirit
L'Iper Digievoluzione Spirit (Unified Spirit Evolution) (ハイパー・スピリット・エボリューション?, Haipā Supiritto Eboryūshon, lett. "Iper Evoluzione Spirit") è una Digievoluzione in cui la persona che digievolve utilizza i Digispirit di cinque dei dieci Leggendari Guerrieri per diventare notevolmente più forte. Takuya e Koji, ancora una volta, sono gli unici Digiprescelti a riuscire in questo particolare tipo di Digievoluzione Spirit. Takuya usa i suoi Digispirit del Fuoco, quelli del Vento di Zoe Ayamoto, quelli del Ghiaccio di Tommy Hiyomi, quelli della Terra di Grumblemon e quelli del Legno di Arbormon per diventare KaiserGreymon, mentre Koji utilizza i suoi Digispirit della Luce, quelli del Tuono di JP Shibayama, quelli dell'Oscurità di Koichi Kimura, quelli dell'Acqua di Lanamon e quelli del Ferro di Mercurymon per trasformarsi in MagnaGarurumon. I Digispirit degli altri Digiprescelti vengono loro restituiti quando KaiserGreymon e MagnaGarurumon ritornano ad essere Takuya e Koji. La loro formula di evocazione è "Iperdigievoluzione... Spirit!" ("Unity Execute! Unified Spirit Evolution!").

### Leggendaria Digievoluzione Spirit
La Leggendaria Digievoluzione Spirit (Ancient Spirit Evolution) (エンシェント・スピリット・エボリューション?, Enshento Supiritto Eboryūshon, lett. "Antica Evoluzione Spirit) è la più potente evoluzione di Frontier. Tutti i Leggendari Guerrieri combinano insieme i loro Digispirit per formare Susanoomon, il più potente Digimon ottenibile tramite i Digispirit. Susanoomon appare due volte in Frontier; prima quando Takuya e Koji digievolvono in lui e poi nella battaglia finale della serie quando tutti i Digiprescelti (tranne Koichi) si uniscono per formarlo.. La formula per evocare questa Digievoluzione definitiva è "Leggendaria Digievoluzione... Spirit!" (in inglese la formula per la Digievoluzione di Takuya e Koji è "Ancient Spirits Unite!", mentre quella di tutti i Digiprescelti è "Execute! Ancient Spirit Evolution!").

## Digimedaglioni e Digipietre
Il termine "Digipietra" (紋章?, Monshō) si riferisce sia ai simboli dei tratti della personalità che i Digiprescelti di Adventure personificano e dai quali traggono potere, sia alla loro manifestazione fisica sotto forma di piccole targhette, che vengono inserite in appositi Digimedaglioni da appendere al collo. Quando i Digiprescelti esibiscono il tratto fondante delle loro Digipietre, la Digipietra si illumina ed il suo potere viene rilasciato per permettere la Digievoluzione dal livello campione a quello evoluto o, in alcuni casi specifici, dal livello intermedio a quello mega. Anche se esse sono sempre state ritenute il catalizzatore delle Digievoluzioni dei Digimon ai livelli più alti, è stato provato che le Digipietre fisiche sono solo punti di concentrazione quando Apokarimon le distrugge insieme ai Digimedaglioni; il loro potere è infatti insito all'interno dei Digiprescelti stessi. Il potere delle Digipietre, tuttavia, viene restituito a Digiworld ad un certo punto tra Adventure e Adventure 02, togliendo temporaneamente ai Digimon partner dei Digiprescelti di Adventure la capacità di digievolvere oltre il livello campione. Quest'abilità viene successivamente ripristinata grazie al dono di uno dei dodici Digicuori Iridescenti di Azulongmon, tramite Gennai.
Le Digipietre fisiche esibiscono inoltre poteri speciali. Ad esempio, quando Mimi sviene a causa di un gas soporifero, la sua Digipietra brilla e la rianima; inoltre, quando una profezia richiede che i Digimon partner di TK e Kari scaglino delle frecce, queste frecce appaiono sotto forma di raggi di luce dalle Digipietre dei ragazzi. Le Digipietre possono anche proiettare dei raggi di energia che possono fungere da frusta. Questo potere viene usato contro VenomMyotismon.
Elenco delle Digipietre:
La Digipietra del Coraggio (勇気の紋章?, Yūki no Monshō) di Tai Kamiya è la prima Digipietra ad essere trovata dopo la sua apparizione nel muro di una caverna in cui i Digiprescelti si rifugiano dopo essere sfuggiti agli attacchi di Etemon e permette loro di scappare dalla caverna che sta per franare. Viene utilizzata normalmente per far superdigievolvere Greymon in MetalGreymon oppure per far megadigievolvere Agumon in WarGreymon. Tuttavia, quando Tai inizialmente prova a forzare Greymon a superdigievolvere, la Digipietra si corrompe temporaneamente, diventando nera e causando la Digievoluzione del Male di Greymon in SkullGreymon. Brilla propriamente per la prima volta quando Tai rischia la propria vita per salvare quella di Sora, tenuta prigioniera da Datamon. Il simbolo del Coraggio è usata come base anche per l'aspetto della GeoGrey Sword e la sua immagine è raffigurata sul Digiuovo del Coraggio, le cui Digievoluzioni dovrebbero avere il simbolo della Digipietra da qualche parte sul loro corpo. Appare anche sugli Scudi del Coraggio di WarGreymon e Omnimon.
La Digipietra dell'Amicizia (友情の紋章?, Yūjou no Monshō) di Matt Ishida è la quarta Digipietra ad essere trovata insieme a quella della Conoscenza, dopo la sua apparizione in un pozzo giusto al di fuori della residenza di Piximon. Viene normalmente usata per far superdigievolvere Garurumon in WereGarurumon o per far megadigievolvere Gabumon in MetalGarurumon. Brilla per la prima volta quando Matt capisce che Joe è veramente suo amico e si rifiuta di abbandonarlo. La sua Digipietra aiuta anche Tai e WarGreymon quando i due sono vicini alla morte durante la battaglia contro Piedmon. La sua immagine è raffigurata sul Digiuovo dell'Amicizia, le cui Digievoluzioni dovrebbero avere il simbolo della Digipietra da qualche parte sul loro corpo.
La Digipietra dell'Amore (愛情の紋章?, Aijou no Monshō) di Sora Takenouchi è la settima Digipietra ad essere trovata, benché essa sia in possesso di Datamon, il quale successivamente la usa nel tentativo di creare un clone di Sora e vendicarsi così di Etemon. Viene normalmente utilizzata per far superdigievolvere Birdramon in Garudamon. Brilla per la prima volta quando Sora si rifiuta di far combattere Biyomon contro Myotismon per impedirle di rimanere ferita. La sua immagine è raffigurata sul Digiuovo dell'Amore, le cui Digievoluzioni dovrebbero avere il simbolo della Digipietra da qualche parte sul loro corpo.
La Digipietra della Saggezza (知識の紋章?, Chishiki no Monshō, letteralmente Digipietra della Conoscenza) di Izzy Izumi è la quarta Digipietra ad essere trovata insieme a quella dell'Amicizia, dopo la sua apparizione in un pozzo giusto al di fuori della residenza di Piximon. Viene usata normalmente per far superdigievolvere Kabuterimon in MegaKabuterimon. Brilla per la prima volta quando Izzy riprende la sua mente avida di sapere da Vademon. Nel doppiaggio italiano di Adventure 02 il suo nome viene cambiato in Digipietra della Conoscenza. La sua immagine è raffigurata sul Digiuovo della Conoscenza, le cui Digievoluzioni dovrebbero avere il simbolo della Digipietra da qualche parte sul loro corpo.
La Digipietra della Purezza (純真の紋章?, Junshin no Monshō) di Mimi Tachikawa è la terza Digipietra ad essere trovata, dopo la sua apparizione nel fiore germogliante di un gigantesco cactus del deserto. Viene normalmente utilizzata per far superdigievolvere Togemon in Lillymon. Brilla per la prima volta quando Mimi infine si pente di non aver mantenuto la promessa fatta ai Gekomon. Permette anche a Mimi di risvegliarsi dal sonno in cui erano caduti tutti i bambini catturati da Myotismon. Nel doppiaggio italiano di Adventure 02 il suo nome viene cambiato in Digipietra della Sincerità. La sua immagine è raffigurata sul Digiuovo della Sincerità, le cui Digievoluzioni dovrebbero avere il simbolo della Digipietra da qualche parte sul loro corpo.
La Digipietra della Sincerità (誠実の紋章?, Seijitsu no Monshō) di Joe Kido è la seconda Digipietra ad essere trovata, dopo la sua apparizione nel pavimento di una gabbia in cui Etemon aveva intrappolato i Digiprescelti. Il suo ritrovamento apre anche una via di fuga. Viene usata normalmente per far superdigievolvere Ikkakumon in Zudomon. Brilla per la prima volta quando Joe salva TK dall'affogare nonostante non sappia nuotare e rischi di affogare lui stesso. La luce della sua Digipietra apre anche una strada attraverso il banco di nebbia di Myotismon. Nel doppiaggio italiano di Adventure 02 il suo nome viene cambiato in Digipietra dell'Affidabilità. La sua immagine è raffigurata sul Digiuovo dell'Affidabilità, le cui Digievoluzioni dovrebbero avere il simbolo della Digipietra da qualche parte sul loro corpo.
La Digipietra della Speranza (希望の紋章?, Kibou no Monshō) di TK Takaishi è la sesta Digipietra ad essere trovata, dopo la sua apparizione nel muro di una collina che funge da entrata nella base delle operazioni di Etemon. Viene normalmente utilizzata per far superdigievolvere Angemon in MagnaAngemon. Brilla per la prima volta quando TK e Kari stanno precipitando dopo che Piedmon taglia la corda sulla quale i due si stavano arrampicando e TK decide di non arrendersi. Fornisce anche la Freccia di Speranza che Angemon utilizza per aiutare Gabumon a megadigievolvere in MetalGarurumon. La sua immagine è raffigurata sul Digiuovo della Speranza, le cui Digievoluzioni dovrebbero avere il simbolo della Digipietra da qualche parte sul loro corpo. Si trova anche sui mantelli di Knightmon e Shoutmon Ｘ4K. Appare anche indosso a Seraphimon.
La Digipietra della Luce (光の紋章?, Hikari no Monshō) di Kari Kamiya è l'ottava Digipietra ad essere trovata, benché essa si trovi, insieme al suo Digimedaglione, in possesso di Myotismon da prima che i Digiprescelti apprendessero della sua esistenza. Sotto il comando di Myotismon, copie di questa Digipietra vengono distribuite tra i suoi scagnozzi ed usate per individuare l'identità, allora sconosciuta, dell'ottavo bambino prescelto. Kari usa normalmente la Digipietra per far superdigievolvere Gatomon in Angewomon. Brilla per la prima volta quando Kari si offre di impedire a Phantomon di fare del male ai suoi amici. La Digipietra fornisce inoltre la Freccia di Luce necessaria per aiutare Agumon a megadigievolvere WarGreymon ed agisce da tramite per aiutare lo spirito senza corpo di Digiworld a possedere il corpo di Kari. La sua immagine è raffigurata sul Digiuovo della Luce, le cui Digievoluzioni dovrebbero avere il simbolo della Digipietra da qualche parte sul loro corpo. È anche usata per simboleggiare la Tiferet dell'Albero della Vita, che appare su Sephirotmon, Rosemon e Rosemon Burst Mode. KingEtemon ha il simbolo della Digipietra della Luce sulla cintura.
La Digipietra della Bontà (優しさの紋章?, Yasashisa no Monshō) di Ken Ichijouji, apparsa in Adventure 02, è la nona Digipietra ad essere trovata, benché inizialmente corrotta e diventata la fonte d'energia della base dell'Imperatore Digimon. I Digimon Supremi la usano per ricostruire il Digiuovo dei Miracoli e la Digipietra viene trovata nella sua vera forma dopo la battaglia contro Kimeramon. Anche se non viene mai usata per far digievolvere Wormmon ed il suo Digimedaglione non viene mai trovato, viene usata da Ken nel tentativo di cessare le attività della base dell'Imperatore Digimon. Stranamente, questa Digipietra si dimostra una sorta di essere senziente. In due episodi di Adventure 02 la Digipietra parla a Davis Motomiya, dicendogli che crede in Ken e che vuole che anche Davis creda in lui, secondo quanto Davis racconta agli altri successivamente. Da quel momento in poi, Davis ipotizza che la Digipietra sia la manifestazione della bontà intrappolata in Ken e quindi decide di fidarsi sia di essa che di Ken. Nelle versioni giapponese ed italiana della serie, la Digipietra parla nuovamente dopo la sconfitta dell'Imperatore Digimon e solo Davis può sentire la sua voce, dicendo di aver sentito una voce che desiderava "ritornare quello che era". La Digipietra quindi fluttua tra le mani di Ken, che ora è finalmente libero dalla malvagità dell'Imperatore. Un Ken vittima di amnesia porta la Digipietra con sé a Digiworld mentre è alla ricerca di Wormmon e del suo cuore. Arrivato alla Città della Rinascita, un Poyomon gli spiega che quello è il luogo in cui tutti i Digimon rinascono e che Wormmon potrebbe essere lì. Inizialmente eccitato, Ken non riesce a trovare Wormmon perché non riesce a ricordarsi com'è fatto il Digiuovo del suo partner ed in seguito viene verbalmente attaccato (ed in un caso, anche fisicamente) dalle forme di livello primario delle sue ex vittime. Rendendosi conto della crudeltà da lui causata e dal fatto che non riesca a rievocare nessun ricordo positivo, Ken si costringe a ricordarsi la prima volta in cui arrivò a Digiworld ed incontrò Wormmon. Superando l'influenza residua del Seme delle Tenebre, il ragazzo riesce a ricordarsi la persona che era in passato e la promessa fatta a Wormmon di rimanere sempre quella persona. Triste per aver rotto la promessa, Ken giura a se stesso che proverà ad essere la persona buona e gentile che Wormmon e suo fratello Osamu volevano che fosse. Ciò provoca una reazione della Digipietra, che brilla e fa brillare di rimando anche un Digiuovo vicino; il Digiuovo, che contiene il suo Digimon partner, si schiude e riunisce la coppia. La sua immagine è raffigurata sul Digiuovo della Bontà, le cui Digievoluzioni dovrebbero avere il simbolo della Digipietra da qualche parte sul loro corpo.

## Digimodifica
La Digimodifica (Card Slash nella versione giapponese, Digi-Modify in quella americana) è un concetto nuovo ed esclusivo che viene usato dai Domatori di Tamers per conferire altri poteri ai propri Digimon partner. Normalmente i Digimon devono assorbire i dati degli altri Digimon per divenire più potenti. Tuttavia, i Digimon partner dei Domatori nell'universo di Tamers possono temporaneamente prendere in prestito poteri ed attacchi di altri Digimon o i poteri provvisti dalle Carte Opzione quando i loro Domatori strisciano una carta all'interno dei loro D-Arc.
Oltre alle carte normali, esistono anche carte con poteri speciali chiamate "carte blu". Le carte blu sono uniche, nel senso che non sono esattamente carte, bensì algoritmi creati da Gorou "Shibumi" Mizuno. Quando viene usata una carta blu, gli effetti che si possono ottenere sono molteplici. Infatti, se si passa una carta blu all'interno di un lettore di carte o di un dispositivo simile che non sia un Digivice D-Arc, questo si trasforma istantaneamente in un D-Arc. La scannerizzazione di una carta blu permette anche la realizzazione di Digimon ed altri esseri presenti a Digiworld nel mondo reale. Tuttavia, il suo effetto naturale e senz'altro più comune consiste nell'attivazione della Digievoluzione Luminescente da parte del Catalizzatore per permettere la Digievoluzione Matrix al livello evoluto.
Infine, esiste una speciale "carta rossa", unica nel suo genere. Anche questa è stata creata da Gorou "Shibumi" Mizuno per permettere ai Domatori di combattere il D-Reaper. I suoi effetti consistono nel permettere ai quattro Digimon biodigievoluti (Gallantmon, MegaGargomon, Sakuyamon e Justimon) di combattere all'interno del campo digitale del D-Reaper mantenendo la loro forma biodigievoluta.

### Digicarte
Le Digicarte usate dai Domatori per la Digimodifica sono le carte ufficiali del Gioco di carte di Digimon, che per avere effetto devono essere strisciate all'interno dei Digivice D-Arc. Quando un Domatore attiva una Digicarta dichiara la Digimodifica ed il nome della carta ad alta voce dopo averla strisciata nel D-Arc. Per attivare, ad esempio, la Carta della Digievoluzione, il Domatore, dopo aver strisciato la carta corrispondente nel D-Arc, pronuncerà la formula "Digimodificati! Carta della Digievoluzione!". Non contando le carte blu e la carta rossa, esistono due tipi di carte principali per la Digimodifica: le Carte Digimon, ovvero carte rappresentanti un Digimon specifico il cui effetto consiste nel prestare al Digimon digimodificato un attacco del Digimon rappresentato nella carta, e le Carte Opzione, che conferiscono al Digimon un'abilità che di solito non avrebbe a disposizione o che gli conferiscono nuova forza. Le carte usate dai Domatori durante tutta la serie sono le seguenti.

## Digimon (creatura)
I Digimon sono creature digitali. La parola "Digimon", invariabile al plurale, è l'abbreviazione del termine inglese "Digital Monster". La parola "Digimon" include tutte le creature digitali provenienti dall'universo parallelo chiamato "Mondo Digitale" (o più semplicemente Digiworld). Attualmente esistono moltissime specie differenti di Digimon, il cui numero supera di gran lunga il migliaio, con nuove generazioni e specie ancora non rivelate. Il numero delle specie di Digimon è in continuo aumento grazie all'espansione continua di Digiworld.
I Digimon nascono dalle Digiuova (デジタマ Digitama, Digi-Eggs). Nella traduzione italiana e americana, ci sono altri tipi di Digiuova, tuttavia queste servono per far digievolvere i Digimon. Queste ultime vengono chiamate anche "Digimental" nel doppiaggio giapponese. I Digimon crescono attraverso un processo chiamato "Digievoluzione", nel quale mutano la loro forma ed accrescono la loro potenza fisica. Alcuni Digimon assomigliano ad animali domestici, altri ad animali selvatici. Molti, inoltre, hanno intelligenza e personalità umana e sono in grado di parlare. Durante la serie viene menzionato che se un Digimon partner venisse separato dal suo Digiprescelto umano, questo inizierebbe a diventare sempre più debole. Un esempio di questa teoria è il Digimon partner di Yolei Inoue, Poromon. Quando Yolei deve andare in gita scolastica a Kyoto, infatti, Poromon inizia a sentirsi ogni giorno più debole.
Nella prima serie anime dedicata ai Digimon, viene introdotto un ciclo speciale per la vita dei Digimon: queste creature hanno un organismo simile a quello umano, ma non possono morire in normali circostanze perché sono fatte di dati riconfigurabili. I Digimon che muoiono di vecchiaia o che ricevono un colpo fatale si dissolvono in quantità di dati infinitesimali. I dati si ricompongono in Digiuova e, quando queste si schiudono, i Digimon possono ricominciare il loro ciclo vitale. I Digimon nati in questo modo non ricordano praticamente nulla della loro vita passata (talvolta, però, qualche ricordo permane). In ogni caso, se i dati vengono completamente distrutti, cancellati o assorbiti (come nella terza serie anime Digimon Tamers), il Digimon muore e non può più rigenerarsi. Esistono alcuni casi speciali in cui un Digimon non si reincarnerà nonostante i suoi dati esistano ancora. Un celebre esempio è costituito da Wizardmon, personaggio Digimon di Digimon Adventure, i cui dati rimangono nel mondo reale in seguito alla sua morte e non vengono così riconfigurati.

### Genere
Biologicamente parlando, il sesso dei Digimon è un argomento complicato.
È stato affermato ufficialmente in almeno due situazioni che i Digimon non hanno sesso - una da Chiaki J. Konaka nelle note ufficiali di Digimon Tamers sul design del personaggio di Renamon e la seconda dalla stessa Renamon in un episodio della serie, nel quale afferma che "nei Digimon non c'è mai stata distinzione fra maschi e femmine".
Questo, tuttavia, non è particolarmente congruente con la raffigurazione delle creature della serie. Molti Digimon (in particolare quelli di tipo umanoide) sono ovviamente disegnati per apparire specificatamente come maschi e femmine e la maggior parte degli esemplari della specie parlano con voci che denotano chiaramente se chi stia parlando sia di genere maschile o femminile, così come alcuni riferimenti ai Digimon sono denotati da "lui" e "lei". Facendo un altro passo in avanti, ci sono esempi come Jijimon e Babamon, Digimon incontrati in Digimon Tamers, che si dichiarano marito e moglie. Da notare anche che alcuni Digimon hanno il loro genere espresso chiaramente addirittura nei loro nomi e questo permette di differenziare alcuni Digimon che hanno nome simile. L'esempio più palese è chiaramente quello di Angemon e Angewomon, ma da ricordare ci sono anche Devimon e LadyDevimon, incontrati in Digimon Adventure, benché in punti diversi della trama.
In verità, questo è probabilmente il risultato di una confusione semantica: anche se "genere" è usato normalmente come una parola con lo stesso significato di "sesso", accademicamente, le due parole significano cose diverse. "Genere" è la costruzione sociale per cui gli individui vengono suddivisi in maschi e femmine per le loro differenze di mentalità. I Digimon, senza ombra di dubbio, posseggono questa caratteristica. D'altra parte, il "sesso" è la condizione biologica di essere maschi o femmine. Anche se un numero comparativamente piccolo di Digimon mostra alcune caratteristiche sessuali secondarie (capelli, peli, seno), sembrerebbe, dalle parole di Konaka, che sia questa la caratteristica della quale i Digimon non dispongono: a loro manca la classificazione biologica dell'essere maschio o femmina, dell'avere caratteristiche fisiche che distinguano i maschi dalle femmine della specie (per esempio, la Biyomon femmina di Digimon Adventure ed il Biyomon maschio di Digimon Savers sono identici fisicamente, così come lo sono anche il Frigimon maschio e la Frigimon femmina delle rispettive serie); inoltre, alcuni Digimon che vengono definiti di un dato genere potrebbero digievolvere in un Digimon il cui aspetto fisico li colloca nel genere opposto, come la già nominata Biyomon femmina di Adventure che successivamente digievolve in Birdramon, la cui voce potrà sembrare maschile o femminile ma che comunque avrà sempre un corpo maschile); inoltre, essi non si riproducono sessualmente.
In Digimon Fusion Battles, perlomeno, la posizione sul genere è chiara: i Digimon posseggono un genere e possono formare delle relazioni sentimentali e delle famiglie così come gli esseri umani. Cutemon è in viaggio per cercare di trovare e di liberare i suoi genitori biologici; inoltre, ad un certo punto, afferma rabbiosamente di essere un maschio quando viene erroneamente confuso per una femmina. Gli eroi ribelli della Forest Zone, Stingmon e Lilamon, sono anch'essi all'interno di una travagliata relazione. Inoltre, mentre prova a convincere Taiki Kudo a rimanere a Digiworld e ad aiutarlo a diventare Re, Shoutmon fa danzare Lillymon in modo provocante per Taiki e la definisce una "ragazza focosa".

### Nome
Il nome di una specie di Digimon solitamente è basato sulla sua forma, ma può anche rappresentare un gioco di parole. Ad esempio, il nome e l'aspetto di Hyokomon derivano dall'onomatopea giapponese che indica dei passi incerti (「ひょこひょこ」?, Hyokohyoko), così come dal pulcino (雛?, Hiyoko). Il nome di tutte le specie termina sempre con il suffisso "-mon".
Ai Digimon non sono dati generalmente nomi individuali e ad essi ci si riferisce semplicemente con il nome della loro specie. Quindi la parola "Agumon" in realtà si riferisce ad una specie di Digimon e non ad un Digimon singolo. L'Agumon di Digimon Adventure e l'Agumon di Digimon Savers condividono lo stesso nome perché fanno parte della stessa specie. Tuttavia, essi non sono lo stesso individuo e sono diversi nell'aspetto e nella voce.
Quando un Digimon digievolve ed assume una nuova forma, il suo nome cambia per adattarsi alla specie della sua nuova forma. Tuttavia, è sempre lo stesso individuo, nonostante abbia un nome diverso.
L'eccezione a questo principio si trova nella serie di manga Digimon Adventure V-Tamer 01. In questa serie, ai Digimon vengono dati nomi individuali. Il personaggio Digimon principale in questa serie è un Veedramon di nome Zeromaru, o Zero, suo diminutivo. Anche se Zero è in grado di digievolvere in forme più potenti come AeroVeedramon ed UlforceVeedramon, il suo nome rimane comunque Zero (anche dopo aver cambiato specie e forma). Il Digimon Arkadimon (anch'egli personaggio di Digimon Adventure V-Tamer 01) è anche lui un'eccezione, poiché tutte le sue Digievoluzioni condividono lo stesso nome.

### Classificazione
Le specie di Digimon sono costituite da diverse classificazioni. Ad eccezione del livello, queste sono generalmente importanti solamente nel gioco di carte di Digimon e giocano un ruolo poco importante nelle serie animate di Digimon.

### Tipo
Tutte le specie di Digimon sono classificate in quattro tipi - "dati", "virus", "antivirus" e "variabile". La maggior parte dei Digimon si suddividono nelle prime tre categorie, la quarta, "variabile", è esclusiva dei Digimon ibridi. C'è anche un altro gruppo, "sconosciuto", per i Digimon che o non possiedono un tipo o sono classificati come "non identificati".
Questi tipi funzionano tipicamente come sasso, carta e forbici della Morra cinese, in cui il tipo virus è generalmente avvantaggiato contro il tipo dati, dati è in vantaggio contro antivirus ed antivirus è, chiaramente, avvantaggiato contro virus. In ogni caso, questi tipi non hanno un ruolo molto importante negli scontri tra Digimon. Un Digimon può generalmente sconfiggere un nemico a discapito del tipo se è più forte dell'avversario nel livello digievolutivo o se ha più esperienza in combattimento.
La maggior parte dei Digimon malvagi sono di tipo virus (anche se non tutti i Digimon di tipo virus sono malvagi; Otamamon, Gekomon Ogremon, Wormmon e Guilmon sono le eccezioni più evidenti), mentre i Digimon di tipo antivirus sono generalmente considerati "buoni". Nel gioco di carte di Digimon, alcune specie di Digimon possono avere più di un tipo. Per esempio, la maggior parte delle carte della specie "Agumon" sono di tipo antivirus, ma ce n'è una versione di tipo virus. Gabumon ha versioni di tutti e tre gli attributi. Le versioni di tipo differente dello stesso Digimon possono a volte presentare colore diverso. Un esempio di ciò lo si ha con MetalGreymon, la cui versione antivirus è di colore arancione con criniera rossa, mentre la sua versione virus è blu con una criniera di colore più scuro.

### Famiglia
I Digimon nel gioco di carte sono classificati in dieci diverse "famiglie Digimon". Queste classificazioni sono per la maggior parte irrilevanti. Appaiono raramente nelle serie dell'anime di Digimon, ad eccezione della seconda metà di Adventure, in cui le famiglie "Wind Guardians" e "Deep Savers" vengono menzionate durante la saga dei Padroni delle Tenebre. Inoltre, hanno poca attinenza nell'attuale modo di gioco del gioco di carte.
Ogni famiglia Digimon ha uno sfondo di colore diverso nel gioco di carte e i Digimon di una stessa famiglia di solito hanno qualcosa in comune. Per esempio, la famiglia "Dragon's Roar" consiste di Digimon che assomigliano a draghi.
Le famiglie diventano più importanti nei videogiochi "Digimon Savers: Another Mission" e nei giochi di Digimon per Nintendo DS, in cui queste famiglie aiutano a determinare contro quali attacchi i Digimon sono forti o deboli e influenzano anche i requisiti per la Digievoluzione.

### Gruppo
Un'altra forma di classificazione delle specie di Digimon è costituita dal "Gruppo". Questo generalmente descrive le sembianze fisiche di un Digimon. Così, per esempio, Agumon è un Digimon rettile, mentre Angemon è un Digimon angelo. Alcuni gruppi, come i Digimon insetto, includono dozzine di Digimon, mentre altri, come i Digimon insetto antico sono unici e fanno capo ad un singolo Digimon (in questo caso si tratta di AncientBeetlemon). Una specie di Digimon viene generalmente classificata in un solo gruppo.
Come la classificazione in "Famiglie", il "Gruppo" viene considerato esclusivamente qualcosa di caratterizzante per il Digimon e non è ritenuto una classificazione importante. Viene fatto riferimento ad esso nell'anime solo occasionalmente, e ha pochissimi effetti sul sistema di gioco del gioco di carte di Digimon.

## Digiprescelti
I Digiprescelti (選ばれし子供達?, Erabareshi Kodomotachi, Chosen Children), anche detti "bambini prescelti", sono gli eroi principali scelti da esseri superiori per proteggere Digiworld: questa dimensione, infatti, è spesso assediata dalle forze del male ed è strettamente connessa alla Terra; salvare Digiworld solitamente significa anche salvare la Terra. Il termine viene usato prevalentemente in Digimon Adventure, Digimon Adventure 02 e Digimon Frontier, anche se a volte viene usato anche per i protagonisti delle altre serie di Digimon, per riferirsi a degli speciali Domatori, termine generico per indicare esseri umani che condividano dei legami con un Digimon, i quali vengono scelti dal fato per salvare Digiworld.
Digiworld è una dimensione parallela in cui i Digimon, creature antropomorfe e non, originatasi dai dati prodotti dalle reti di telecomunicazioni della Terra, vivono. Digiworld è imprevedibile ed è vulnerabile agli attacchi; i Digimon che vivono in quel mondo spesso si ritrovano in condizione di non poter difenderlo da soli. Per questo motivo, dei bambini umani vengono reclutati per sconfiggere i nemici di Digiworld.
Tutti i Digiprescelti, in particolar modo quelli di Adventure e Adventure 02, formano una coppia con un Digimon, detto Digimon partner, e possiedono un Digivice; tuttavia, queste non sono caratteristiche delimitative, poiché i Domatori di Digimon Tamers e Digimon Savers, ad esempio, posseggono le stesse caratteristiche ma non sono considerati Digiprescelti. Tuttavia, i Digiprescelti di Frontier non hanno un Digimon partner, poiché si trasformano loro stessi in Digimon, ma sono comunque chiamati Digiprescelti.
Quando un Digimon diventa partner di un Digiprescelto, quest'ultimo diviene la sua sola fonte del potere per la Digievoluzione. I Digimon diventano più forti tramite la Digievoluzione; questo solitamente è un processo difficile da avviare, essendo simile alla crescita; tuttavia, il Digivice di un Digiprescelto e la forza che genera amplificano il potere di un Digimon al punto che questo diviene in grado di digievolvere più facilmente, soprattutto se il suo partner umano si trova in pericolo.
Nonostante non siano mai apparsi, e la loro presenza non sia mai stata rivelata troppo spesso, in Adventure Gennai spiega ai Digiprescelti che in passato fu scelto un altro gruppo di bambini, i primi Digiprescelti, diverso tempo prima che il gruppo della serie fosse chiamato a Digiworld. Questi ragazzi furono infatti i primi a sconfiggere "una grande minaccia" che oltrepassò, come Apokarimon, la Parete di Fuoco.
In Digimon Adventure Tri viene finalmente svelata l'identità dei digiprescelti originali, due di loro sono: Daigo Nishijima, Maki Himekawa e altri tre ragazzi la cui identità è attualmente sconosciuta,  i primi due sono a conoscenza di ciò che è successo ai ragazzi di Adventure e Adventure 02. Quattro dei digimon di questi digiprescelti divennero i quattro Digimon Supremi, mentre quello di Himekawa venne sacrificato per fermare la minaccia e non rinacque.
In Adventure, i Digiprescelti furono scelti da esseri digitali mai apparsi nella serie che desideravano aiutare Digiworld ad uscire dal caos portato dall'influenza di Apokarimon. Non ci sono informazioni su chi invece ha scelto i Digiprescelti di Adventure 02, anche se è alquanto probabile che siano stati i Digimon Supremi. La maggior parte dei Digiprescelti diventa tale dopo aver visto un Digimon o aver interagito con uno di essi nel mondo reale; è proprio la scoperta di questa peculiarità che aiuta principalmente i Digiprescelti nella ricerca dell'ottavo membro del loro gruppo.
Anche se nella serie viene spiegato che i Digiprescelti di Adventure furono scelti a causa di una battaglia precedente tra un Agumon e un Parrotmon (in cui Tai e Kari aiutarono Agumon a digievolvere Greymon), i Digiprescelti di Adventure 02 furono scelti a causa di vari avvenimenti che si susseguirono alle azioni del gruppo di Adventure. Yolei fu scelta perché inviò diverse e-mail durante la prima battaglia contro Diaboromon, Cody fu scelto perché era nell'aereo che Garudamon e MegaKabuterimon salvarono dallo schiantarsi quando il cielo diventò un enorme passaggio per Digiworld e Davis fu invece scelto perché faceva parte del gruppo di persone tenute prigioniere nel centro convegni quando Myotismon era alla ricerca dell'ottavo bambino prescelto.
I dodici Digiprescelti principali di Adventure e Adventure 02 provengono tutti dal Giappone. Il primo sentore che però essi non siano soli lo si ha quando i ragazzi incontrano Michael Washington, un Digiprescelto americano che Mimi presenta loro, il quale aveva ottenuto un Digivice dopo aver visto un Gorillamon. Più tardi durante la serie, i ragazzi scoprono che ci sono Digiprescelti in moltissime altre parti del mondo e che avranno bisogno di tutto il loro aiuto per fermare l'invasione del mondo reale da parte dei Digimon. Contrariamente ai Digiprescelti giapponesi, alcune squadre di Digiprescelti originali vedono più bambini prescelti in coppia con la stessa specie di Digimon. Non tutti i bambini prescelti internazionali vengono nominati nella serie - alcuni non vengono nemmeno mostrati - ma ognuno di essi è in possesso di un Digivice originale e nel finale della serie occorrerà tutto il loro aiuto per sconfiggere MaloMyotismon.
I Digiprescelti di Frontier vengono scelti tra un gran numero di potenziali Digiprescelti convocati da Ophanimon. Questi bambini non hanno Digimon partner; usano infatti il potere dei Digispirit dei Leggendari Guerrieri, defunti eroi Digimon che salvarono il Digiworld della serie ai suoi albori, per trasformarsi loro stessi in Digimon.
Benché il termine "Digiprescelti" non sia mai stato utilizzato finora nella serie, i personaggi umani di Digimon Fusion Battles possono comunque essere definiti tali: benché abbiano un legame speciale con più Digimon e non con uno solo (anche se in realtà uno dei loro Digimon è "centrale" rispetto agli altri poiché entra a far parte della maggior parte delle DigiXros della rispettiva armata), i "Generali" delle varie armate posseggono tutti un Digivice Xros Loader e si sa che almeno tre di essi sono stati "prescelti" da dei Digimon di potenza superiore per aiutarli a conseguire i loro scopi.

## Digisoul
La Digisoul (デジソウル?, Dejisouru) (conosciuta nel doppiaggio in lingua inglese con il nome di "D.N.A.", ovvero "Digimon Natural Ability") è il tramite principale attraverso cui i protagonisti della serie fanno digievolvere i loro Digimon. Essenzialmente la Digisoul è una sorta di aura composta di energia che permette ad un Digimon di diventare più forte e che è correlata alle emozioni dell'essere umano che la possiede. Secondo quanto afferma BanchoLeomon/Suguru Daimon, infatti, la Digisoul consiste in emozioni umane trasformate in energia, la quale può condizionare il Digimon anche al livello del subconscio, come dimostrato da numerosi Digimon selvatici nei primi episodi della serie.
Coloro che possono usare e controllare questo potere sono in grado di eseguire dimostrazioni di forza incredibili, come dimostrato da Masaru. Nonostante sia piuttosto semplice controllare la Digisoul nella Digievoluzione base al livello campione, sembra tuttavia che sia necessario superare un grande ostacolo mentale per raccogliere la quantità di Digisoul necessaria per far digievolvere il proprio partner al livello evoluto. È inoltre necessario un potere aggiuntivo per raggiungere il livello mega; tuttavia, il potere deve essere anche controllato a dovere da colui che fa ricorso ad esso. Il Burst Mode è ancora più difficile da controllare: se raggiunto in modo improprio, ad esempio facendo ricorso ad emozioni negative, il Digimon partner è soggetto al Ruin Mode ed in pratica si autodistrugge, tornando ad essere un semplice Digiuovo.
La Digisoul solitamente si manifesta come un'aura luminosa che circonda la mano di colui che la sta utilizzando e che poi confluisce nel Digivice tramite il comando "Digisoul! Charge!"
Una versione più forte di Digisoul è la cosiddetta "Full Charge", la quale si manifesta attorno all'intero corpo di colui che la sta usando. Il termine "Overdrive", invece, è usato per permettere ai Digimon di digievolvere nelle loro forme di livello mega. Quando viene attivato il Burst Mode, la persona urlerà il comando "Charge! Digisoul Burst!".
Oltre al tipo comune, esiste anche una Digisoul Artificiale (人工デジソウル?, Jinzou Dejisouru): questa è una forma sintetica di Digisoul creata da Akihiro Kurata, la quale viene usata per far digievolvere Gizmon: AT in Gizmon: XT tramite il processo della Pseudodigievoluzione.

## Digispirit
I Digispirit (スピリット?, Supiritto, Spirits) sono oggetti unici usati quasi esclusivamente in Frontier. I venti Digispirit sono le reliquie di un gruppo di Digimon noti come Leggendari Guerrieri o i Dieci Guerrieri Leggendari. I dieci guerrieri, ognuno rappresentante uno dei dieci elementi primari, alla loro scomparsa lasciarono due Digispirit, uno dell'intelligente essere umano (in grado di essere controllato una volta ottenuto e riconoscibile da una "H", ovvero Human, nel gioco di carte di Digimon) e uno dell'animale istintivo (che richiede una certa disciplina per essere controllato e riconoscibile da una "B", ovvero Beast, nel gioco di carte). Questi Digispirit contenevano i poteri dei Leggendari Guerrieri e potevano essere usati dai loro successori per digievolvere in forme più potenti (la maggior parte delle quali sono classificate come Digimon ibridi) tramite il processo di Digievoluzione Spirit. È inoltre possibile una fusione tra i Digispirit di tipo Umano e di tipo Animale tramite la Doppia Digievoluzione Spirit. I dieci Digispirit di cinque elementi diversi possono essere usati insieme per accedere ad un'altra Digievoluzione, l'Iperdigievoluzione Spirit, mentre tutti i venti Digispirit possono fondersi insieme per dar vita ad una Digievoluzione speciale, la Leggendaria Digievoluzione Spirit, per divenire Susanoomon.
Nel mondo di Frontier è anche possibile perdere un Digispirit. Quando un Digimon viene sconfitto in battaglia, un anello del suo Digicodice ne circonda il corpo. Se quel Digimon possiede un Digispirit, esso appare sul fronte del Digicodice; solitamente, esso deve essere preso prima che chi lo possegga sia scannerizzato.
Solitamente i Digiprescelti di Frontier accedono alla loro forma di tipo Umano per effettuare la scansione del Digicodice e purificare i loro nemici. Tuttavia, per rimuovere un Digispirit non è necessario essere per forza nella forma di tipo Umano, poiché Gigasmon riesce a rubare il Digispirit Umano a Zoe Ayamoto pur essendo nella sua forma Animale.
Dopo aver trascorso così tanto tempo con gli esseri umani che li possedevano, i Digispirit di Frontier sembrano prendere vita alla fine della serie. Sembrano inoltre aver assunto alcune caratteristiche dei loro possessori, ad esempio Kazemon è in grado di parlare in inglese come Zoe.

### Digispirit del Fuoco
I Digispirit del Fuoco (炎のスピリット?, Honoo no Supiritto, Spirits of Flame) rappresentano la discendenza del Leggendario Guerriero del Fuoco, AncientGreymon. Inizialmente affidati a Ophanimon dei Digimon Angelici, essi si dispersero quando Kerpymon si rivoltò contro gli altri. Quando viene convocato a Digiworld, Takuya Kanbara diviene il possessore dei Digispirit del Fuoco. Utilizza il Digispirit Umano del Fuoco trovato alla Stazione del Fuoco per digievolvere in Agunimon ed il Digispirit Animale del Fuoco che recupera da uno Sharmamon indovino per digievolvere in BurningGreymon. Associati ai Digispirit del Fuoco sono anche Flamemon (una forma che assume Takuya quando fa ritorno al mondo reale in una sorta di paradosso temporale) e la fusione tra i Digispirit Umano ed Animale, Aldamon. Il Digispirit Umano del Fuoco assomiglia all'armatura di Agunimon dalla vita in su, mentre il Digispirit Animale del Fuoco assomiglia a BurningGreymon in una posizione rannicchiata.
La forma che Takuya assume dopo aver effettuato l'Iperdigievoluzione Spirit, KaiserGreymon, e la sua associazione al Fuoco sembrano essere dovute all'affinità stessa di Takuya con l'elemento e all'analisi del D-Tector giapponese, che indica KaiserGreymon come Digispirit Z del Fuoco.

### Digispirit della Luce
I Digispirit della Luce (光のスピリット?, Hikari no Supiritto, Spirits of Light) rappresentano la discendenza del Leggendario Guerriero della Luce, AncientGarurumon. Inizialmente affidati a Seraphimon dei Digimon Angelici, essi si dispersero quando Kerpymon si rivoltò contro gli altri. Quando viene convocato a Digiworld, Koji Minamoto diviene il possessore dei Digispirit della Luce. Utilizza il Digispirit Umano della Luce trovato nelle fogne della Città del Fuoco per digievolvere in Lobomon ed il Digispirit Animale della Luce che Gotsumon lo aveva aiutato a trovare per digievolvere in KendoGarurumon. Associati ai Digispirit della Luce sono anche Strabimon (che non appare mai nell'anime), livello intermedio di Lobomon e KendoGarurumon, e la fusione tra i Digispirit Umano ed Animale, Beowulfmon. Il Digispirit Umano della Luce assomiglia a Lobomon in posizione meditativa, mentre il Digispirit Animale della Luce assomiglia a KendoGarurumon intento ad ululare alla luna.
La forma che Koji assume dopo aver effettuato l'Iperdigievoluzione Spirit, MagnaGarurumon, e la sua associazione alla Luce sembrano essere dovute all'affinità stessa di Koji con l'elemento e all'analisi del D-Tector giapponese, che indica MagnaGarurumon come Digispirit Z della Luce.

### Digispirit del Tuono
I Digispirit del Tuono (雷のスピリット?, Ikazuchi no Supiritto, Spirits of Thunder) rappresentano la discendenza del Leggendario Guerriero del Tuono, AncientBeetlemon. Inizialmente affidati a Ophanimon dei Digimon Angelici, essi si dispersero quando Kerpymon si rivoltò contro gli altri. Quando viene convocato a Digiworld, JP Shibayama diviene il possessore dei Digispirit del Tuono. Utilizza il Digispirit Umano del Tuono trovato alla Fabbrica del Vento di cui Snimon si è impossessato per digievolvere in Beetlemon ed il Digispirit Animale del Tuono che un Whamon aveva accidentalmente ingoiato per digievolvere in MetalKabuterimon. Associata ai Digispirit del Tuono è anche la fusione tra i Digispirit Umano ed Animale, RhinoKabuterimon (che non appare mai nell'anime). Il Digispirit Umano del Tuono assomiglia a Beetlemon in posizione sdraiata, mentre il Digispirit Animale del Tuono assomiglia a MetalKabuterimon in posizione accovacciata.

### Digispirit del Vento
I Digispirit del Vento (風のスピリット?, Kaze no Supiritto, Spirits of Wind) rappresentano la discendenza del Leggendario Guerriero del Vento, AncientKazemon. Inizialmente affidati a Seraphimon dei Digimon Angelici, essi si dispersero quando Kerpymon si rivoltò contro gli altri. Quando viene convocata a Digiworld, Zoe Ayamoto diviene il possessore dei Digispirit del Vento. Utilizza il Digispirit Umano del Vento trovato a Soyokaze Village per digievolvere in Kazemon ed il Digispirit Animale del Vento scoperto nell'oceano per digievolvere in Zephyrmon. Associata ai Digispirit del Vento è anche la fusione tra i Digispirit Umano ed Animale, JetSilphymon (che non appare mai nell'anime). Il Digispirit Umano del Vento assomiglia a Kazemon in posizione accovacciata, mentre il Digispirit Animale del Vento assomiglia a Zephyrmon in posizione prostrata.

### Digispirit del Ghiaccio
I Digispirit del Ghiaccio (氷のスピリット?, Koori no Supiritto, Spirits of Ice) rappresentano la discendenza del Leggendario Guerriero del Ghiaccio, AncientMegatheriummon. Inizialmente affidati a Ophanimon dei Digimon Angelici, essi si dispersero quando Kerpymon si rivoltò contro gli altri. Quando viene convocato a Digiworld, Tommy Hiyomi diviene il possessore dei Digispirit del Ghiaccio. Utilizza il Digispirit Umano del Ghiaccio trovato in una caverna di ghiaccio vicino ad un accampamento di Candlemon per digievolvere in Kumamon ed il Digispirit Animale del Ghiaccio vinto giocando ad un videogioco al negozio di Datamon all'Elettromercato di Akiba per digievolvere in Korikakumon. Associata ai Digispirit del Ghiaccio è anche la fusione tra i Digispirit Umano ed Animale, Daipenmon (che non appare mai nell'anime). Il Digispirit Umano del Ghiaccio assomiglia ad un pupazzo di neve con indosso l'armatura di Kumamon ed il Digispirit Animale del Ghiaccio assomiglia a Korikakumon raggomitolato a formare una sfera.

### Digispirit delle Tenebre
I Digispirit delle Tenebre (闇のスピリット?, Yami no Supiritto, Spirits of Darkness) rappresentano la discendenza del Leggendario Guerriero delle Tenebre, AncientSphinxmon. Affidati a Kerpymon dei Digimon Angelici, il Digimon li corruppe con la sua malvagità. Lo stesso Kerpymon penetrò poi nella coscienza di Koichi Kimura per farne il possessore del Digispirit Umano delle Tenebre nella forma di Duskmon. Quando gli viene affidato il Digispirit Animale delle Tenebre, Duskmon è in grado di slidedigievolvere in Velgemon.
Una volta libero dal controllo di Kerpymon, tuttavia, Koichi capisce che le Tenebre non equivalgono al male e così purifica la corruzione dei Digispirit delle Tenebre, rivelando la vera forma del Digispirit Umano delle Tenebre, Lowemon, e del Digispirit Animale delle Tenebre, JagerLowemon. Questi Digispirit nel gioco di carte sono conosciuti rispettivamente come Digispirit "L" e "K" per evitare confusione con quelli corrotti. Associata ai Digispirit delle Tenebre è anche la fusione tra i Digispirit Umano ed Animale, Rhihimon (che non appare mai nell'anime ma al quale è stato dedicato un set di giocattoli).
Il Digispirit Umano delle Tenebre corrotto assomiglia all'armatura di Duskmon, riposizionata in modo da sembrare un animale a due teste, mentre il Digispirit Animale delle Tenebre corrotto assomiglia a Velgemon con le ali strette intorno al suo corpo. Il Digispirit Umano delle Tenebre originale assomiglia all'armatura di Lowemon riposizionata in un leone accovacciato su una sorta di boomerang dorato, mentre il Digispirit Animale delle Tenebre originale assomiglia a JagerLowemon eretto sulle sue zampe posteriori.

### Digispirit della Terra
I Digispirit della Terra (土のスピリット?, Tsuchi no Supiritto, Spirits of Earth) rappresentano la discendenza del Leggendario Guerriero della Terra, AncientVolcamon. Affidati a Kerpymon dei Digimon Angelici, il Digimon diede vita al Digispirit Umano della Terra sotto forma di Grumblemon, che deteneva anche il Digispirit Animale della Terra per slidedigievolvere in Gigasmon. Il Digispirit Umano della Terra assomiglia all'armatura di Grumblemon, mentre il Digispirit Animale della Terra assomiglia a Gigasmon in posizione accovacciata.

### Digispirit del Legno
I Digispirit del Legno (木のスピリット?, Ki no Supiritto, Spirits of Wood) rappresentano la discendenza del Leggendario Guerriero del Legno, AncientTroiamon. Affidati a Kerpymon dei Digimon Angelici, il Digimon diede vita al Digispirit Umano del Legno sotto forma di Arbormon, che deteneva anche il Digispirit Animale del Legno per slidedigievolvere in Petaldramon. Il Digispirit Umano del Legno assomiglia ad Arbormon inginocchiato, mentre il Digispirit Animale del Legno assomiglia alla testa di Petaldramon che fuoriesce dal terreno come un fiore.

### Digispirit dell'Acqua
I Digispirit dell'Acqua (水のスピリット?, Mizu no Supiritto, Spirits of Water) rappresentano la discendenza del Leggendario Guerriero dell'Acqua, AncientMermaimon. Affidati a Kerpymon dei Digimon Angelici, il Digimon diede vita al Digispirit Umano dell'Acqua sotto forma di Lanamon. Anche se inizialmente all'oscuro della sua posizione, Lanamon successivamente trova ed assorbe il Digispirit Animale dell'Acqua, che le conferisce l'abilità di slidedigievolvere in Calmaramon. Il Digispirit Umano dell'Acqua assomiglia all'abbigliamento indossato solitamente da Lanamon, mentre il Digispirit Animale dell'Acqua assomiglia semplicemente ad un calamaro, animale sul quale è basato Calmaramon.

### Digispirit del Ferro
I Digispirit del Ferro (鋼のスピリット?, Hagane no Supiritto, Spirits of Steel) rappresentano la discendenza del Leggendario Guerriero del Ferro, AncientWisemon. Affidati a Kerpymon dei Digimon Angelici, il Digimon diede vita al Digispirit Umano del Ferro sotto forma di Mercurymon, che deteneva anche il Digispirit Animale del Ferro per slidedigievolvere in Sephirotmon. Il Digispirit Umano del Ferro assomiglia all'armatura di Mercurymon, mentre il Digispirit Animale del Ferro assomiglia ad alcuni dei globi che compongono Sephirotmon.

## Digiuova
Le Digiuova (デジメンタル?, Dejimentaru, lett. "Digimental") sono rari oggetti antichi che vengono utilizzati nella serie anime Digimon Adventure 02, nei giochi di carte di Digimon ed in diversi videogiochi. In totale esistono quindici Digiuova, quattro delle quali non sono mai apparse nelle serie anime o nei film dedicati ad esse, e di queste quattro solo una è apparsa nel gioco di carte, mentre le altre fanno solo sporadiche apparizioni nei videogiochi.
Le Digiuova permettono ai Digimon di eseguire un antico tipo di Digievoluzione noto come Armordigievoluzione (アーマー進化?, Aamaa Shinka, lett. "Evoluzione Armor"), che nei tempi antichi era usata molto più comunemente in sostituzione della comune Digievoluzione. L'Armordigievoluzione viene usata in Adventure 02, poiché l'Imperatore Digimon possiede un Black Digivice D-3 in grado di impedire la naturale Digievoluzione di qualsiasi Digimon. Non tutti i Digimon sono in grado di armordigievolvere; le Digiuova erano infatti originariamente concepite solo per quattro Digimon dei tempi antichi: Veemon, Hawkmon, Armadillomon e Wormmon. Tuttavia, Patamon e Gatomon, forse perché anch'essi discendenti da antiche razze Digimon o comunque legate a poteri sacri, sono anch'essi in grado di armordigievolvere. Anche Terriermon è in grado di armordigievolvere. Nell'universo di Digimon Adventure, le Digiuova vengono ricostruite da Ryō Akiyama e Ken Ichijouji nel corso di Digimon Adventure 02: Tag Tamers.
Le Digiuova vengono tenute in un D-Terminal, un dispositivo del mondo reale che prima della saga di Adventure 02 era molto popolare tra i bambini grazie alle sue funzioni di messaggistica istantanea. Questa possibilità, tuttavia, non era stata predisposta dai quattro protettori dei Digimon, i Digimon Supremi. Questo sistema di conservazione delle Digiuova permette ai Digimon partner dei Digiprescelti di avere diverse Armordigievoluzioni. In Michi e no Armor Shinka, un Drama-CD audio, Joe Kido mischia per sbaglio i D-Terminal dei ragazzi, consegnandoli a Digiprescelti diversi dai veri proprietari. Ciò apre la strada all'apparizione di diverse nuove forme armordigievolute. L'aspetto delle Digiuova influenza profondamente l'aspetto fisico delle Armordigievoluzioni di coloro che le usano. Inoltre, sul corpo di ognuna delle Armordigievoluzioni è presente da qualche parte il simbolo del Digiuovo grazie al quale il Digimon è armordigievoluto.
In Digimon Adventure V-Tamer 01, tuttavia, esiste un altro artefatto chiamato Digimental che non ha alcun legame con quelli usati per l'Armordigievoluzione. Al contrario, questo Digimental è molto più potente; esso permette la Digievoluzione al livello super evoluto.

### Digiuovo del Coraggio
Il Digiuovo del Coraggio (勇気のデジメンタル?, Yūki no Dejimentaru, lett. "Digimental del Coraggio") presenta su di esso il simbolo della Digipietra del Coraggio. La maggior parte delle Armordigievoluzioni che avvengono tramite questo Digiuovo hanno qualcosa a che fare con il fuoco e/o con la famiglia dei Digisauri.
In Digimon Adventure 02 appartiene a Davis Motomiya e viene usato per permettere al suo Digimon partner, Veemon di armordigievolvere in Flamedramon. Inciso su di esso c'è il simbolo della Digipietra del Coraggio, che apparteneva a Tai Kamiya. Viene trovato da Tai, Patamon e Gatomon in una caverna e, quando Tai prova a sollevarlo, è il catalizzatore che conferisce ai nuovi Digiprescelti i loro Digivice. Al suo interno è sigillato anche Veemon, che viene liberato quando Davis solleva il Digiuovo.
Il Digiuovo del Coraggio è usato in Digimon World Digital Card Arena per armordigievolvere i Digimon partner Veemon, Patamon e Wormmon in Flamedramon, Baromon e Shadramon.
In Digimon Story, il Digiuovo del Coraggio si ottiene parlando con Mr. Gure dopo aver ottenuto 6400 Punti Domatore e può essere usato per digievolvere ExVeemon in Flamedramon.
In Digimon Story: Sunburst e Moonlight, il Digiuovo del Coraggio si trova in un forziere a Palette Amazon e può essere usato per fare armordigievolvere Veemon, Hawkmon, Gatomon e Wormmon in Flamedramon, Allomon, Lynxmon e Shadramon.

### Digiuovo dell'Amicizia
Il Digiuovo dell'Amicizia (友情のデジメンタル?, Yūjou no Dejimentaru, lett. "Digimental dell'Amicizia") presenta su di esso il simbolo della Digipietra dell'Amicizia. La maggior parte delle Armordigievoluzioni che avvengono tramite questo Digiuovo hanno qualcosa a che fare con il ghiaccio, il tuono e/o con la famiglia dei mammiferi.
In Digimon Adventure 02 appartiene a Davis Motomiya e viene usato per permettere al suo Digimon partner, Veemon di armordigievolvere in Raidramon. Inciso su di esso c'è il simbolo della Digipietra dell'Amicizia, che apparteneva a Matt Ishida. Viene trovato dal gruppo in una piccola buca vicina ad una grande collina e i Digiprescelti si ritrovano a combattere contro l'Imperatore Digimon mentre provano ad ottenerlo. In Michi e no Armor Shinka, quando Joe Kido si scontra accidentalmente con i Digiprescelti e mischia i loro D-Terminal, Yolei Inoue afferra quello di Davis, cosa che porta Hawkmon ad armordigievolvere in Rinkmon grazie a questo Digiuovo.
Il Digiuovo dell'Amicizia è usato in Digimon World Digital Card Arena per armordigievolvere il Digimon partner Veemon in Raidramon.
In Digimon Story, il Digiuovo dell'Amicizia si trova in un forziere sulle Hard Mountains e può essere usato per fare armordigievolvere Guardromon in Kenkimon.
In Digimon Story: Sunburst e Moonlight, il Digiuovo dell'Amicizia si trova in un forziere ad Access Glacier e può essere usato per fare armordigievolvere Armadillomon in Kenkimon.

### Digiuovo dell'Amore
Il Digiuovo dell'Amore (愛情のデジメンタル?, Aijou no Dejimentaru, lett. "Digimental dell'Amore") presenta su di esso il simbolo della Digipietra dell'Amore. La maggior parte delle Armordigievoluzioni che avvengono tramite questo Digiuovo hanno qualcosa a che fare con creature alate e/o con il tema dell'Egitto.
In Digimon Adventure 02 appartiene a Yolei Inoue e viene usato per permettere al suo Digimon partner, Hawkmon di armordigievolvere in Halsemon. Inciso su di esso c'è il simbolo della Digipietra dell'Amore, che apparteneva a Sora Takenouchi. Viene trovato dal gruppo in un piccolo tempio vicino ad una grande foresta dopo che i Digiprescelti fuggono da un attacco dell'Imperatore Digimon. Al suo interno è sigillato anche Hawkmon, che viene liberato quando Yolei solleva il Digiuovo. In Michi e no Armor Shinka, quando Joe Kido si scontra accidentalmente con i Digiprescelti e mischia i loro D-Terminal, Cody Hida afferra quello di Yolei, cosa che porta Armadillomon ad armordigievolvere in Pteramon grazie a questo Digiuovo.
Il Digiuovo dell'Amore è usato in Digimon World Digital Card Arena per armordigievolvere il Digimon partner Hawkmon in Halsemon.
In Digimon Story: Sunburst e Moonlight, il Digiuovo dell'Amore è la ricompensa per la seconda Quest "Union" e può essere usato per fare armordigievolvere Patamon e Wormmon in Pipismon e Owlmon.

### Digiuovo della Sincerità
Il Digiuovo della Sincerità (純真のデジメンタル?, Junshin no Dejimentaru, lett. "Digimental dell'Innocenza"), anche noto come Digiuovo della Purezza, presenta su di esso il simbolo della Digipietra della Sincerità (o, come originariamente in Adventure, della Digipietra della Purezza). La maggior parte delle Armordigievoluzioni che avvengono tramite questo Digiuovo hanno qualcosa a che fare con le piante e/o con la cultura giapponese.
In Digimon Adventure 02 appartiene a Yolei Inoue e viene usato per permettere al suo Digimon partner, Hawkmon di armordigievolvere in Shurimon. Inciso su di esso c'è il simbolo della Digipietra della Sincerità, che apparteneva a Mimi Tachikawa. Viene trovato vicino ad un grande lago vicino al ristorante di Digitamamon dopo che i Digiprescelti vengono attaccati da quest'ultimo e Yolei dimostra una grande sincerità.
Il Digiuovo della Sincerità è usato in Digimon World Digital Card Arena per armordigievolvere il Digimon partner Hawkmon in Shurimon.
In Digimon Story, il Digiuovo della Sincerità si ottiene alla fine della Quest "Digiuovo della Sincerità" e può essere usato per digievolvere Aquilamon e Wizardmon in Shurimon e Ponchomon.
In Digimon Story: Sunburst e Moonlight, il Digiuovo della Sincerità si trova in un forziere nella Limit Valley della Chaos Area e può essere usato per fare armordigievolvere Hawkmon, Patamon e Gatomon in Shurimon, Ponchomon e Kabukimon.

### Digiuovo della Conoscenza
Il Digiuovo della Conoscenza (知識のデジメンタル?, Chishiki no Dejimentaru, lett. "Digimental della Conoscenza"), anche noto come Digiuovo della Saggezza, presenta su di esso il simbolo della Digipietra della Conoscenza (o, come originariamente in Adventure, della Digipietra della Saggezza). La maggior parte delle Armordigievoluzioni che avvengono tramite questo Digiuovo hanno qualcosa a che fare con la famiglia degli insetti.
In Digimon Adventure 02 appartiene a Cody Hida e viene usato per permettere al suo Digimon partner, Armadillomon di armordigievolvere in Digmon. Inciso su di esso c'è il simbolo della Digipietra della Conoscenza, che apparteneva a Izzy Izumi. Viene trovato dal gruppo in un piccolo tempio vicino ad una grande foresta dopo che i Digiprescelti fuggono da un attacco dell'Imperatore Digimon. Al suo interno è sigillato anche Armadillomon, che viene liberato quando Cody solleva il Digiuovo. In Michi e no Armor Shinka, quando Joe Kido si scontra accidentalmente con i Digiprescelti e mischia i loro D-Terminal, Kari Kamiya afferra quello di Cody, cosa che porta Gatomon ad armordigievolvere in Butterflymon grazie a questo Digiuovo.
Il Digiuovo della Conoscenza è usato in Digimon World Digital Card Arena per armordigievolvere il Digimon partner Armadillomon in Digmon.
In Digimon World 2003, il Digiuovo della Conoscenza è un oggetto che il protagonista, Junior, usa per invocare un Digmon ed aprirsi un varco sotterraneo.

### Digiuovo dell'Affidabilità
Il Digiuovo dell'Affidabilità (誠実のデジメンタル?, Seijitsu no Dejimentaru, lett. "Digimental della Buona fede"), anche noto come Digiuovo della Sincerità, presenta su di esso il simbolo della Digipietra dell'Affidabilità (o, come originariamente in Adventure, della Digipietra della Sincerità). La maggior parte delle Armordigievoluzioni che avvengono tramite questo Digiuovo hanno qualcosa a che fare con le creature marine.
In Digimon Adventure 02 appartiene a Cody Hida e viene usato per permettere al suo Digimon partner, Armadillomon di armordigievolvere in Submarimon. Inciso su di esso c'è il simbolo della Digipietra dell'Affidabilità, che apparteneva a Joe Kido. Viene trovato dal gruppo (eccetto proprio il suo proprietario) sotto il pavimento di una piattaforma petrolifera sottomarina all'interno della quale i Digiprescelti correvano il rischio di morire per asfissia.
Il Digiuovo dell'Affidabilità è usato in Digimon World Digital Card Arena per armordigievolvere i Digimon partner Armadillomon e Gatomon in Submarimon e Tylomon.
In Digimon World 2003, il Digiuovo dell'Affidabilità è un oggetto che il protagonista, Junior, usa per invocare un Submarimon ed attraversare l'oceano.
In Digimon Savers: Another Mission, è chiamato Digiuovo della Sincerità e può essere usato per digievolvere Lalamon in Tylomon tramite Gatomon o Falcomon in Tylomon tramite Otamamon.
In Digimon Story: Sunburst e Moonlight, è chiamato Digiuovo della Sincerità, si trova in un forziere nella Dark Area della Loop Swamp e può essere usato per fare armordigievolvere Gatomon in Tylomon.

### Digiuovo della Speranza
Il Digiuovo della Speranza (希望のデジメンタル?, Kibou no Dejimentaru, lett. "Digimental della Speranza") presenta su di esso il simbolo della Digipietra della Speranza. La maggior parte delle Armordigievoluzioni che avvengono tramite questo Digiuovo hanno qualcosa a che fare con le costellazioni e/o con la famiglia degli ungulati.
In Digimon Adventure 02 appartiene a TK Takaishi e viene usato per permettere al suo Digimon partner, Patamon di armordigievolvere in Pegasusmon. Inciso su di esso c'è il simbolo della Digipietra della Speranza, che apparteneva allo stesso TK Takaishi. Viene trovato da TK, Patamon, Kari, Gatomon e Cody in una piccola caverna dopo che i Digiprescelti fuggono da un attacco dell'Imperatore Digimon. Prima di sollevare il Digiuovo, il Digivice di TK si trasforma in un D-3. In Michi e no Armor Shinka, quando Joe Kido si scontra accidentalmente con i Digiprescelti e mischia i loro D-Terminal, Davis Motomiya afferra quello di TK, cosa che porta Veemon ad armordigievolvere in Sagittarimon grazie a questo Digiuovo.
Il Digiuovo della Speranza è usato in Digimon World Digital Card Arena per armordigievolvere il Digimon partner Patamon in Pegasusmon.

### Digiuovo della Luce
Il Digiuovo della Luce (光のデジメンタル?, Hikari no Dejimentaru, lett. "Digimental della Luce") presenta su di esso il simbolo della Digipietra della Luce. La maggior parte delle Armordigievoluzioni che avvengono tramite questo Digiuovo hanno qualcosa a che fare con le creature mitologiche.
In Digimon Adventure 02 appartiene a Kari Kamiya e viene usato per permettere alla sua Digimon partner, Gatomon di armordigievolvere in Nefertimon. Inciso su di esso c'è il simbolo della Digipietra della Luce, che apparteneva alla stessa Kari Kamiya. Viene trovato da TK, Patamon, Kari, Gatomon e Cody in una piccola caverna dopo che i Digiprescelti fuggono da un attacco dell'Imperatore Digimon. Prima di sollevare il Digiuovo, il Digivice di Kari si trasforma in un D-3. In Michi e no Armor Shinka, quando Joe Kido si scontra accidentalmente con i Digiprescelti e mischia i loro D-Terminal, TK Takaishi afferra quello di Kari, cosa che porta Patamon ad armordigievolvere in Manbomon grazie a questo Digiuovo.
Il Digiuovo della Luce è usato in Digimon World Digital Card Arena per armordigievolvere i Digimon partner Gatomon e Wormmon in Nefertimon e Quetzalmon.
In Digimon Story, il Digiuovo della Luce si ottiene alla fine della Quest "Digiuovo della Luce" e può essere usato per digievolvere Ankylomon in Seahomon.
In Digimon Story: Sunburst e Moonlight, il Digiuovo della Luce si trova in un forziere nel Sunken Tunnel della Chaos Area e può essere usato per fare armordigievolvere Armadillomon in Seahomon.

### Digiuovo della Bontà
Il Digiuovo della Bontà (優しさのデジメンタル?, Yasashisa no Dejimentaru, lett. "Digimental della Gentilezza") presenta su di esso il simbolo della Digipietra della Bontà. La maggior parte delle Armordigievoluzioni che avvengono tramite questo Digiuovo hanno qualcosa a che fare con variazioni di piccoli animali.
In Michi e no Armor Shinka, Ken Ichijouji è in possesso di questo Digiuovo, nonostante nella serie Digimon Adventure 02 non lo possedesse. Viene usato per permettere a Wormmon di armordigievolvere in Pucchiemon.
In Digimon Story, il Digiuovo della Bontà si trova in un forziere nella Packet Swamp e può essere usato per fare armordigievolvere Gargomon in Prairiemon.
In Digimon Story: Sunburst e Moonlight, il Digiuovo della Bontà si trova in un forziere nella Resistor Jungle della Chaos Area e può essere usato per fare armordigievolvere Hawkmon e Patamon in Toucanmon e Prairiemon.

### Digiuovo dei Miracoli
Il Digiuovo dei Miracoli (奇跡のデジメンタル?, Kiseki no Dejimentaru, lett. "Digimental dei Miracoli") presenta su di esso il simbolo della Digipietra dei Miracoli, se un oggetto del genere esistesse. La maggior parte delle Armordigievoluzioni che avvengono tramite questo Digiuovo hanno qualcosa a che fare con armature dorate.
In Digimon Adventure 02 appartiene temporaneamente a Davis Motomiya e viene usato per permettere al suo Digimon partner, Veemon di armordigievolvere in Magnamon, anche se in seguito Davis non può più richiamarne i poteri a piacimento come con le altre Digiuova. Questo Digiuovo viene creato dai Digimon Supremi dalla corrotta Digipietra della Bontà e viene predetto da Wizardmon come la "luce aurea" di cui i Digiprescelti hanno bisogno per battere l'Imperatore Digimon. In Digimon Hurricane Touchdown/Supreme Evolution! The Golden Digimentals, i Digimon di TK e Kari digievolvono in Seraphimon e Magnadramon per rilasciare le Digiuova d'Oro dei Miracoli e del Destino; Davis utilizza ancora una volta quello dei Miracoli per permettere nuovamente a Veemon di armordigievolvere Magnamon.
Nel capitolo speciale Double Tamer!! Super-Dimensional Great Battle!! di Digimon Adventure V-Tamer 01, dove i Digiprescelti di Adventure 02 fanno un'apparizione speciale, Yolei, Cody, TK, Kari, assorbiti tutti dal Digimon malvagio Parallelmon, usano i poteri dei loro Digivice per ricreare il Digiuovo dei Miracoli ed inviarlo a Davis, che fa armordigievolvere Veemon in Magnamon e sconfigge Parallelmon insieme a Taichi Yagami e Zeromaru.
Il Digiuovo dei Miracoli è usato in Digimon World Digital Card Arena per armordigievolvere il Digimon partner Veemon in Magnamon.
In Digimon Story, il Digiuovo dei Miracoli si ottiene grazie a Pandamon durante la Quest "Domatore di Bronzo" nella Sheer Valley e può essere usato per fare armordigievolvere ExVeemon e Stingmon in Magnamon e Kongoumon.
In Digimon Story: Sunburst e Moonlight, il Digiuovo dei Miracoli si trova in un forziere sulla Login Mountain della Chaos Area e può essere usato per fare armordigievolvere Veemon e Wormmon in Magnamon e Kongoumon.

### Digiuovo del Destino
Il Digiuovo del Destino (運命のデジメンタル?, Unmei no Dejimentaru, lett. "Digimental del Destino") presenta su di esso il simbolo della Digipietra del Destino, se un oggetto del genere esistesse. La maggior parte delle Armordigievoluzioni che avvengono tramite questo Digiuovo hanno qualcosa a che fare con l'oro.
In Digimon Hurricane Touchdown/Supreme Evolution! The Golden Digimentals, i Digimon di TK e Kari digievolvono in Seraphimon e Magnadramon per rilasciare le Digiuova d'Oro dei Miracoli e del Destino; Willis utilizza quello del Destino per permettere a Terriermon di armordigievolvere Rapidmon.

### Digiuova esclusive del Wonderswan
- Digiuovo dell'Oscurità (暗黒のデジメンタル?, Ankoku no Dejimentaru, lett. "Digimental of Darkness") è usato per digievolvere qualsiasi Digimon di livello intermedio al livello armor o a quello campione. È presente nel gioco di carte di Digimon.
- Digiuovo del Desiderio (欲望のデジメンタル?, Yokubou no Dejimentaru, lett. "Digimental del Desiderio") è un Digiuovo necessario in Digimon Adventure 02: Tag Tamers per accedere ai domini di Millenniummon.
- Digiuovo della Caparbietà (根性のデジメンタル?, Konjou no Dejimentaru, lett. "Digimental della Caparbietà")
- Digiuovo della Fierezza (のど自慢のデジメンタル?, Nodojiman no Dejimentaru, lett. "Digimental della Fierezza")

### Digimental
Il Digimental (デジメンタル?, Dejimentaru) in Digimon Adventure V-Tamer 01 appartiene inconsapevolmente a Rei Saiba finché suo fratello, Neo Saiba, glielo prende. È inizialmente privo di energia, ma Neo utilizza l'energia rilasciata dai combattimenti tra i suoi alleati, gli Alias III, contro Taichi Yagami per ridargli potere. Viene usato per far digievolvere Arkadimon dalla sua forma di livello mega a quella di livello superevoluto e Zeromaru da UlforceVeedramon a UlforceVeedramon Future Mode.

## Digivice
Il nome "Digivice" proviene dall'espressione inglese "digital device", che significa "dispositivo digitale". Questi oggetti sono basati sul primo prodotto relativo all'universo Digimon, il Digimon virtual pet ed indica che colui che lo possiede è un Digiprescelto o un Domatore. Nelle prime sei stagioni dell'anime, così come nei manga V-Tamer 01, Chronicle, D-Cyber e Next ed anche in alcuni videogiochi, il Digivice è usato dai personaggi umani principalmente per permettere ai Digimon loro partner di digievolvere o, in alcuni casi, per digievolvere loro stessi. Tuttavia, esso possiede altre abilità minori, come il radar e l'accumulo di dati. Anche se i Digivice sono dello stesso tipo, essi sono solitamente differenziati da una trama di colori unica per ognuno dei personaggi che li utilizza. Nella terza serie dell'anime, Digimon Tamers, il Digivice viene usato anche per scandire carte, conferendo ai Digimon partner dei potenziamenti speciali. Invece, nella sesta serie, Digimon Fusion Battles, il Digivice Xros Loader permette ai Generali delle varie armate di unire i vari Digimon loro alleati in una DigiXros, un procedimento che fonde due o più Digimon in uno solo notevolmente più potente. In alcune serie i protagonisti devono affrontare la minaccia di nemici umani che posseggono anch'essi dei Digivice e dei Digimon partner. Ogni storia rappresentata nei vari anime e manga presenta uno o due dei diversi tipi di Digivice esistenti finora (ad eccezione della quinta serie anime, Digimon Savers).

### Digivice inDigimon Adventure
Brandito dai Digiprescelti di Digimon Adventure, i Digivice originali furono creati per loro dal gruppo dei guardiani di Digiworld di Gennai. Considerati "dispositivi sacri" nella versione giapponese, essi servono ad incanalare l'energia prodotta dai sentimenti dei Digiprescelti, permettendo ai loro Digimon partner di digievolvere fino al livello campione; quando usato in congiunzione con un Digimedaglione ed una Digipietra, il Digivice permette anche la Superdigievoluzione al livello evoluto e, nei casi di Tai e Matt, la Megadigievoluzione al livello mega. Quando vengono usati per Digievoluzioni che porteranno i Digimon al livello evoluto o mega, i Digivice vibrano, si trasformano e cambiano colore (per indicare il potere extra ricevuto dalla Digipietra), seguendo la colorazione delle Digipietre dei Digiprescelti.
Come molti artefatti presenti nel mondo digitale, sui Digivice vi è impresso il Digicodice della parola "Digital Monster" (デジタルモンスター?, Dejitaru Monsutā), più precisamente sul bordo dello schermo. Inoltre, i Digivice hanno anche un contatore che mostra quanto sia vicino il Digimon alla Digievoluzione; l'altezza del contatore è proporzionale alla gravità della situazione.
Oltre a permettere la Digievoluzione, i Digivice hanno anche altre abilità. Possono proiettare raggi di luce che hanno un effetto debilitante sui Digimon malvagi - coloro che sono sotto il controllo di un Ingranaggio Nero lo vedranno espulso dal loro corpo, mentre quelli che sono semplicemente malvagi per natura saranno convertiti al bene. Questi raggi possono trattenere i Digimon (come visto durante la battaglia contro VenomMyotismon) e, in una occasione, combinati per creare un campo di forza capace di contenere un'esplosione che avrebbe devastato l'intero Digiworld (alla fine della battaglia contro Apokarimon). Ad un livello più elementare, i Digivice hanno un orologio incorporato e sono in grado di captare il segnale emesso da altri Digivice. Per andare a Digiworld, un essere umano deve essere in possesso di un Digivice.
Un flashback della serie Digimon Adventure 02 rivela che Ken Ichijouji possedeva anch'egli un Digivice con questo design, che però si trasformò in un Digivice D-3 dopo che Ken lo ebbe immerso nel Mare Oscuro di Dragomon. I vari Digiprescelti internazionali visti nel giro intorno al mondo avvenuto durante la serie possiedono tutti un Digivice originale (ed è principalmente questa la ragione che costringe i Digiprescelti di Adventure 02 a compiere il giro del mondo).
In Digimon Adventure: Anode/Cathode Tamer Ryō Akiyama prende in prestito il Digivice di Tai. Anche se non può usarlo per la Digievoluzione, Ryo può caricare il Digivice con dell'energia che può successivamente rilasciare per provare a convertire un nemico, uno dei tirapiedi di Millenniummon, e portarlo dalla sua parte.

### Digivice inDigimon Adventure 02
I Digivice D-3 sono i dispositivi usati dai nuovi Digiprescelti introdotti in Digimon Adventure 02, creati da Azulongmon e dagli altri Digimon Supremi, insieme alle Digiuova, per combattere il potere del Black Digivice dell'Imperatore Digimon. Presto i tre nuovi Digiprescelti entrano in possesso dei loro D-3 - liberati dal Digiuovo del Coraggio - mentre i Digivice originali di TK e Kari vengono trasformati nella nuova forma di D-3. I Digivice D-3 hanno un centro bianco con un'impugnatura colorata diversamente per ogni Digiprescelto. Tuttavia, i D-3 si trasformano e cambiano colore (il centro è del colore principale del primo Digimon che appare sullo schermo, mentre l'impugnatura è del colore principale del secondo) durante la DNAdigievoluzione in modo molto simile a come si trasformano i Digivice originali quando qualcuno usa anche una Digipietra.
Chiamato Digivice "D-3" da Izzy e dal suo "amico americano" (ovvero Willis, ma solo nei doppiaggi inglese ed italiano) per le sue tre caratteristiche principali - Digital, Detect e Discover, ovvero il suo status di oggetto digitale in grado di individuare e scoprire - il D-3 possiede tutte le funzioni dei Digivice originali, permettendo la Digievoluzione fino al livello campione e la DNAdigievoluzione (chiamata Jogress nella versione giapponese) al livello evoluto. Dopo l'aiuto fornito da Azulongmon e da uno dei suoi dodici Digicuori Iridescenti, il Digivice consente la Digievoluzione di Paildramon al livello mega di Imperialdramon ed il Cambio di Assetto in Imperialdramon Fighter Mode. Usato in congiunzione con un Digiuovo (che viene immagazzinato dai ragazzi all'interno di comuni palmari digitali noti con il nome di "D-Terminal"), il Digivice D-3 permette anche l'Armordigievoluzione.
Un potere specifico che il D-3 possiede in più rispetto al Digivice originale è la sua abilità di aprire i "Digivarchi" - programmi per computer che funzionano come passaggi per Digiworld. Il Digivice originale non può eseguire questa funzione, anche se, una volta che il Digivarco è aperto da un D-3, coloro che lo posseggono possono attraversare il varco dimensionale. Ciò significa che i D-3 sono necessari per accedere a Digiworld, poiché la barriera dimensionale tra i due mondi è stata riparata quando i Digiprescelti originali liberarono il potere delle loro Digipietre.
Il Black Digivice D-3 di Ken Ichijouji ha l'effetto inverso di un Digivice normale, liberando un'energia che inibisce la Digievoluzione. Nei panni dell'Imperatore Digimon, Ken costruisce una serie di "Obelischi di Controllo" in tutto il mondo digitale, trasferendo questa energia tramite l'ausilio di questi ultimi; di rimando, gli Obelischi generano campi d'energia ad ampio raggio che impediscono la Digievoluzione nel settore circostante. Ken viene alla fine liberato dall'influenza negativa ed è in grado di usare il suo Digivice per far digievolvere naturalmente il suo Digimon partner, Wormmon; anche se possiede la Digipietra della Bontà, Ken non la usa in congiunzione al suo Digivice nella serie animata, anche se lo fa in Michi e no Armor Shinka, trasformando la sua Digipietra nel Digiuovo della Bontà.
Le versioni giocattolo dei Digivice D-3 sono divise in cinque versioni: le prime tre sono quelle di Veemon/Wormmon, Hawkmon/Gatomon e Armadillomon/Patamon. Mentre i D-3 degli altri personaggi di Adventure 02 vengono riprodotti fedelmente, quelli di TK e Kari sono rimpiazzate da versioni rispettivamente Nero/Blu e Bianco/blu. Esiste anche una "versione Paildramon" e la vera e definitiva versione del Digivice di Davis.
In Digimon Adventure 02: Tag Tamers Ryo Akiyama usa il D-3 che alla fine apparterrà a Davis Motomiya, mentre anche Ken ha accesso ad uno di essi. I due possono caricare il Digivice con dell'energia, che poi possono utilizzare per cercare di convertire un nemico, uno dei tirapiedi di Millenniummon, e portarlo dalla loro parte, in maniera molto simile a come lo stesso Ryo faceva in Digimon Adventure: Anode/Cathode Tamer.

### Digivice inDigimon Tamers

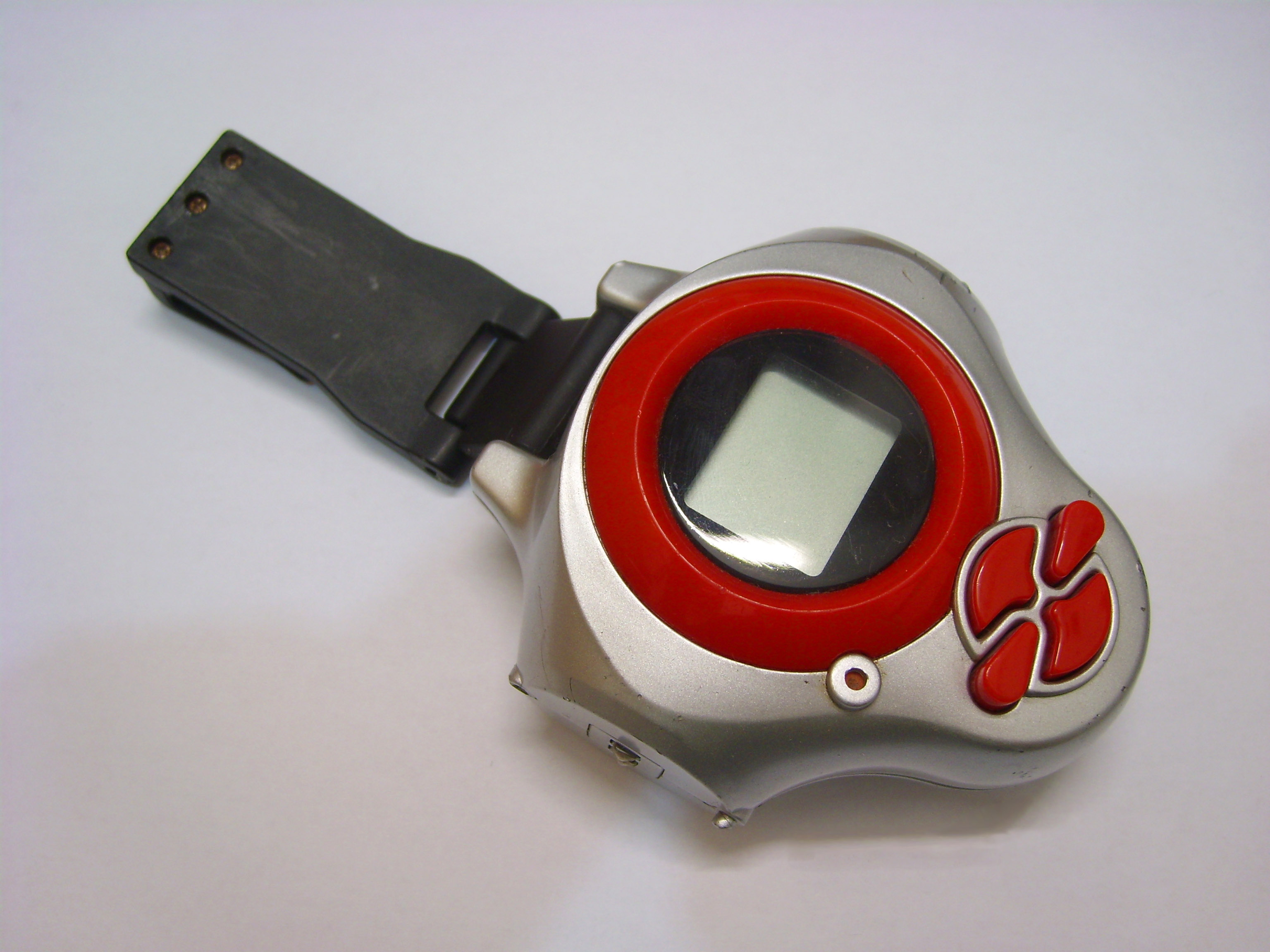
Riproduzione del D-Arc di Takato

Il Digivice usato in Digimon Tamers è il Digivice D-Arc (anagramma di card), conosciuto nella versione americana con il nome di D-Power. Takato e Rika ricevono i loro D-Arc strisciando una carta blu nei loro analizzatori di carte, mentre Henry Wong riceve il suo strisciando una carta blu attraverso un accessorio di un gioco per computer dedicato ai Digimon. I D-Arc degli altri Domatori appaiono a loro in un'esplosione di luce, ma, come rivelato successivamente, in realtà questi vengono consegnati loro dai Digignomi. Il D-Arc rosso originale di Takato si incrina e viene distrutto quando si sovraccarica in seguito alla Digievoluzione di Guilmon in Megidramon a causa della rabbia di Takato nei confronti di Beelzemon. Dopo la Biodigievoluzione di Takato con Guilmon che dà vita a Gallantmon, Takato riceve un nuovo D-Arc color oro in sostituzione di quello rotto con anche un Digicodice inciso sulla griglia dorata. L'incisione reca la scritta "Digimon Tamers" (デジモンテイマーズ?, Dejimon Teima-zu). I D-Arc hanno tutti il corpo principale di colore bianco (eccetto quello di Ryo), mentre la griglia ed il laccetto del dispositivo variano.
Chiaki J. Konaka, uno degli sceneggiatori principali di Tamers, afferma nelle sue note sui personaggi (quelle di Janyu Wong, padre di Henry) che il D-Arc è stato ispirato dallo Xerox Dynabook come interfaccia di computer portatile per bambini.
Questo Digivice può essere usato con una carta del gioco di carte di Digimon per eseguire la Digimodifica (Digi-Modify nella versione inglese, Card Slash in quella giapponese) per conferire al Digimon del Domatore degli attacchi, delle abilità o degli effetti speciali a cui solitamente non potrebbe accedere. Anche se originariamente i Digimon di livello intermedio dei Domatori avevano bisogno di essere esposti al potere di Calumon per permettere al D-Arc di attivare la Digievoluzione al livello campione, dall'episodio "Evoluzione del Domatore", una Carta della Digievoluzione supporta questa funzione. Per raggiungere il livello evoluto, i Domatori devono usare una Carta Blu per la Digievoluzione Matrix. mentre il D-Arc viene anche usato da Takato, Henry, Rika e Ryo per ricorrere alla Biodigievoluzione (Matrix Evolve nella versione giapponese), che permette al Domatore di fondersi con il proprio Digimon partner per digievolvere al livello mega.
Il D-Arc può analizzare praticamente qualsiasi Digimon su cui il Digimon del Domatore posi lo sguardo, ha una funzione di bussola/radar che può individuare ogni Digimon aggressivo quando questo si trova nelle vicinanze e può mostrare ciò che il Digimon sta vedendo in quel momento. Il D-Arc di Ryo può generare una frusta di energia; non si sa, però, se anche gli altri D-Arc dei Domatori abbiano questa funzione. Il D-Arc può anche guarire il Digimon del Domatore. Se necessario, il Digivice D-Arc contiene una porta dati sulla sommità alla quale si può avere accesso aprendo uno sportello premendo il tasto su. Tuttavia, non si sa se sia necessaria un'opzione speciale per aprire lo sportello oppure se vi si possa accedere semplicemente premendo il tasto su quando il D-Arc si trovi in pausa.
Le versioni giocattolo del D-Arc sono uscite in Giappone in quattro versioni; la Versione 1.0 presenta il Digivice blu di Ryo e quello rosso di Takato, quella 1,5 vede il Digivice verde di Henry, la versione 2.0 presenta il Digivice blu di Rika e la versione definitiva del Digivice di Ryo, infine la versione 3.0 vede i due Digivice di Takato, quello rosso e quello color oro). Le stesse carte viste nella serie anime sono state pubblicate con dei codici speciali su di esse in modo da poterle inserire in un Digivice e guadagnare Digimon ed oggetti speciali.
In Digimon Tamers: Brave Tamer, Ryo chiede in prestito a Takato il suo D-Arc rosso. Caricandolo con dell'energia, Ryo può convertire un Digimon nemico in cui si imbatte in una carta per un successivo utilizzo.

### Digivice inDigimon Frontier
Il Digivice usato in Digimon Frontier è il Digivice D-Tector, conosciuto in Giappone come D-Scanner per la sua funzione principale di scannerizzare i Digicodici. Takuya, Koji, JP, Zoe e Tommy ricevono i loro D-Tector quando vengono portati a Digiworld la prima volta; essi vengono trasformati da Ophanimon a partire dai loro telefoni cellulari. Il D-Tector di Koichi, tuttavia, fuoriesce da quello di Koji quando la sua risoluzione contribuisce a purificare i Digispirit delle Tenebre. I D-Tector di Takuya e Koji vengono potenziati per ben due volte; la prima da Seraphimon (anche se l'aspetto dei dispositivi non cambia) durante il confronto del primo contro BlackSeraphimon e del secondo contro Duskmon all'interno di Sephirotmon per permettere ai due di accedere alla Doppia Digievoluzione Spirit. Durante il confronto con Kerpymon, invece, Ophanimon usa l'ultima stilla dei suoi poteri per avanzare tecnologicamente i D-Tector di Takuya e Koji e portarli al livello successivo, cambiando anche il loro aspetto, cosa che permette loro di effettuare l'Iperdigievoluzione Spirit. Al contrario dei Digivice precedenti, che solitamente disponevano di un centro più o meno uguale per tutti, i colori dei D-Tector variano completamente a seconda di chi li possiede.
Il D-Tector permette ai Digiprescelti di accedere alla Digievoluzione Spirit. Può essere usato per scannerizzare, purificare e quindi materializzare Digicodici e Digispirit. Può anche essere usato per le comunicazioni tra Digiprescelti, per parlare con la creatrice dei D-Tector, Ophanimon, o con i Digispirit stessi. Il D-Tector dispone anche delle funzioni di bussola e radar.

### Digivice inDigimon Savers
Il Digivice usato in Digimon Savers è il Digivice iC, noto come Data Link Digivice nel doppiaggio inglese. In quanto membri della DATS, Touma, Yoshino, Miki e Megumi ricevettero i loro Digivice quando si unirono alla squadra prima dell'inizio della serie. Quello di Masaru gli viene consegnato dal Direttore Yushima, che in passato lavorò con il Capitano Satsuma per costruire i propri dispositivi tramite dei progetti inviati loro da Suguru Daimon tramite Kamemon e Kudamon, diventati poi in seguito i Digimon partner dei due. Suguru aveva un suo Digivice e costruì anche quello di Ikuto, fatto che rivela che l'identità dell'ideatore dei Digivice iC è proprio quella di Suguru Daimon. La colorazione dei Digivice iC tende a cambiare completamente dall'uno all'altro (tranne i Digivice di Masaru, Touma e Yoshino che hanno tutti impugnatura e retro bianco) e sono costituiti da una parte frontale dove è anche presente lo schermo ed una parte posteriore facente parte dell'impugnatura del Digivice.
Il Digivice iC permette ai Digimon di digievolvere tramite il comando vocale "Digisoul! Charge!" al livello campione e tramite quello "Digisoul! Full Charge!" al livello evoluto. I personaggi principali sono in grado di generare qualcosa conosciuto come "Digisoul" (o "D.N.A.", ovvero "Digimon Natural Ability" nel doppiaggio inglese). Questa emerge dalla mano del partner umano per l'evoluzione dal livello intermedio a quello campione e dal cuore, nonostante poi si diffonda a tutto il corpo, per l'evoluzione dal livello campione a quello evoluto. Quando è ricevuta da un Digimon, questa gli permette di digievolvere. È molto simile alla Digievoluzione Spirit di Frontier, anche se in quella serie è un essere umano che digievolve in un Digimon. Il Digivice iC è anche in grado di assorbire il Digimon partner da un dispositivo posizionato all'estremità di esso e tenerlo al suo interno. Nei primi due episodi di Savers, Lalamon passa praticamente tutto il suo tempo all'interno del Digivice e ci sta perfettamente, mentre Agumon sembra stare un po' stretto. I bottoni presenti sul fronte del dispositivo seguono la stessa disposizione del logo della DATS (Digital Accident Tactics Squad). Il logo è lungo circa nove centimetri, largo circa quattro e spesso circa uno e mezzo. Masaru, Touma e Yoshino riescono ad invocare il vero potere della Digisoul nell'episodio "La Digievoluzione è impossibile! La distruzione dei Digivice", ma i Digivice iC non riescono a trattenere questo potere allo stato grezzo e si sgretolano, distruggendosi. Nell'episodio "Risvegliati, Agumon - Sconfiggi Belphemon!", tuttavia, accade la stessa cosa ad Ikuto, il quale però è apparentemente in grado di controllare la sua Digisoul e di far digievolvere Falcomon via "Digisoul Charge! Overdrive!" nella sua forma di livello mega, Ravemon. Nell'episodio "I sentimenti di mio padre: provalo con un pugno!", Satsuma dimostra inoltre di poter portare Kudamon alla sua forma di livello mega, Sleipmon, con il suo Digivice iC.
Una versione di questo Digivice è usata in Digimon Story ed in Digimon Story: Sunburst e Moonlight, solo che non esiste nessun sistema per la Digisoul; tuttavia, è inclusa una funzione di Digifarm.
Il Digivice Burst è un Digivice usato nella serie Digimon Savers. È una versione aggiornata del Digivice iC, ma dal design leggermente diverso, poiché è praticamente di un solo colore eccetto per una banda di colore che attraverso l'intero dispositivo e per il simbolo della DATS (anch'esso leggermente cambiato).
Il Digivice Burst permette ai Digimon di digievolvere tramite il comando vocale "Digisoul Charge! Overdrive!" al livello mega. Ha tutte le funzioni dei Digivice iC, più l'abilità di usare la formula "Charge! Digisoul Burst!" per attivare il "Burst Mode", oltre al "Signal Port", che permette l'uso di una nuova caratteristica, l'"Air Signal", che ha tre funzioni: Aura, Barriera e Digievoluzione Burst.
Nell'episodio "La resurrezione dei Digivice - Un nuovo fulgore", Masaru, Touma e Yoshino riescono a riparare i loro Digivice iC rotti e a trasformarli in Digivice Burst grazie all'addestramento di BanchoLeomon. L'iC di Ikuto si trasforma nel Burst nell'episodio "La forza corrisponde davvero al potere! Il Cavaliere animale Duftmon", quando lui e Yoshino riescono infine a conferire ai loro Digimon partner il Burst Mode. Suguru Daimon è il primo ad ottenere il Digivice Burst dopo aver incontrato BanchoLeomon, prima dell'inizio della serie.
Il Digivice di Kurata è un Digivice usato in Digimon Savers. Di colore Viola/Verde, è usato dal professor Akihiro Kurata in Savers per permettere al Digimon del professore, Gizmon, di effettuare la Pseudo-Evolution in Gizmon: AT o Gizmon: XT tramite l'uso di una "Digisoul artificiale" che è in grado di creare. È equipaggiato con una serie di circuiti che collegano il Digivice ad un piccolo deposito portatile, che può immagazzinare l'energia necessaria a creare la Digisoul artificiale. Le truppe di Kurata, ovvero dei soldati ai suoi ordini, dispongono dello stesso tipo di dispositivo.
Il Digivice Bio Link è un Digivice usato in Digimon Savers. Creati anch'essi da Akihiro Kurata, questi Digivice permettono ai Bio Hybrid agli ordini di Kurata di trasformarsi in Bio-Digimon. La colorazione di questi Digivice è molto simile, in quanto i tre Digivice esistenti di questo tipo hanno tutti come colore secondario il grigio, mentre il colore primario cambia. Il Digivice è tenuto sotto l'avambraccio, quindi, quando ne è necessario l'uso, scivola nella mano del suo possessore. La formula "Bio Hybrid Digisoul! Charge!" permette ai Bio Hybrid di digievolvere in Digimon ibridi di livello armor, mentre la formula (pronunciata però solo da Nanami) "Bio Hybrid Digisoul! Full Charge!" innesca la trasformazione dei Bio Hybrid in Digimon ibridi di livello mega.

### Digivice inDigimon Fusion Battles
Il Digivice Xros Loader (クロスローダー?, Kurosu Rōdā) è il Digivice usato in Digimon Fusion Battles. Questo Digivice ha la funzione principale di permettere a chi lo possiede di effettuare la DigiXros tra i Digimon presenti nella sua armata. La colorazione di questi dispositivi riguarda un solo colore principale.
Questo Digivice ha dimostrato diverse abilità, come il deposito della forma digitale di un Digimon per permettere la sua guarigione o il trasferimento tra le diverse Zone di Digiworld. Possiede la capacità, come il Digivice iC, di tenere al suo interno i Digimon; tuttavia, in questo caso, il numero di Digimon trattenuti può essere anche piuttosto numeroso. Inoltre, può stipare al suo interno anche i Code Crown, mezzi indispensabili per viaggiare tra le diverse Zone e prova inconfutabile della proprietà, da parte del possessore del Xros Loader, delle corrispondenti Zone di Digiworld; consente poi anche l'uso delle Digimemory, artefatti in grado di evocare gli spiriti di potenti Digimon leggendari in soccorso del loro possessore. Ogni Xros Loader può essere utilizzato solo ed esclusivamente dal suo legittimo proprietario: in possesso di altri, il Xros Loader semplicemente non si attiverà.
Nella seconda metà della serie, il Xros Loader dimostra alcune altre abilità che fino a quel momento erano rimaste ignote. Infatti, nell'episodio "In partenza per un nuovo viaggio!! Il grande scontro decisivo di Tokyo!!", il Xros Loader permette di accedere alla funzione originale primaria di ogni Digivice: la Digievoluzione. Infine, nell'episodio seguente, il Xros Loader si dimostra in grado di generare delle dettagliate mappe di Digiworld in 3D.
Il Darkness Loader (ダークネローダー?, Dākunesurōdā) è un potente artefatto ricercato da DarkKnightmon. Essenzialmente una copia oscura del Xros Loader originale, il Darkness Loader permette al suo utilizzatore di fondere due o più Digimon (compreso sé stesso, se lo desidera) in una DigiXros. La particolarità del Darkness Loader è che, contrariamente al Xros Loader, può fondere in una DigiXros forzata qualsiasi Digimon, anche di squadre nemiche o per nulla intenzionati a partecipare ad essa. Esso inizialmente si trova inattivo all'interno di un globo di energia oscura tenuto nascosto all'interno della torre di DarkKnightmon nella Dust Zone. DarkKnightmon cerca un modo per attivarlo accumulando grandi quantità di energia oscura raffinata. Dopo averlo completato, DarkKnightmon lo presenta a suo fratello Bagramon. Il signore oscuro dell'Esercito Bagra ne elabora sette copie e ne consegna uno ad ognuno dei sette Generali della Morte, dando poi l'originale a Yuu Amano.

### Digivice inDigimon Universe: Appli Monsters
L'Appli Drive è un dispositivo digitale simile al Digivice che viene utilizzato in Digimon Universe: Appli Monsters. Ciascun Appli Drive appare all'umano prescelto (detto "applidriver") in un modo diverso. Tuttavia è necessario rispondere correttamente Sì oppure No ad una domanda per consentire al dispositivo di attivarsi e stabilire un legame tra l'umano e il suo amico Appmon ("buddy"). Quando ciò avviene l'Appli Drive fa apparire al polso dell'umano un dispositivo a forma di orologio da polso (l'Appmon Band) in grado di contenere gli Appmon Chip e di comunicare con dispositivi dello stesso tipo. Solo chi possiede un Appli Drive può vedere gli Appmon non materializzati.
L'Appli Drive DUO è un dispositivo digitale simile al Digivice che viene utilizzato in Digimon Universe: Appli Monsters. Trattandosi essenzialmente di una versione potenziata dell'Appli Drive, il DUO condivide buona parte delle sue funzioni con il modello originale. Entrambi sono opera di Minerva e giungono agli esseri umani prescelti secondo le stesse modalità. Il DUO però può essere creato anche trasformando un Appli Drive originale.

### Digivice inDigimon Adventure V-Tamer 01
Il Digivice 01 è usato dai Domatori di Digimon Adventure V-Tamer 01. Taichi Yagami ottiene il suo da Lord Whamon come regalo d'addio, mentre gli altri personaggi possedevano già i propri fin dalla loro prima apparizione. Ha tutte le funzioni del V-Pet originale, con al suo interno anche un analizzatore. Usarlo permette al Domatore di trasmettere dati al proprio Digimon, varie erbe medicinali, cibo e anche comandi non verbali. Può essere di diversi colori.
Facendo collidere tra loro due Digivice 01, un Domatore può innescare una DNAdigievoluzione. Per cancellare questa evoluzione i Digivice devono invece essere incrociati. Spesso i Domatori cercano di usare questa abilità per ottenere una DNAdigievoluzione infinita, in cui il Digimon DNAdigievoluto si separa nuovamente nei suoi Digimon componenti e poi effettua di nuovo la DNAdigievoluzione, riacquistando di conseguenza una salute perfetta. Neo Saiba è uno dei maggiori fautori nell'usare questa tattica, mentre anche Hideto Fujimoto ha provato a far fondere nuovamente i suoi WarGreymon e MetalGarurumon affinché Omnimon tornasse in ottima salute. Inoltre, un Digimon DNAdigievoluto può unirsi nuovamente con un altro del suo livello e diventare un Digimon di livello mega. Questo processo si chiama "DNAdigievoluzione tripla".

### Digivice inDigimon Chronicle
Il Digivice Pendulum X è considerato come Digivice di Digimon Chronicle. Ha su di esso un indicatore per rilevare l'Anticorpo X ed esiste in diversi colori.

### Digivice inD-Cyber
Il Digivice D-Cyber è il Digivice usato dai Domatori del manhua cinese D-Cyber. Ha la forma di un cellulare star tac ed ha anche un indicatore per l'Anticorpo X. In realtà, il giocattolo è solo un Pendulum X modificato creato dalla Bandai Asia. Scuotendo il D-Cyber nel modo appropriato, un Domatore potrebbe riuscire a far scagliare al proprio Digimon un attacco particolarmente potente.

### Digivice inDigimon Next
Il Digivice iC è uno dei Digivice usati in Digimon Next. Tsurugi Tatsuno, il protagonista, ottiene il suo da un Digimon Mini datogli da Piximon. Può tenere al suo interno una fornitura infinita di cibo, ha l'abilità di guarire un Digimon e può tenere al suo interno anche Digiuova da affidare successivamente ad altri. Ha una funzione "bagno", che pulisce gli escrementi lasciati da un Digimon, fa da portafogli per i Digidollari che il "Digital Manager" costruito al suo interno usa per pagare cose come i viaggi sui Trailmon e ha una funzione mai usata di "torcia". In battaglia, può essere usato per controllare il potenziale di un Digimon avversario e conoscere così la sua attuale forza, un'estensione del quale è un allarme che segnala i dati in arrivo, e per caricare dati al proprio Digimon partner per permettergli di apprendere cose come nuovi attacchi o altro.
I Digivice Digimon Twin sono due Digivice usati in Digimon Next. Chiamati i "Dispositivi dell'Anti Dio", vengono usati con gli Arbitrators (VictoryGreymon e ZeedGarurumon)  per abbattere Yggdrasil nel caso dovesse divenire corrotto. Vengono consegnati a Tsurugi Tatsuno e Yuu Inui da Norn per permettere loro di far digievolvere i loro Digimon al livello mega.

### Digivice dedicati alle serie anime

#### Digivice di Digimon Adventure
Il Digivice Interattivo di Digimon è un gioco elettronico pubblicato nel 1999 dalla Bandai. Questi Digivice sono basati sulla serie anime di Digimon Adventure. In questo gioco bisogna condurre il proprio Digimon al cospetto di ciascun boss delle sette aree di gioco presenti, facendogli compiere un determinato numero di passi, allo scopo di affrontarli tutti e sconfiggerli. I boss sono gli stessi della prima serie animata: Devimon, Etemon, Myotismon e i quattro Padroni delle Tenebre, di volta in volta sempre più difficili da raggiungere e da eliminare.
Durante il tragitto, numerosi Digimon intralciano la nostra creatura, la quale è costretta ad affrontarli non solo per migliorarsi, ma anche per liberare i suoi futuri compagni di avventura, costituiti dagli altri Digimon partner dei Digiprescelti della serie animata originale. Sebbene all'inizio, dunque, si scelga uno tra gli otto Digimon principali (Agumon, Gabumon, Biyomon, Tentomon, Palmon, Gomamon, Patamon e Gatomon), alla fine questi si utilizzano tutti senza distinzione.
Per velocizzare il cammino dei nostri eroi, alcuni minigiochi ci permettono di ridurre (o aumentare, in caso di fallimento) il numero totali di passi da percorrere: un gioco di carte, in cui bisogna eliminare tra le due carte quelle che rappresentano Digimon nemici, e una slot machine, in cui bisogna combinare tra loro i Digimon protagonisti per ottenere un bonus positivo.

#### Digivice di Digimon Adventure 02
Il Digivice D-3 Interattivo di Digimon è un gioco elettronico pubblicato dalla Bandai. Questi Digivice sono basati sulla serie animata Digimon Adventure 02. In questo gioco bisogna allenare una creatura e farla crescere e percorrere un valore di 35900 di distanza, partendo da 0. Successivamente, bisogna usare il proprio Digimon per salvare Digiworld. Si può ottenere un Digimon di partenza a seconda del colore del Digivice D-3. I Digimon sono basati sui Digimon dei sei Digiprescelti nella serie animata originale. Questi Digimon sono Veemon, Hawkmon, Armadillomon, Patamon, Gatomon e Wormmon. Tuttavia, questi sei Digimon dovranno necessariamente essere sbloccati tutti prima della fine del gioco, quindi non è importante quale Digivice D-3 si disponga.
Il potenziale di un Digimon, il D-Power, può variare da 0 a 99, che è il valore massimo impossibile da superare. C'è una funzione di Stato con la quale si può cambiare Digimon e digievolvere il proprio Digimon. Esiste anche una funzione relativa alle Digiuova, che si possono tenere costantemente d'occhio, ed un gioco di Slot Machine. La Slot Machine è come una roulette nella quale si possono guadagnare altri Digimon, Digiuova, D-Power e ridurre la distanza da percorrere. C'è anche una funzione medica dove si possono curare i Digimon se vengono feriti e anche una modalità Versus dove si può attivare una Armordigievoluzione e combattere contro altri possessori di Digivice D-3. Il vincitore ruba un punto D-Power al perdente e lo tiene per sé.
Di tanto in tanto Digimon come ToyAgumon, DemiMeramon, Tyrannomon o RedVegiemon appaiono come combattimenti casuali. Si può provare a sconfiggere questi Digimon al livello attuale o far armordigievolvere il proprio Digimon. Questa modalità è chiamata "Battle Mode" e per ogni Digimon sconfitto si vince un punto D-Power. Inoltre, spesso ci si imbatte in alcune uova misteriose che, casualmente, contengono al loro interno un Digimon, una quantità maggiore di D-Power o un Digiuovo.

#### Digivice di Digimon Tamers
Il Digivice D-Power interattivo di Digimon è un gioco elettronico pubblicato dalla Bandai. È il terzo Digivice nella serie di dispositivi pedometrici ed è basato sulla serie animata Digimon Tamers. I Digimon partner tra i quali si può scegliere inizialmente, infatti, sono i tre principali di Tamers: Guilmon (che può anche digievolvere in una catena evolutiva "malvagia"), Terriermon e Renamon. Lo scopo del gioco è ottenere nuovi Digimon, attraverso un metodo innovativo: inserire il numero della Digicarta corrispondente al Digimon ed immettendo un carattere di Digicodice. Come nei dispositivi precedenti, dopo un certo numero di battaglie, il Digimon che si ha in cura attiverà la Digievoluzione, trasformandosi in forme più potenti delle precedenti. Per procedere attraverso le Aree del gioco, bisogna accumulare "Passi", che in realtà è un mini Pendulum che clicca all'interno del gioco. Tenendo il D-Arc attaccato alla cintura mentre si cammina (o scuotendolo manualmente), il contatore diminuirà, portando direttamente al Boss dell'Area. Battendo il Boss, si procede all'Area successiva. È possibile visionare in ogni momento la distanza mancante nell'Area in cui ci si trova, la distanza totale percorsa, la D-Energy totale ed il record ottenuto in battaglia.
Nel menu del gioco è possibile controllare il proprio Digimon e tutto ciò che lo riguarda (stato attuale, possibili Digievoluzioni, statistiche) e curarlo nel caso in cui questo sia ferito. È possibile inoltre prendere visione delle Carte a disposizione o della mappa, spostandosi anche all'interno di essa. Esiste inoltre un minigioco, grazie al quale è possibile guadagnare tanta D-Energy quanta se ne riesce a guadagnare nel gioco. Infine, è possibile connettere il proprio Digivice ad un altro D-Power per far combattere i due Digimon, oppure collegarlo ad un D-Terminal statunitense per scannerizzare alcuni dei Digimon presenti nel gioco.
Durante le battaglie è necessario strisciare delle carte all'interno del D-Power. Quando viene selezionata una carta per la Battaglia o per la Digievoluzione, infatti, bisogna posizionare la carta "fisica" nel modo corretto per farla funzionare. I contatti sono molto stretti, così fortunatamente non è necessario strisciare la carta per l'intero Digivice. Una carta funziona nel modo corretto se la si preme contro l'interruttore sul lato dell'apparecchio e la si tiene in quella posizione per il tempo necessario.
Una volta che si è completata un'Area della mappa, c'è la possibilità che accada più di un singolo evento. Può apparire immediatamente il Boss, ma, ad esempio, può esserci anche un Negozio di Carte in cui si possono comprare Carte da Battaglia utilizzando la D-Energy in possesso del giocatore. Inoltre, da qualche parte nel primo livello, c'è un minigioco in cui bisogna liberare Calumon da Impmon e, grazie a questo gioco, si ottiene la prima carta della Digievoluzione. Ogni livello presenta ogni volta gli stessi quattro eventi, ma essi si presentano in diversi luoghi del gioco. Se si trova il Boss prima della Carta di Digievoluzione, è necessario lasciare il livello e provarne un altro.
In aggiunta agli incontri casuali, quando si è in cammino, è possibile incontrare un venditore di carte. Quest'ultimo mostrerà diverse Carte da Battaglia ed è permesso sceglierne una da comprare. È possibile inoltre trovare gli altri due Digimon partner, in aggiunta a quello iniziale, senza dover fare nulla.

#### Digivice di Digimon Frontier
Il Digivice D-Tector interattivo di Digimon è un gioco elettronico pubblicato dalla Bandai America in America, Asia ed Europa come corrispettivo della sua versione D-Scanner giapponese. Contrariamente al D-Scanner, il D-Tector non effettua la scansione di codici a barre. Utilizza invece un sensore di movimento per inserire comandi in battaglia. È inoltre un dispositivo pedometrico che il giocatore deve scuotere o portare con sé quando cammina per far accadere determinati eventi. Essendo basato sulla serie anime Digimon Frontier, il giocatore non dispone di un Digimon partner, ma ha la possibilità di giocare con uno dei Digiprescelti della serie stessa.
Nel primo menu del gioco è possibile controllare la mappa e lo stato dei Digiprescelti e dei Digispirit in proprio possesso. È disponibile inoltre la funzione medica per curare eventuali ferite. Connettendo il proprio D-Tector ad un altro si può anche accedere alla modalità di combattimento uno contro l'altro, oltre a poter scambiare dati tra i due D-Tector. Nel secondo menu, invece, ci sono funzioni più avanzate. Il Digi-Database permette di controllare qualsiasi Digimon divenuto alleato e posizionarlo in uno dei D-Dock, affinché possa intervenire in battaglia. Sono disponibili quattro D-Dock. Il Digi-Digits, invece, permette di inserire dei codici speciali ottenibili dal gioco di carte Digimon D-Tector Card Game per sbloccare nuovi Digimon. Come detto, c'è anche la funzione di Gioco che comprende anche una sessione di allenamento alla battaglia. Infine, c'è il Digi-Searcher, che permette di attivare eventi speciali tramite il sensore di movimento. Gli eventi, poi, si svolgono normalmente, con le stesse modalità degli eventi classici. È possibile anche trovare oggetti.
Scuotendo il D-Tector o portandolo con sé quando si cammina, si attivano due eventi principali. Si può incappare in una Tempesta di Dati (Data Storm), a causa della quale, se se ne cade vittime, si può essere trasportati in una Area completamente diversa della mappa o perdere membri della squadra o Digispirit; è comunque possibile la fuga. Si può inoltre essere coinvolti in battaglia, nella quale si può schierare un Digimon dal proprio D-Dock, un Digiprescelto digievoluto in Digimon tramite la Digievoluzione Spirit o un Digimon ottenuto tramite Digi-Digits (i cui dati vengono salvati all'interno del Digi-Database alla fine della battaglia), oppure, in alternativa, ricorrere alla fuga per evitare il combattimento. Durante la battaglia, invece, si può decidere di attaccare con il Digimon schierato (ma potrebbe disobbedire in caso di livello troppo alto), farlo digievolvere (se si è ottenuta la sua Digievoluzione) oppure riportare il Digimon nel proprio D-Dock.

#### Digivice di Digimon Savers
Il Digivice Data Link interattivo di Digimon è un gioco elettronico pubblicato dalla Bandai. Questo Digivice è leggermente diverso dai quattro precedenti, in quanto combina l'ormai classica modalità di gioco basata sulla ricerca e le missioni con una simile ad un vero e proprio V-Pet. Il Digivice Data Link permette di ottenere nuovi oggetti nel gioco tramite il sensore posizionato sulla parte superiore del Digivice. Inoltre, questo Digivice e gli altri giochi esistenti facenti parte del merchandise di Digimon Savers, la serie anime alla quale è ispirato il Data Link, hanno a disposizione dei chip che si possono usare per ottenere altri oggetti.
Il Data Link permette di scegliere uno tra i tre Digimon partner principali di Savers - Agumon, Gaomon e Lalamon - come proprio Digimon partner. Una volta scelto il proprio partner, questo non può essere cambiato fino al completamento del gioco. Il Digimon partner evolve solo durante le battaglie e non rimarrà nella propria forma evoluta. Gli stadi di Digievoluzione più alti si ottengono facendo salire di livello il proprio Digimon grazie ai minigiochi d'allenamento. Bisogna anche prendersi cura del proprio partner sfamandolo, spegnendo le luci quando dorme e pulendolo quando espleta i suoi bisogni, ma questo non ha nessun influsso sulla performance del Digimon in battaglia.
Nel menu del gioco sono presenti diverse opzioni, tra cui quella di Caricamento (Charge). Questa opzione permette di utilizzare il sensore posto nella parte superiore del Data Link per ottenere vari oggetti posiziando il sensore sulla propria mano o su un conduttore d'elettricità oppure usando i vari chip inclusi nel gioco (o negli altri giochi della linea di Savers) per ottenere diversi oggetti. È possibile poi visionare lo stato dei propri Digimon e l'inventario delle DNA, degli oggetti e dei punti. Ci sono poi tre opzioni per accudire il proprio Digimon partner, una per dargli del cibo, una per curarlo se necessario ed una terza per pulirlo ed accendere e spegnere la luce. Sono presenti anche i classici minigiochi, grazie al quale è possibile aumentare le capacità di un Digimon e guadagnare altri punti. È possibile inoltre combattere in vari colossei, molti dei quali sbloccabili. Le vittorie nei Colossei contano a seconda della percentuale di gioco già completata. C'è inoltre un negozio, nel quale è possibile scambiare i punti guadagnati con oggetti, e la classica funzione di connessione ad altri Data Link. Tramite questa funzione è possibile combattere e scambiare oggetti e punti con un altro Data Link. Esiste inoltre una funzione sconosciuta.
Ad eccezione delle battaglie nei Colossei, i combattimenti capiteranno a caso nel corso del gioco e dovranno essere inoltre completate diverse missioni. Queste missioni consistono nel combattere contro altri Digimon, che però occasionalmente saranno in grado di digievolvere. Le varie opzioni in battaglia consentono di far digievolvere il proprio Digimon (a patto di possedere una DNA di un tipo corrispondente al proprio partner), utilizzare altra DNA per incrementare le abilità del Digimon e usare oggetti speciali per far digievolvere il proprio Digimon in una forma mega alternativa. È possibile anche chiamare un altro dei propri Digimon partner per intervenire in aiuto del primo. Il Digimon entrerà in battaglia, attaccherà il nemico e poi si ritirerà. Tuttavia, questa strategia raramente si rivela efficace. Infine, è possibile attaccare direttamente il nemico o fuggire dalla lotta, ma in questo caso la fuga dalla battaglia conterà come una sconfitta.

#### Digivice di Digimon Fusion Battles
Il Digivice Xros Loader interattivo di Digimon è un Digivice con schermo LCD a colori basato sulla serie Digimon Fusion Battles, che può contenere al suo interno l'intero esercito del giocatore e che usa una grafica a colori per i Digimon e le Zone che appaiono nel gioco.
È possibile ottenere nuovi Digimon principalmente esplorando le Zone o grazie all'attivazione delle Digimelody, delle sequenze musicali diverse per ogni Digimon che, se inserite nel Xros Loader, permettono di generare uno specifico Digimon. Le Digimelody possono essere formate da musica generica o anche da suoni naturali come lo scorrere dell'acqua, ma ci sono anche specifiche melodie per i Digimon più rari, come ad esempio Pharaohmon. Queste melodie sono state pubblicate durante la Digimon Data Collection, alla fine degli episodi di Fusion Battles, tramite eventi speciali sul sito di Digimon Web o tramite dei download mensili dai cabinati arcade Digimon X Arena. Le Digimemory incluse in diverso merchandise di Fusion Battles possono essere usate con il Xros Loader per attivare attacchi unici durante le battaglie, mentre i Code Crown possono essere usati per sbloccare nuove Zone.
Rispetto agli altri Digivice dedicati alle altre serie anime, il Xros Loader dispone di una funzione di lettore MP3, capace di contenere fino a cinquanta brani musicali. Inoltre, la classica funzione di connessione ad altri Digivice Xros Loader, per combattere contro altri giocatori, avviene tramite il sistema wireless.

## Digiworld
Digiworld (デジタルワールド?, Dejitaru Wārudo, "Digital World") è un universo parallelo alla Terra, costituito da dati informatici originatisi nelle reti di telecomunicazioni terrestri.
Stando alle informazioni del videogioco Digimon Tamers: Brave Tamer, le origini di Digiworld risalgono all'inizio del ventesimo secolo, con l'attivazione dell'Atanasoff-Berry Computer (ABC) - il primissimo computer - che pose le prime fondamenta del mondo digitale. In seguito il primo computer protetto da un brevetto, l'ENIAC, fu attivato ed iniziò a costruire su queste fondamenta, plasmando Digiworld. Negli anni seguenti, grazie alla continua crescita delle reti di telecomunicazione sulla Terra, Digiworld continuò ad espandersi e a crescere, anche dopo lo spegnimento dell'ABC e dell'ENIAC. Esistono molteplici incarnazioni in realtà alternative di Digiworld, con ognuna che scorre parallelamente alle varie Terre diverse che esistono nel multiverso.
Le differenti serie anime dedicate a Digiworld si svolgono in Digiworld diversi. La meccanica di base, i luoghi e gli abitanti di Digiworld appaiono in ognuno di essi, anche se la natura, le origini e le storie individuali di ogni mondo variano grandemente. Tuttavia esistono somiglianze tra i vari Digiworld. Questi sono tutti fondamentalmente paralleli alle caratteristiche geografiche della Terra. Ci sono continenti, isole, deserti, montagne, oceani e praticamente tutti gli altri tipi di terreno presenti nella topografia della Terra. Tuttavia, poiché i dati sono semplici da modificare, e considerando che Digiworld è composto di dati, le caratteristiche di un'area particolare di Digiworld possono essere soggette ad alterazioni immediate e drastiche in qualsiasi momento. Per esempio, una montagna enorme può formarsi in pochi istanti o frammenti di isole possono essere sparpagliati in un oceano con facilità. La malleabilità di Digiworld lo rende un bersaglio frequente di attacchi dall'interno o da parte di esseri umani con intenzioni malvagie.
Anche se è risaputo che alcuni animali ordinari come uccelli e pesci esistano in almeno alcuni dei vari Digiworld, le forme di vita dominanti di tutte le realtà sono i Digimon. I Digimon sono creature senzienti che, come Digiworld, sono fatte di dati. Per i Digimon è possibile viaggiare verso il "mondo reale", nome con cui i Digimon chiamano la Terra, anche se ciò richiede l'apertura di un qualche passaggio dimensionale a Digiworld.
La maggior parte dell'umanità non è a conoscenza dell'esistenza di Digiworld. I pochi umani che conoscono il mondo digitale o programmarono alcuni aspetti della versione originale di quel mondo o furono convocati lì da un Digimon oppure da un'altra entità digitale. In rare occasioni, tuttavia, un passaggio dimensionale, anche detto Digivarco, può apparire sulla Terra, permettendo a persone inconsapevoli di Digiworld di accedervi.

### Digiworld diDigimon Adventure
Il Digiworld che appare in Digimon Adventure è lo stesso che appare anche in Digimon Adventure 02; questo perché Adventure 02 è il sequel di Adventure.
Questa incarnazione di Digiworld scorre in parallelo e a distanza molto ravvicinata ad altre due dimensioni. Una è rappresentata da un mondo caleidoscopico, detto "Dimensione da Sogno", che possiede il potere di trasformare i pensieri ed i sogni in realtà, ed un "mondo delle tenebre", noto anche con il nome di "Mare Oscuro", un torvo ed inquietante oceano dominato da un potentissimo Digimon di nome Dragomon, che ha l'abilità di rendere reali i pensieri negativi di coloro che si trovano a contatto con esso. Digiworld è legata molto strettamente a questi due mondi ed ha assorbito una piccola parte del potere del primo mondo per portare in vita i pensieri; questo potere, combinato con i dati di Digiworld, ha dato vita ai pensieri, ai sogni, alle credenze spirituali e ai miti degli esseri umani nella forma di Digimon. Come spiegato da Gennai, la ragione per la quale a Digiworld si possono trovare sia oggetti antichi che moderni è da ritrovarsi nella cancellazione dei dati nel mondo reale. Ad esempio, se una persona dovesse cancellare un progetto in costruzione ma si ritrovasse a chiuderlo e a cancellarlo definitivamente, quei dati sarebbero spediti a Digiworld ed il progetto in costruzione continuerebbe a svilupparsi lì.
In questo universo, la vita dei Digimon è di tipo ciclico. Quando un Digimon raggiunge la fine della sua vita, i dati che compongono il suo corpo si disperdono, ma si riformano nella Città della Rinascita, in cui assume la forma di un Digiuovo. Le uova sono accudite da Elecmon e si schiudono in Digimon neonati, così che i Digimon possano vivere le loro vite ancora ed ancora, all'infinito. Ci sono alcuni indizi che portano a credere che i dati dei Digimon malvagi non si riformino alla Città della Rinascita, ma piuttosto vengano spediti nel Mare Oscuro, che può quindi essere considerato come una sorta di inferno.
Diversi luoghi in questo Digiworld prendono i loro nomi da programmi e hardware per computer. Ad esempio, i due continenti di Digiworld che i Digiprescelti si trovano a visitare si chiamano Folder e Server. L'Isola di File è un luogo chiave in questo Digiworld, poiché vi si trova la Città della Rinascita e costituisce un punto di connessione per i dati del mondo.
I Digimon Supremi sono i guardiani dei quattro punti cardinali di Digiworld. Azulongmon è il guardiano della regione orientale, luogo in cui avvengono le avventure dei Digiprescelti giapponesi (in corrispondenza alla posizione nel mondo reale dei ragazzi).
Anni prima dell'inizio della serie, quando un essere malvagio arrivò a Digiworld attraversando il "muro di fuoco" (molto simile ad un firewall), la sua presenza causò una trasformazione nel mondo digitale, alterando la sua cronologia e rendendola asincrona rispetto a quella del mondo reale, poiché improvvisamente un giorno di Digiworld era equivalente a meno di un minuto sulla Terra. Per sconfiggere questo essere, un gruppo di bambini umani vennero scelti e portati a Digiworld, sconfiggendo con successo le forze del male. Questi bambini erano conosciuti come i primi Digiprescelti (o "bambini prescelti") e la loro leggenda era conosciuta in tutto Digiworld, con templi eretti in loro memoria ed una profezia che rivelò che una nuova generazione di bambini prescelti si sarebbe rivelata se Digiworld avesse dovuto nuovamente averne bisogno. Alcuni anni dopo, gli effetti di quella stessa forza malvagia - Apokarimon - su Digiworld portano alla selezione di un nuovo gruppo di otto bambini, che divengono i nuovi Digiprescelti e vengono trasportati a Digiworld per combattere il male che lo minaccia. Come risultato del loro successo, il tempo a Digiworld viene risincronizzato con quello della Terra.
In Adventure 02, l'equilibrio dimensionale di Digiworld viene improvvisamente minacciato quando l'essere umano Yukio Oikawa - posseduto dal fantasma digitale del malvagio Myotismon - utilizza pedine come l'Imperatore Digimon, Arakenimon e Mummymon per erigere giganteschi obelischi neri, conosciuti con il nome di Obelischi di Controllo, in tutto Digiworld, destabilizzando la realtà intorno ad esso così da poter ottenere l'accesso al mondo digitale. Il punto culminante del suo piano risulta essere la rivelazione al mondo intero dell'esistenza di Digiworld; venticinque anni dopo questi eventi, tutti gli esseri umani hanno un Digimon partner.
In Adventure, accedere a Digiworld è possibile solamente tramite un varco digitale già esistente. I Digivarchi vengono sbloccati grazie all'uso dei Digivice, dispositivi da tasca che assistono i Digiprescelti in questo compito e aiutano i loro Digimon partner a digievolvere durante la battaglia. Altri metodi per recarsi a Digiworld sono possibili, ma questi vengono usati solo raramente nelle due serie. Il meccanismo preciso per cui i portali si aprano è sconosciuto, ma in Adventure 02 viene rivelato che questi possono essere sigillati in modo che niente possa più attraversarli.
Nel film di Adventure pubblicato prima dell'inizio della serie anime, non viene data alcuna spiegazione di come si apra un varco digitale tra Digiworld ed il mondo reale. Tutto ciò che viene mostrato è che per un breve periodo di tempo i Digimon potevano accedere liberamente ai due mondi grazie al portale.
In Adventure 02 vengono introdotti ufficialmente i "Digivarchi", programmi costruiti grazie ai computer che permettono l'accesso a Digiworld. Le origini precise del programma non sono chiare, ma questi vengono attivati dal Digivice D-3, la versione di Digivice usata nella serie. I Digivice originali non possono essere usati per aprire Digivarchi, ma se un programma di Digivarco è stato già aperto la persona con un Digivice originale può comunque recarsi a Digiworld. I Digivarchi sono in grado di apparire sui computer casualmente.
Nel secondo film di Adventure, Our War Game!, un Digimon chiamato Tsumemon è in grado di infiltrarsi tramite i cavi che trasmettono il segnale di internet. Nel film seguito di Our War Game!, Diaboromon Strikes Back!, una forma digievoluta dello stesso Digimon riesce a frammentare i suoi dati e a materializzarsi al di fuori di Internet sulla Terra grazie ai telefoni cellulari.
Come dichiarato da Gennai in Adventure, la ragione per cui Digiworld dispone di oggetti sia primitivi che moderni è a causa dei dati che sono stati cancellati nel mondo reale. Ad esempio, se una persona cancellasse un progetto di costruzione e lo eliminasse una volta per tutte, quei dati verrebbero inviati a Digiworld ed il progetto continuerebbe a svilupparsi nel mondo digitale.

### Digiworld inDigimon Tamers
In Digimon Tamers esiste un Digiworld molto diverso da quello raffigurato nelle prime due serie dedicate ai Digimon. Nei primissimi stadi della sua esistenza, questa incarnazione di Digiworld era poco più che un deserto brullo. Con il suo crescere insieme alle reti di telecomunicazioni della Terra, tuttavia, questo si evolse e cambiò in modi dinamici, con la comparsa di più e più "strati" al di sopra di quelli già esistenti. Lo strato più basso è lo scialbo deserto originale, mentre il più alto è il posto dove vivono i quattro Digimon Supremi che regnano sul mondo digitale. In mezzo a questi si estendono diversi piccoli "mini-universi", ambienti indipendenti adatti specialmente ai Digimon che vivono lì, inclusi (ma non limitati a) un'area composta da nubi e meccanismi; una città distorta, deformata, bianca e nera; un'area di foreste, laghi e fiumi; un "mondo" interamente composto da caverne ed acqua. Ammassi casuali di dati scartati spesso vagano per Digiworld come rotolacampi e possono essere usati per aiutare a riparare e guarire Digimon feriti. Anche se Digiworld ha sia il giorno che la notte, non c'è un periodo transizionale tra i due, con l'oscurità che si diffonde istantaneamente sul mondo come un lenzuolo, quasi come se ci fosse un'alterazione binaria (on o off). È possibile vedere nel cielo, non importa da quale piano la si veda, un globo pulsante di codici e luce, che rappresenta la Terra. Da essa vengono emanati dei "flussi di dati", vaste colonne di energie che raggiungono Digiworld e manipolano la sua materia digitale, rappresentazioni fisiche di azioni eseguite nei computer di tutto il mondo. Se un individuo dovesse essere catturato da un flusso di dati, questo sarebbe portato via e depositato altrove, su uno qualsiasi dei potenziali piani di Digiworld. Tra la Terra e Digiworld c'è una regione mutata di spazio interdimensionale dove la realtà è costantemente in flusso ed è definita solo dalle percezioni degli esseri che passano attraverso di essa.
I Digimon non sono, infatti, originari di questo Digiworld, essendo stati creati da un gruppo di programmatori di computer adolescenti nei tardi anni '80 come esperimento per lo sviluppo di un'intelligenza artificiale. Quando il loro progetto fu chiuso per mancanza di fondi, le loro primitive forme di vita digitali per caso trovarono il modo di arrivare a Digiworld, dove crebbero ed evolsero. Uno dei programmatori, Shibumi, osservò questo processo e scrisse un algoritmo che permise ai Digimon di evolvere oltre le loro specifiche originali e diventare veramente delle forme di vita individuali. Quattro Digimon in particolare evolsero in forme particolarmente potenti e divennero i summenzionati "Digimon Supremi". Digiworld, tuttavia, ha anch'esso delle forme di vita del luogo, i Digignomi, le prime forme di vita artificiale che evolsero dalla materia di Digiworld prima dell'arrivo dei Digimon. I Digignomi mirano al benessere di Digiworld e posseggono misteriosi ed indefiniti poteri che permettono loro di esaudire i desideri degli altri.
Un'altra caratteristica permanente di questo Digiworld è che qualsiasi Digimon che vi muore rimane morto indefinitamente. Mentre negli altri Digiworld la morte di un Digimon solitamente dà vita ad un infinito ciclo di rinascita, i Digimon in questo Digiworld vengono trasformati in dati al momento della loro morte. Nella maggior parte dei casi questi dati vengono assorbiti da altri Digimon così da ottenere un potere maggiore o per digievolvere.
Mentre conduceva raccolte di informazioni segrete sulla rete, l'organizzazione giapponese di SIGINT, Hypnos, venne a conoscenza dell'esistenza di Digiworld e dei Digimon, che loro rinominarono "Entità". Poco tempo dopo, i Digimon iniziarono ad apparire nel mondo reale, possibilmente a causa della creazione inavvertita da parte di Hypnos di un "punto debole" nella barriera tra i due mondi. I Digimon si materializzano sulla Terra tramite un processo chiamato "Bioemersione", che comincia quando la barriera tra i due mondi è temporaneamente disunita per permettere il loro passaggio attraverso di essa. L'interazione delle due dimensioni crea un "campo digitale" - un fine banco di nebbia grigio - che permette ai Digimon di sintetizzare false proteine e convertire loro stessi in forma fisica dopo aver interagito con il campo elettromagnetico della Terra. Questi campi digitali possono apparire in luoghi casuali istantaneamente e spesso senza alcun preavviso.
Oltre ad Hypnos e ai programmatori originali, noti come i "Pionieri Digitali", gli unici umani ad essere inizialmente a conoscenza dei Digimon e di Digiworld sono bambini che posseggono un Digimon partner e che sono noti come "Domatori". Questi Domatori sono stati scelti dai Digignomi per diventare i partner dei Digimon; infatti, queste creature hanno utilizzato l'algoritmo di Shibumi per legare gli esseri umani e i Digimon insieme come partner tramite il Digivice D-Arc. Tuttavia, con la progressione della serie e l'incremento dell'attività dei Digimon sulla Terra, iniziata sotto forma di piccole schermaglie tra Domatori e Digimon singoli, continuata sotto forma di battaglie capaci di devastare una città contro i malvagi Deva e terminata con l'invasione totale di Tokyo da parte del D-Reaper, l'esistenza dei Digimon diviene infine di dominio pubblico.
Gli esseri umani hanno ancora bisogno di una qualche forma di portale per poter accedere a Digiworld in Tamers. Al contrario delle serie precedenti, ad un Domatore non è richiesto l'uso del proprio Digivice per accedere ad un Digivarco. Questi appaiono casualmente sulla Terra; nel caso dei Domatori protagonisti della serie, questi trovano un portale in un edificio abbandonato.
I portali casuali di Tamers non possono riportare indietro gli esseri umani da Digiworld alla Terra. A questo scopo viene usato un programma per computer chiamato "Arca". Quest'Arca si materializza a Digiworld come un vascello a bordo del quale si imbarcano i Domatori per poi bioemergere nel mondo reale.
Un uomo, Goro Mizuno (alias "Shibumi"), si ritrova improvvisamente con la propria coscienza proiettata a Digiworld quando va in coma in seguito ad un incidente stradale. Il suo corpo può essere visto a Digiworld e lui può parlare, ma si presenta come un essere trasparente ed immateriale. Non viene mai spiegato come Shibumi possa riuscire in questo.

### Digiworld inDigimon Frontier
Il Digiworld di Digimon Frontier è diviso in dieci regioni, con ognuna che assume il nome e le caratteristiche di uno dei dieci elementi dominanti del mondo - Fuoco, Luce, Tuono, Vento, Ghiaccio, Terra, Legno, Acqua, Ferro e Tenebre. Una grande rete di rotaie attraversa il pianeta, con un terminale in ogni regione, permettendo a Digimon simili a treni, i Trailmon, di portare i passeggeri da una regione all'altra. La caratteristica che contraddistingue questo Digiworld è l'esistenza dei "Digicodici" - codici di comando per i dati che formano Digiworld posseduti da tutti, individualmente dai Digimon o in massa da porzioni del pianeta. Il Digicodice è solitamente nascosto, ma una volta che viene alla luce può essere "digitalizzato", cosa che "sblocca" i dati dell'oggetto o del singolo in questione, permettendo che questo possa essere manipolato. Nella maggior parte dei casi, ciò porta all'assorbimento dei dati - un'azione eseguita spesso dai nemici della serie. Viceversa, se il Digicodice viene "rilasciato", ciò porta al ripristino dei dati nella loro forma e al loro utilizzo originario e al loro "blocco" in una determinata posizione. Se il Digicodice di un Digimon viene scannerizzato, ma i suoi dati non vengono assorbiti, questo si riconfigurerà in un Digiuovo, che poi si recherà automaticamente alla Città della Rinascita, dove, dopo essere stato accudito da Swanmon, si schiuderà nuovamente in un Digimon di livello primario ed inizierà nuovamente il suo ciclo vitale.
Anticamente, Digiworld venne devastato da una guerra di enormi proporzioni tra i Digimon di tipo umano e quelli di tipo animale. Ma a quel punto apparve Lucemon, il Digimon angelo, che pose fine alla guerra, portando il mondo ad un periodo di pace. Tuttavia, con il passare del tempo, Lucemon divenne corrotto, divenendo un governante corrotto e causando la creazione di dieci grandi Leggendari Guerrieri, personificazioni dei dieci elementi. Dopo una battaglia di potenza devastante, i dieci Leggendari Guerrieri riuscirono a sconfiggere Lucemon e ad imprigionarlo nell'"Area Oscura", situata in profondità, al centro di Digiworld.
Quando i dieci Leggendari Guerrieri morirono, diventando leggende loro stessi e lasciando in eredità dieci potenti "Digispirit", rappresentazioni fisiche dei loro elementi, essi furono succeduti da una trinità di Digimon celesti, noti come Digimon Angelici - Seraphimon, Ophanimon e Kerpymon. Il gruppo non era molto unito poiché il Digimon di tipo animale Kerpymon spesso non si trovava d'accordo con molte delle politiche dei Digimon di tipo umano Seraphimon ed Ophanimon, rendendo il suo dissapore verso i due una questione di scontro tra i Digimon di tipo umano e i Digimon di tipo animale. Credendo erroneamente che i due Digimon di tipo umano pianificassero di tradirlo, il disperato Kerpymon si ritrovò sopraffatto dall'aura malvagia di Lucemon proveniente dall'Area Oscura e si trasformò in un Digimon di tipo virus. Il malvagio Kerpymon, quindi, condusse i Digimon di tipo animale in una campagna di guerra contro quelli di tipo umano, catturando infine Ophanimon e costringendo Serpahimon in un coma rigenerativo.
Per salvare Digiworld, Ophanimon richiama a sé diversi bambini della Terra per farli fondere con i Digispirit dei Leggendari Guerrieri e diventare Digimon loro stessi per liberare Kerpymon dall'influenza di Lucemon. I nuovi Leggendari Guerrieri riescono a liberare Kerpymon, ma Lucemon, imperterrito, presto ottiene abbastanza potere per consumare il Digicodice dell'intero Digiworld e per distruggere le sue lune, iniziando poi il suo piano di conquista anche del mondo reale. Nell'ultima battaglia per salvare i resti di entrambi i mondi, i Leggendari Guerrieri sconfiggono Lucemon, ripristinando Digiworld e i Digimon che soggiornavano su di esso.
Questo particolare Digiworld ha in orbita intorno a sé anche tre Lune Digitali, ognuna con il nome di uno dei tre governanti del mondo e di un colore differente - la luna blu di Seraphimon ("Seraphimoon"), la luna gialla di Ophanimon ("Ophanimoon") e la luna rossa di Kerpymon ("Kerpymoon"). Almeno due di queste Lune Digitali sono abitate; la luna di Seraphimon ha una popolazione di Starmon, Meteormon e Hamburgermon nei loro vari stadi di Digievoluzione. La luna di Ophanimon, invece, circondata da nuvole nebbiose di polvere gialla, ospita sulla sua superficie un'altra Città della Rinascita, dove i nuovi Digimon nascono dalle Digiuova, mentre i Digimon i cui dati sono stati distrutti possono rinascere ed essere riprogrammati come nuove Digiuova.
Viaggiare da e verso Digiworld in Frontier è possibile grazie all'uso dei Trailmon, dei Digimon che sono letteralmente dei treni senzienti. Le ferrovie di questo Digiworld attraversano le dimensioni e le varie regioni; la stazione dei Trailmon sulla Terra si trova sotto quella di Shibuya (una vera stazione) a Tokyo. Questa stazione è conosciuta solo ai Digimon e agli esseri umani convocati lì da loro. Tuttavia, la stazione è integrata nei sistemi principali di quella di Shibuya ed è accessibile attraverso un normale ascensore della stazione.
Anche Frontier presenta un caso di coscienza proiettata a Digiworld. In questo caso la vittima è Koichi Kimura, che muore apparentemente dopo essere caduto da una rampa di scale. Tuttavia, Koichi è un Digiprescelto e la sua coscienza combatte insieme ai suoi compagni. La sua manifestazione a Digiworld è sostanziale, ma il suo vero corpo è insensibile. Dopo la cancellazione avvenuta a Digiworld, la sua coscienza torna al suo vero corpo; i Digiprescelti riescono ad essere testimoni del suo ritorno alla vita dopo un tentativo infruttuoso di defibrillazione.

### Digiworld inDigimon Savers
Nell'universo di Digimon Savers poche persone sono a conoscenza di Digiworld. La DATS (Digital Accident Tactics Squad) - un'organizzazione governativa segreta - ha il compito di provare ad evitare, prevenire e rimediare ai danni o agli attacchi che i Digimon provocano nel mondo reale. Molti dei Domatori sono membri della DATS. Tuttavia, diversi Digimon a Digiworld odiano gli esseri umani a causa di un genocidio di Digimon in massa che avvenne dieci anni prima gli avvenimenti della serie causato da un gruppo di esseri umani rinnegati e dai Gizmon agli ordini di Akihiro Kurata, che invasero Digiworld e provarono a distruggere i suoi abitanti senza pietà.
Larga parte del mondo digitale sembra essere governata da Mercurimon, una delle dodici Divinità Olimpiche, ma non tutti i Digimon seguono le sue regole o si dimostrano anche solo d'accordo con lui. Nell'episodio "Il passato rivelato. Senza cuore! Gizumon:AT", Mercurimon spiega che esiste un "dio" che sorveglia Digiworld e che è chiamato Yggdrasil.
Inoltre, a Digiworld, ci sono alcune porzioni di terreno fluttuanti, piante carnivore, una città eretta sulle pareti di un canyon ed un centro di ricerca abbandonato. C'è anche una Sacra Capitale che si trova sul dorso di un Digimon colossale, ElDoradimon.
In Savers, i Digimon viaggiano tra i due mondi usando portali chiamati "Digivarchi". Anche la DATS può creare questi Digivarchi usando una macchina, che viene usata anche per rispedire le Digiuova dei Digimon fuggitivi a Digiworld. Il trasferimento umano a Digiworld è inoltre possibile ed è chiamato "Salto Digitale".

### Digiworld inDigimon Fusion Battles
Il Digiworld di Digimon Fusion Battles è un mondo in cui esistono diverse regioni chiamate "Zone", ognuna di esse sotto attacco da parte di un comandante dell'Esercito Bagra. Digiworld, infatti, si trova all'interno di un conflitto tra diverse fazioni, ma i veri intenti di ognuna di queste fazioni sono ignoti. Al di fuori del mondo digitale, nel frattempo, accadono strane cose che costituiscono indizi dell'esistenza di Digiworld per chiunque; tuttavia, sembra che nessuno sospetti minimamente della sua esistenza.
A Digiworld esistono degli oggetti chiamati Corona del Codice che si trovano in ogni Zona e che, quando cadono nelle mani di qualcuno, conferiscono al suo possessore il potere di modellare Digiworld a sua immagine. Inoltre, quando una Corona del Codice viene caricata in un Digivice Xros Loader, colui che la possiede può attivare un'abilità di Trasferimento di Zona che può trasportarlo da una Zona all'altra. Lo scopo dell'Esercito Bagra è quello di ottenere tutti i frammenti della Corona del Codice per modellare Digiworld secondo i propri desideri.
Secondo Jijimon, era proprio il potere della Corona del Codice a tenere insieme Digiworld. Per questo motivo, quando la Corona del Codice finì in pezzi, anche Digiworld fu frammentato e si divise appunto nelle varie Zone. Il numero di queste Zone è di centootto.
Secondo il ricercatore di Digiworld Wisemon, il mondo digitale esiste da molto più tempo rispetto al mondo umano ed è solo recentemente che gli esseri umani hanno imparato ad utilizzare una parte infinitesimale di esso per i propri scopi. Ciò costituisce un caso unico tra tutte le serie di Digiworld, poiché in tutte le altre serie la nascita di Digiworld era sempre stata segnata dall'avvio e dallo sviluppo delle reti di telecomunicazioni terrestri, mentre in questa serie Digiworld è assolutamente indipendente ed autonomo dal mondo reale.
Quando l'Esercito Bagra si appropria di tutti i frammenti della Corona del Codice nell'episodio "Taiki & Kiriha vs Bagura Army, una resa dei conti totale!", Digiworld cambia. I frammenti della Corona del Codice, infatti, si ricongiungono in uno solo e danno a Bagramon, leader dell'Esercito Bagra, il potere di modellare Digiworld a suo piacimento. Il mondo digitale viene quindi diviso in sette "Territori" diversi, ognuno capeggiato da uno dei Generali Oscuri, tirapiedi di DarkKnightmon.
In Fusion Battles, gli esseri umani hanno ancora bisogno di usare dei portali per andare a Digiworld, ma i dettagli precisi al momento sono sconosciuti. Quando i personaggi principali entrano per la prima volta a Digiworld, sembrano attraversare un punto d'interruzione della barriera tra Digiworld ed il mondo reale, cosa che porta alla formazione di un portale grazie all'aiuto del Digivice Xros Loader.
Il Digiworld di Digimon Fusion Battles è costituito di centootto diverse Zone. Viene rivelato che Digiworld originariamente era costituito da una sola area, ma questa venne frammentata nelle Zone quando la Corona del Codice venne infranta. Quando Bagramon riesce ad entrare in possesso di tutti i frammenti della Corona del Codice, il Digimon malvagio li usa per riassemblare Digiworld nella forma in cui si trovava prima della distruzione della Corona del Codice. Esso viene però suddiviso in sette Territori.

### Digiworld inDigital Monster X-Evolution
Digital Monster X-Evolution è un film indipendente da ogni serie anime, benché esso si svolga nello stesso Digiworld che appare nelle serie manga Digimon Chronicle e D-Cyber. Questo Nuovo Digiworld (NEWデジタルワールド?, NEW Dejitaru Waarudo) è una regione del subspazio che fu creata dal supercomputer Yggdrasil quando il Digiworld originale raggiunse la capacità massima. È suddiviso in tre terminali che rappresentano rispettivamente le regioni passata, presente e futura del mondo digitale. Il Terminale Urd è un'area desolata vulcanica dove vivono Digisauri e Digidraghi. Il Terminale Verdandi è un ambiente simile ad una prateria dove vivono Digimon animale, Digimon uccello e di altri tipi. Il Terminale Skuld è un ambiente urbano futuristico dove vivono Digimon macchina e Digimon insetto. Spostandosi da uno strato all'altro si viaggia effettivamente nel tempo, così l'insieme di questi tre strati è conosciuto come "Chronicle Layer System" ("Sistema di Strati Chronicle"). Questa impostazione permette ai Digimon di digievolvere senza causare accumuli di dati nel computer ospite. C'era un Digiworld che esisteva precedentemente a quello apparso in Digimon X-Evolution. Questo era coltivato e popolato con i Digimon dal computer intelligente Yggdrasil. Digiworld cresceva in grandezza e così anche il numero di Digimon, finché Yggdrasil non poté più controllarne il caricamento e fu costretto a far accadere il "Digital Hazard", un evento che aveva messo in moto la distruzione di Digiworld. Yggdrasil rispose inizializzando il "Progetto Arca", un modello per cancellare i dati in eccesso a Digiworld. La prima fase del progetto prevedeva la distruzione di tutti i Digimon eccetto i pochi che Yggdrasil aveva scelto come suoi servi. Questi Digimon scelti furono inviati ad un nuovo Digiworld che Yggdrasil aveva creato. Tuttavia, una piccola percentuale dei Digimon rimasti nel Digiworld originale era sopravvissuta al Progetto Arca sviluppando un "Anticorpo X". Questo anticorpo conferisce ai Digimon l'immunità dal Progetto. L'Anticorpo X ha inoltre l'effetto addizionale di cambiare le caratteristiche fisiche dei Digimon e di renderli più forti. Questi Digimon "X", quindi, viaggiarono verso il nuovo Digiworld con mezzi propri. Quando Yggdrasil rilevò la loro presenza, spedì i Cavalieri Reali - i fedeli servi summenzionati - a distruggerli. Nel lasso di tempo in cui si svolge Digimon X-Evolution, i Digimon X sono sotto frequente attacco da parte dei Cavalieri Reali. Questi eventi saranno la trama costituiva di "X-Evolution", "Chronicle" e "D-Cyber", tutti ambientati in questa versione di Digiworld.

## DigiXros
La DigiXros (デジクロス?, DejiKurosu), chiamata in alternativa DigiFusione, è un concetto esclusivo di Digimon Fusion Battles Si tratta di un processo che intraprendono i Digimon, mostri immaginari che abitano un universo parallelo immaginario chiamato Digiworld, una dimensione parallela che gli esseri umani sfruttano inconsapevolmente per l'utilizzo dei sistemi di comunicazione della Terra. Attraverso la DigiXros, due o più Digimon possono combinarsi in un unico essere per formare un Digimon più potente e con nuove abilità. Benché l'obiettivo finale, dare vita ad un Digimon più potente, sia praticamente lo stesso della Digievoluzione, la DigiXros non ha nulla a che fare con essa poiché coinvolge più Digimon e non comporta alcun cambiamento di livello. Tuttavia, essa possiede alcune caratteristiche comuni alla DNAdigievoluzione e al Cambio di Assetto.
Nel Digiworld di Digimon Fusion Battles, precedentemente all'inizio della serie, la DigiXros è un concetto conosciuto da molti Digimon; tuttavia, questa è ritenuta solo una leggenda poiché nessun Digimon ha mai potuto vederla con i propri occhi. Questo perché, contrariamente alla Digievoluzione, la DigiXros non è un processo che può avvenire naturalmente e non coinvolge ogni Digimon: solo un essere umano possessore di un Digivice Xros Loader può avviare questo processo dopo aver selezionato lui stesso i Digimon che ne prenderanno parte. I Digimon sono esseri composti principalmente da dati riconfigurabili: la DigiXros si limita essenzialmente a modificare questi dati e a fondere insieme quelli di due o più Digimon, dando vita ad un'unica creatura.
Tra i Digimon che compongono una DigiXros ce n'è uno, denominato "Digimon centrale" o "nucleo" della DigiXros, che solitamente è il Digimon più forte coinvolto nel processo oppure quello più adatto a gestire gli altri. Questo Digimon viene nominato sempre per primo in ogni DigiXros ed è per l'appunto il nucleo, il cuore del processo, costituendo inoltre la coscienza e la personalità del Digimon: inoltre, anche la voce del nuovo Digimon deriva dal Digimon centrale. Nonostante questo, anche tutti gli altri Digimon coinvolti, seppur comprimari, sono coscienti e ancora in grado di parlare, essendo in grado di interagire con il nucleo stesso e con l'ambiente circostante. Il nome di un Digimon frutto di una DigiXros deriva da quello del Digimon centrale che lo compone, modificato ed alcune volte anche adattato a seconda delle caratteristiche della DigiXros, come nei primi due dei seguenti esempi:
- Shoutmon × Ballistamon = Shoutmon Ｘ2 - Il Digimon prende il nome dal suo Digimon centrale, Shoutmon, con l'aggiunta di Ｘ2, che si legge "cross due" e fa riferimento al fatto che la DigiXros è formata da due elementi.
- Greymon × MailBirdramon = MetalGreymon - MailBirdramon, Digimon comprimario, è un Digimon composto di metallo che si dispone su Greymon, Digimon centrale, come un'armatura, da cui il nome MetalGreymon.
- SkullKnightmon × DeadlyAxemon = DarkKnightmon

Similmente a come accade per la Digievoluzione, la DigiXros necessita di grandi quantità di energia per perdurare e quindi non può avere luogo se i Digimon componenti sono deboli, feriti o affamati; inoltre, se un Digimon nato da una DigiXros diventa troppo debole o subisce troppi danni la DigiXros terminerà. Se una DigiXros viene sconfitta ed eliminata il suo ciclo vitale termina, così come quello di tutti i suoi Digimon componenti. Anche la condizione fisica del Digimon centrale è un aspetto fondamentale da considerare in una DigiXros. Il nucleo può infatti risultare troppo debole per sopportare DigiXros troppo elaborate o con un numero elevato di Digimon e la DigiXros risultante terminerà in brevissimo tempo: questo perché il Digimon centrale è per l'appunto la parte fondamentale della DigiXros e deve sostenere i dati di tutti gli altri Digimon che partecipano al processo.
Una caratteristica fondamentale della DigiXros è che essa non tiene assolutamente conto dei vari livelli della Digievoluzione. Questo perché, nell'universo narrativo di Fusion Battles, questi livelli non vengono presi in considerazione o probabilmente nemmeno esistono. Il processo di Digievoluzione, tuttavia, esiste ancora, ma non si basa sul classico sistema di livelli esistente fin dalle basi del concetto di Digimon: esso consiste principalmente nel portare il Digimon coinvolto nel processo alla sua "forma futura", ovvero la forma che raggiungerebbe in anni e anni di vita ed allenamento. In assenza di livelli, quindi, tutti i Digimon possono unirsi indiscriminatamente in una DigiXros. Il requisito da rispettare per attivare questo processo è uno solo: perseguire lo stesso obiettivo e unirsi così in simbiosi per divenire più forti e guadagnare abilità di cui normalmente non si disporrebbe.
La DigiXros ha anche un processo inverso: si tratta della Fusione Aperta (クロスオープン?, Kurosu Ōpun, Xros Open). Essa consiste nel separare un Digimon formatosi in seguito ad una DigiXros nei Digimon base che lo compongono. Tuttavia, nell'anime si fa raramente ricorso a questo processo e sempre in relazione a DarkKnightmon, Digimon del Team Twilight, nonostante in numerose altre occasioni Digimon diversi si siano trovati a dover interrompere la loro DigiXros. In questi casi, il Digimon composto semplicemente si separa nuovamente nei suoi componenti. Da ciò si intuisce che è anche la volontà del possessore del Xros Loader e/o dei Digimon fusi nella DigiXros ad influire sul processo di DigiXros.
Quando due o più Digimon partecipano ad una DigiXros e si congiungono in una sola entità, l'aspetto del Digimon risultante avrà diversi tratti in comune con almeno una delle creature che lo compongono. Contrariamente alla Digievoluzione, infatti, in cui l'aspetto di un Digimon da un livello all'altro può mutare anche radicalmente, nella DigiXros i Digimon riconfigurano il loro corpo in modo da potersi unire a quello degli altri Digimon coinvolti. Questo processo, tuttavia, può rappresentarsi in diversi modi. Un Digimon può trasformarsi in una sorta di potenziamento per il Digimon centrale conferendogli nuove abilità, come accade per Ballistamon, che presta la sua forza e la sua armatura a Shoutmon, celato al suo interno, per formare Shoutmon Ｘ2, oppure diventare una sorta di protezione, è l'esempio di MailBirdramon che si trasforma in una corazza che ricopre gran parte del corpo di Greymon per formare MetalGreymon, oppure addirittura trasformarsi in una sorta di arma, come accade a DeadlyAxemon che si trasforma in una gigantesca ascia che il Digimon centrale SkullKnightmon brandisce a suo piacimento nella forma di SkullKnightmon Big Axe Mode.
Lo scopo principale di una DigiXros è di fornire al suo Digimon centrale delle abilità di cui normalmente non disporrebbe, così da diventare più forte e completo, disponendo inoltre di nuovi attacchi. Un semplicissimo e lampante esempio è costituito da Shoutmon Ｘ2, in cui Ballistamon aggiunge la sua armatura e la sua potenza fisica alla velocità di Shoutmon, formando un Digimon molto più potente dei due componenti presi singolarmente. Shoutmon Ｘ3 è un Digimon ancora più potente di Ｘ2, al quale si uniscono le capacità in combattimento e l'abilità nel colpire di Dorulumon. Shoutmon Ｘ4 è ancora nella stessa forma fisica di Ｘ3, ma a lui si aggiungono Starmon e i Pickmon (contati come una sola unità dal nome di "Starmons") che formano la "Spada Stellare", una spada che Shoutmon Ｘ3 può brandire.

### Tipi di DigiXros
La DigiXros (デジクロス?, DejiKurosu, lett. "Incrocio Digitale") standard è il tipo di DigiXros più utilizzato nella serie di Fusion Battles. Come già detto in precedenza, la DigiXros è un processo che potenzia il Digimon centrale del processo, conferendogli nuove abilità, nuovi potenziamenti e, in alcuni casi, nuovi armamenti. Nell'universo di Fusion Battles, la DigiXros può essere attuata solo da dei ragazzi umani, attirati a Digiworld in circostanze poco chiare e che si ritrovano catapultati all'interno di una guerra per il possesso di Digiworld. Data la situazione particolare in cui si trovano, i Digiprescelti di questa serie vengono denominati Generali. Una volta a Digiworld, i Generali costruiscono una propria squadra, spesso definita "armata", per conseguire i propri scopi ed avere la meglio sulle altre armate. Condizione necessaria per formare una propria armata è il possesso di un Digivice Xros Loader, dispositivo che asserve a diverse funzioni; tuttavia, la più importante è appunto quella di dare accesso alla DigiXros. Il Generale selezionerà quindi i Digimon della sua armata da inserire nella DigiXros ed avvierà il processo, così da poter combattere contro le altre armate.
La DigiXros Forzata (強制デジクロス?, Kyousei Dejikurosu, lett. "Incrocio Digitale Forzato") è un tipo di DigiXros alternativo che inizia ad essere utilizzato dalla Esercito Bagra e dal Team Twilight nella seconda metà della serie anime. Questo tipo di DigiXros stravolge il concetto vero e proprio di DigiXros, in particolare il requisito che i Digimon coinvolti nella DigiXros vogliano raggiungere lo stesso obiettivo ed entrino in simbiosi. Tramite il Digivice Darkness Loader, infatti, la DigiXros Forzata domina la volontà dei Digimon che vengono costretti a partecipare al processo e li fonde insieme in modo forzato. In questo modo, anche Digimon non appartenenti all'armata che esegue la DigiXros Forzata o addirittura appartenenti ad altre armate possono essere coinvolti nel processo. Un'altra particolarità di questo processo è che, contrariamente alla DigiXros standard, può essere eseguita anche da Digimon, ovviamente in possesso di un Darkness Loader, i quali spesso coinvolgono nella DigiXros anche loro stessi.
La Doppia Fusione (ダブルクロス?, Daburu Kurosu, lett. "Doppio Incrocio") è un particolare tipo di DigiXros che necessita di due Generali, e quindi di due Xros Loader, per attivarsi. In maniera molto simile al concetto stesso della DigiXros, quando due Generali perseguono lo stesso obiettivo e combattono per uno stesso ideale, il potere della Doppia Fusione si sprigiona e consente ai due Generali di unire in una DigiXros speciale due o più Digimon appartenenti ad armate diverse tramite contatto fisico tra i due Xros Loader. Questo tipo di DigiXros è stato utilizzato finora per generare solo un Digimon: Shoutmon DＸ, nato dall'unione dell'OmegaShoutmon di Taiki Kudo e del ZekeGreymon di Kiriha Aonuma.
La Grand Xros (グランドクロス?, Gurando Kurosu, lett. "Grande Incrocio") è un tipo di DigiXros esclusivo del manga che, come per la Doppia Fusione, ha come protagonisti Taiki Kudo e Kiriha Aonuma. Utilizzata per la prima volta nel capitolo 15 per poter affrontare Blastmon, essa dà vita a Shoutmon X6, risultato dell'unione di Shoutmon DX (che conta come 3 unità), Ballistamon, Dorulumon e Starmons. Rispetto alla Doppia Fusione, in questa particolare DigiXros non avviene alcun contatto fisico fra i Xros Loader dei due Generali.
L'Evolution Xros (エボリューションクロス?, Eboryūshon Kurosu, lett. "Evoluzione Incrociata") è un tipo di DigiXros esclusivo del manga, che ha come protagonisti Taiki Kudo, Kiriha Aonuma, Akari Hinomoto, Zenjiro Tsurugi e Kotone Amano. Utilizzata per la prima volta nel capitolo 18, dopo le superdigievoluzioni di Ballistamon, Dorulumon e Sparrowmon, per poter sconfiggere Tactimon, essa dà vita a Shoutmon EX6 (si pronuncia Shoutmon E Xros 6), risultato dell'unione di OmegaShoutmon, ZekeGreymon (che conta come 2 unità), AtlurBallistamon, JagerDorulumon e RaptorSparrowmon.
La Super DigiXros (グレトクロス?, Gureto Kurosu, lett. "Grande Incrocio") è un altro tipo di DigiXros, piuttosto simile alla Doppia Fusione. Il concetto che attiva il processo, infatti, è esattamente lo stesso: perseguire uno stesso obiettivo e combattere per uno stesso ideale. Il fattore diverso rispetto alla Doppia Fusione è il numero di parti in causa: in questo caso sono tre i Generali, e tre i Xros Loader, coinvolti nel processo, che, grazie alla forza dei legami sviluppati l'uno nei confronti dell'altro, sono in grado di unire in una DigiXros speciale i loro Digimon, benché appartenenti ad armate diverse, tramite il contatto fisico dei loro Xros Loader. Questo tipo di DigiXros è stato utilizzato finora per generare solo un Digimon: Shoutmon Ｘ7, nato dall'unione di OmegaShoutmon, Ballistamon, Dorulumon e degli Starmons, appartenenti a Taiki Kudo, insieme a ZekeGreymon, Digimon di Kiriha Aonuma, e a Sparrowmon, appartenente a Nenè Amano.

### Unità della DigiXros
Il termine "Unità della DigiXros" si riferisce ai vari Digimon che fungono da componenti di una DigiXros. Contrariamente alla DNAdigievoluzione, la DigiXros risultante da una combinazione di Digimon dipende solamente dalle sue principali Unità della DigiXros e non dai componenti diretti. Ad esempio, la DigiXros di Shoutmon Ｘ4 utilizza Shoutmon, Ballistamon, Dorulumon e gli Starmons come sue Unità della DigiXros primarie; tuttavia, Shoutmon e Ballistamon possono essere rimpiazzati da Shoutmon Ｘ2, oppure Shoutmon e gli Starmons da Shoutmon + Spada Stellare. Quando la stessa Unità della DigiXros produce una DigiXros differente, come le cinque combinazioni diverse di SkullKnightmon e DeadlyAxemon o come Shoutmon Star Wheel, queste variazioni sono dovute alla volontà dei Digimon, ma non sussistono differenze nei componenti diretti.
L'anime ed il manga di Digimon Fusion Battles generalmente utilizzano qualsiasi combinazione delle Unità della DigiXros "canoniche" per formare la DigiXros desiderata. Tuttavia, il gioco di carte Super Digica Taisen ed il relativo gioco arcade hanno un limite di tre Unità della DigiXros, mentre nella versione giocattolo del Xros Loader il limite dipende dal Digimon centrale, con un limite massimo di cinque Unità. Questi limiti pongono delle restrizioni nelle combinazioni che possono essere usate nel gioco; in particolare, entrambi i giochi sono costretti ad approssimare la combinazione della DigiXros di Shoutmon Ｘ7, che ha come Unità della DigiXros "corrette" OmegaShoutmon, ZekeGreymon (i quali all'occorrenza possono anche essere considerati come la unica Unità della DigiXros Shoutmon DＸ), Ballistamon, Dorulumon, Starmons e Sparrowmon. Super Digica Taisen utilizza le combinazioni Shoutmon DＸ × Shoutmon Ｘ5, Shoutmon DＸ × Shoutmon Ｘ4 × Sparrowmon e OmegaShoutmon × ZekeGreymon × Shoutmon Ｘ5, mentre il Digimon Xros Loader utilizza quella OmegaShoutmon × Ballistamon × Dorulumon × Starmons × Sparrowmon.

## Domatori
La parola Domatore (テイマー?, Teimaa, Tamer) costituisce il termine generico per indicare un essere umano che abbia sviluppato un legame con un proprio Digimon partner, in contrasto con il termine "Digiprescelto", che indica invece un essere umano scelto dal fato per una missione speciale.
I Domatori possono essere creati in un gran numero di modi diversi. Alcuni Domatori vengono scelti dai Digignomi grazie ad un forte desiderio, come accade ai Domatori di Digimon Tamers, mentre altri semplicemente si collegano ad un Digimon e formano un forte legame con loro, come accade ai Domatori di Digimon Savers. O ancora altri sconfiggono dei Digimon ed in questo modo fanno amicizia con loro, come accade ai Guard Tamers di Digimon World 2 o ai Domatori di Digimon Story: Sunburst e Moonlight, oppure semplicemente li crescono come avviene normalmente nei giochi, come accade in Digimon Adventure V-Tamer 01 e in Digimon Next.
Razionalmente, molti Domatori sono simili alle loro controparti dei Digiprescelti, poiché molto spesso sono i Digivice a presentarsi a loro e, nella maggior parte dei casi, a formare un legame con i loro partner. La differenza sta nel fatto che alcuni Domatori possono avere più di un Digimon, mentre lo stesso raramente può essere detto dei Digiprescelti.
Nell'universo di Adventure, il titolo di Domatore è perfetto per Ryō Akiyama, personaggio principale di una serie di videogiochi, a cominciare da Digimon Adventure: Anode/Cathode Tamer. Poiché Ryo non possiede un proprio Digimon partner, è costretto ad utilizzare i partner degli altri, ad esempio Agumon e Veemon. Inoltre non possiede un suo Digivice, ma prende in prestito quelli degli altri; ciò gli permette di purificare i Digimon avversari e farli schierare dalla sua parte. In più, ci sono altri Domatori in Digimon Adventure 02: D-1 Tamers, in cui un notevole numero di essi partecipa ad un finto torneo mirato ad allenare Ryo. I Domatori comprendono Digiprescelti noti come Mimi Tachikawa e Tai Kamiya, con quest'ultimo che in realtà utilizza un maggior numero di Digimon piuttosto che solo il suo Digimon partner.
I Domatori di Digimon Tamers vengono scelti principalmente dal volere dei Digignomi, i quali o trasformano delle normali carte da gioco di Digimon in Carte Blu, che a loro volta trasformano i lettori di carte in Digivice D-Arc, o semplicemente consegnano i D-Arc ai Domatori. Inizialmente si presenta qualche conflitto riguardo al ruolo dei Domatori: Takato Matsuki, ad esempio, si diverte semplicemente a crescere il suo Digimon partner Guilmon, mentre Rika Nonaka è alla continua ricerca di nuove sfide insieme alla sua partner Renamon per diventare la più forte. Gli esseri umani che appaiono in questa serie sono tutti Domatori. Ciò nonostante, nel doppiaggio inglese di Battle of Adventurers, primo film di Tamers, fa la sua comparsa Omnimon, leggendario Digimon apparso anche in Adventure/Adventure 02, e per questo Takato chiama i Domatori "Digiprescelti".
I principali personaggi umani di Digimon Savers posseggono un Digivice ed i loro Digimon partner sono giunti nel mondo reale sotto forma di Digiuova, contrariamente agli altri Digimon. I Domatori sono generalmente sotto il comando della DATS, che cerca di far tornare i Digimon scatenati a Digiworld e di tenere la popolazione all'oscuro riguardo all'esistenza delle creature digitali. Ad alcuni Domatori in realtà viene consegnato un Digimon partner direttamente dalla divinità regnante di Digiworld, Yggdrasil, per osservare e tenere d'occhio il comportamento degli esseri umani.
I personaggi umani principali di Digimon Adventure V-Tamer 01 possiedono dei Digimon che essi avevano inizialmente cresciuto tramite il loro virtual pet, guadagnando poi i loro Digivice dopo essere entrati a Digiworld. Poiché questi Digimon sono stati per l'appunto cresciuti dai V-Pet, alcuni Domatori hanno più di un partner e, allo stesso modo, più di un Digivice, permettendo ad un Domatore di DNAdigievolvere due o più dei loro Digimon.
I personaggi umani principali di Digimon Chronicle possiedono un Digimon Pendulum, che i ragazzi usano per potenziare i loro Digimon. La serie è composta da un set di mini-manga, distribuiti insieme al giocattolo del Pendulum, e, invece di una vera storia, narra solo eventi isolati che lasciano il tutto senza una spiegazione.
Invece di essere scelti da esseri benevoli, i bambini in D-Cyber vengono attirati a Digiworld da un essere malvagio, così che questi possa rubare lo "Spirito di Drago" del Dorumon di Hikaru Ryuuji, ma riescono infine a sconfiggere quest'entità.
I bambini di Digimon Next hanno come Digimon partner dei Digimon che sono state cresciute da loro tramite i Digimon Mini. Tuttavia, dopo essersi registrati al Battle Terminal, i loro Digimon si scoprono in realtà essere di un raro tipo "Illegale" ed i ragazzi vengono catapultati a Digiworld per impedire che entrambi i mondi vengano cancellati.
I Domatori di Digimon Story vengono richiamati a Digiworld da un sito web, dove gli viene chiesto di fare coppia con un Digimon partner per rilasciare il loro vero potere. I Domatori si uniscono ad una "Tamer Union" ("Unione di Domatori") dove gli vengono assegnate missioni per aiutare i Digimon che ne hanno bisogno. Completando queste missioni, i Domatori aumentano di rango passando da Domatore Normale a Domatore di Bronzo, d'Argento, d'Oro, di Platino e infine a Re dei Domatori. Ogni Domatore cerca di salire di livello: il Re dei Domatori, infatti, dispone di un Osservatore che guida un Domatore e valuta i suoi progressi. Quando l'Osservatore reputa il Domatore meritevole, a quest'ultimo sarà concesso di avanzare al prossimo livello.